# 美国
美利堅合眾國（英語：United States of America，縮寫），简称合眾國（United States，縮寫）或美国，是位於北美洲的聯邦制共和國，為當今世上唯一的超级大国。其由50個州、首都华盛顿哥伦比亚特区和326个印第安人保留地组成；在联邦外，其主张对5個离岸自治領土及若干外島拥有主权。美国领土面积為9,372,610平方公里，为北美第二（次于加拿大），世界第三或第四。截至2020年初，美国总人口約為3.3亿人，是世界第三人口大国、也是人口最多的发达国家、以及美洲人口最多的國家。美国有着來自世界各地的大量移民，是世界上民族和文化最多元的國家之一。美國国土的地形与气候複雜，生物多样性齐全。
12,000多年前，古印第安人通过白令陆桥迁徙，定居在现在的美国领土上。欧洲人从16世纪开始殖民北美，1607年起开始成为英国殖民地。1775年美国独立战争爆发，1776年7月4日《独立宣言》发表，1783年英国战败并承认其独立。1787年《美利坚合众国宪法》完稿，标志联邦政府和联邦制正式确立。自19世紀起。美国不断西进和對外擴張，至1848年时疆域已横跨北美大陆。1861年，由于奴隶制等政治上的分歧，美国南部十一个蓄奴州宣布退出聯邦另立政權，導致南北战争爆发。1865年，北方的聯邦政府胜利，奴隶制被废除。随后，在第二次工业革命和第一次世界大战的推动下，美国经济实力不断增长。1929年，美国迎来經濟大蕭條。1941年12月日本偷袭珍珠港后，美国加入第二次世界大战同盟国，並成為主導該陣營的國家之一。战胜后，美国与苏联因意识形态及争夺世界霸权，使世界進入「東西對峙」的冷戰格局，美國則為西方集團的領頭國家。1969年，太空竞赛促使美國執行阿波羅計畫，人类首次登陸月球。1991年苏联解体后，冷戰結束，美国至此成为世界上唯一的超级大国。
美国自19世紀末就已成为世界第一大经济体，國內生產总值（GDP）排名世界第一，是世界上最大的進口國及仅次于中国的第二大商品出口國，貢獻了全球财富的四分之一和全球軍事開支的三分之一。其長期以來都是全球的經濟、軍事、教育、科研、航天及醫療技術的強國，服务业占主导地位，生产制造业规模大，科技处于世界领先地位。美國最大都市紐約為對全世界具有巨大影響力的國際大都會，同時是聯合國總部所在地，GaWC将其評為Alpha++级全球城市，被譽為「世界首都」。美国是联合国、北大西洋公约组织、美洲国家组织、国际货币基金组织、世界银行、世界贸易组织的创始成员国，也是联合国安理会常任理事国，在政治和文化上对現代世界影响深远。

## 國名

### 英文名
“The United States”是对美国最傳統最正式的称呼，它最早出現在獨立宣言與美國憲法中。在官方場合說到美國時，一般必須使用此通稱。簡稱“the U.S.”，“the US”或者“the States”。
“United States of America”，由約翰·迪金森編寫于1776年6月17日的聯邦條款第二草稿出現，縮寫是U.S.A.。作為法定政權的名稱，它的應用度並没有US廣泛，使用最多的地方就是在體育賽事上。除此之外，美國簽署官方文件必須在第一次出現的時候使用代表政權的全名“United States of America”。

### 漢字名稱
早先在清朝時因將星條旗的圖案稱為花旗，美國因而獲得别稱“花旗國”；一些美國事物的中文名稱至今仍含有「花旗」的字樣，例如美國特產花旗参以及美國最大的銀行之一——花旗銀行（Citibank）。越南如今即称美国为“花旗合众国”。
乾隆年間对美国称作「咪唎𠼤」，曾國藩也指出“咪夷質性醇厚，於中國時思效順。”道光年間則稱「米利堅」，後採裨治文等人譯“亞美理駕合眾國”，簡稱“美國”或“合眾國”，参見1844年《望廈條約》、1858年《天津條約》、1901年《辛丑條約》；1860年以降逐漸用「美」代「米」，及至宣統退位前簽訂《各國禁煙公約》為「美利堅合眾國」，該全稱則使用至今。
日本亦受與華交流影響，例如江戶時代《神奈川條約》使用美國譯名「米利堅合眾國」、「亞墨利加」可見於《瀛寰志略·卷九·北亞墨利加米利堅合眾國》，也就是日文簡稱「米国」由來。

## 歷史

### 原住民和欧洲殖民

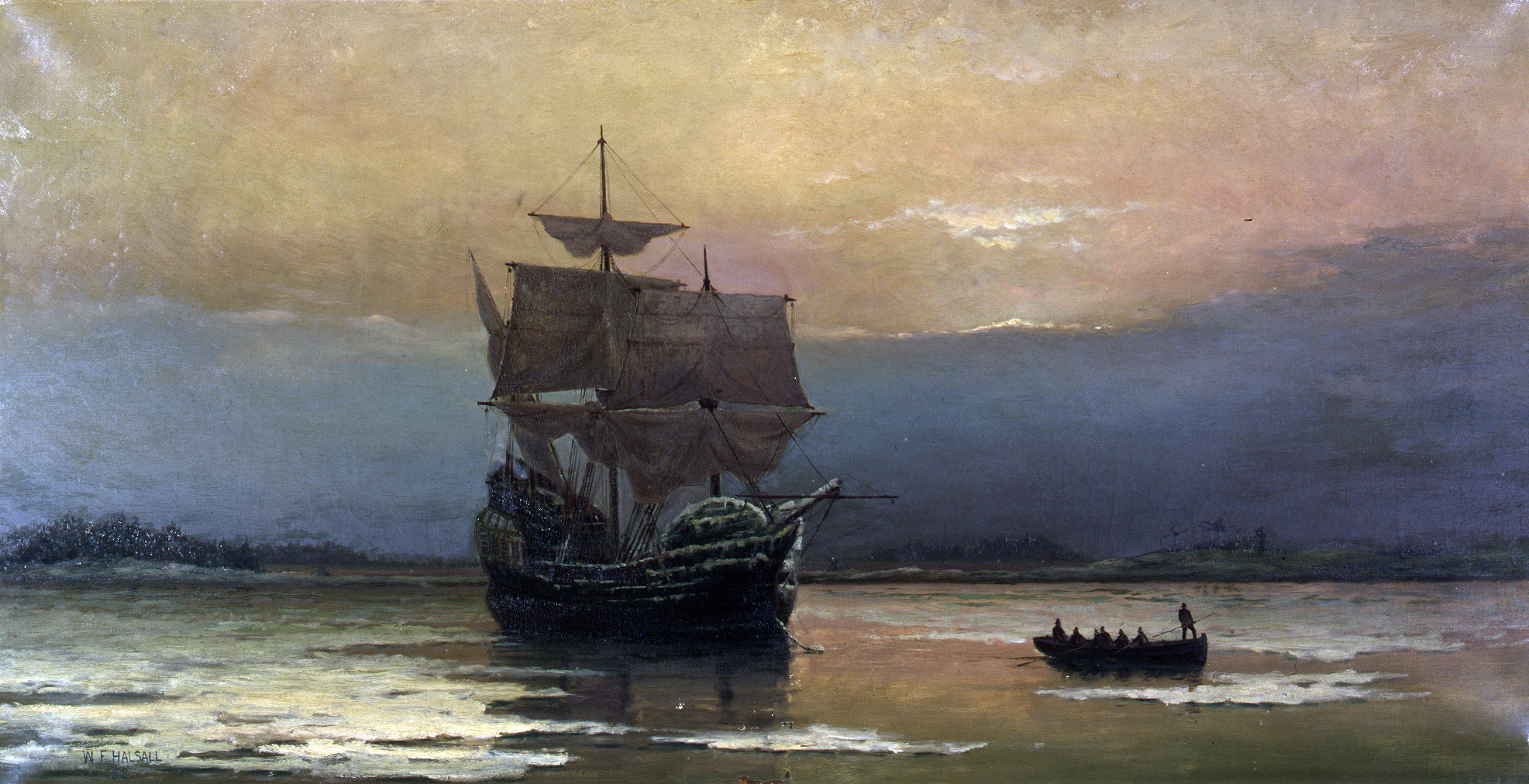
1620年，100餘名英國清教徒乘五月花号來到新大陸。这幅圖画是由歐洲畫家威廉·哈尔索尔於1882年所畫的作品

考古学研究顯示，公元前5万年左右人类开始出现在美洲。基本与人类出现在日本和斯堪的纳维亚的时间相同。史前移民来自亚洲和欧洲，主要的移民活动发生在约1.4万－1.1万年前，之后形成美洲原住民。
1492年10月12日，在西班牙女王支持下，哥伦布到达巴哈马群岛的圣萨尔瓦多岛。1493年，哥伦布在今圣多明各建立第一个西班牙殖民地。
1607年，位于伦敦的弗吉尼亚公司在北美切萨皮克湾的詹姆斯鎮建立英国第一个殖民地。其后，英国在北美大西洋沿岸的东北部和中部陆续建立殖民地。1624年，荷兰在哈得逊河口建立殖民地－新尼德兰，并在此后的几十年间扩展到康涅狄格和特拉华河谷。1652年至1675年，英国与荷兰发生三次戰爭，其后荷兰永久撤离北美，英国则得到新尼德兰并继续拓展殖民地。到了1775年，美國獨立戰爭前，英国在北美大西洋沿岸的现美国境内先后建立13個殖民地（新罕布什爾、麻薩諸塞灣、羅德島、康涅狄格、紐約、賓夕法尼亞、新澤西、特拉華、馬里蘭、維吉尼亞、北卡羅萊納、南卡羅萊納和佐治亞）。

### 美国独立和领土扩张（1776年-1861年）

约翰·特朗布尔 （John Trumbull） 的画作，描绘了1776年6月28日在费城《独立宣言》提交时的情景

在1760年代和1770年代，13個北美殖民地與英國之間的關係趨於緊張，導致1774年與1775年的一連串武裝衝突。出席第二屆大陸會議的13個殖民地的代表們在1776年7月4日簽下《美國獨立宣言》，使得武裝衝突轉化為獨立戰爭，代表們並於會中決議創立大陸軍以對抗英軍，由乔治·华盛顿領導，並得到來自法國的軍火支持。1778年，法國在薩拉托加戰役後正式加入戰爭，派遣大量艦隊與陸軍協助美國獨立。1781年，《邦聯條例》獲得13個構成州的全數同意，一個永久性邦聯成立。在法国和西班牙帮助下，經歷艱苦的8年獨立戰爭後，大陸軍團終於擊敗英軍，使得英國於1783年簽下《巴黎條約》，正式承認13個北美殖民地的独立。1787年的费城會議，提出了一部使邦聯轉變成聯邦體制的憲法，1789年6月，這部《美利堅合眾國憲法》獲得13個州中的9個州批准生效。
19世纪起，美國國内開始出現“命運天定論”，“昭昭天命”成為美國19世紀時的政治標語，其中一層含義就是美國人是“天選之人”必須要擴張領土與勢力。在美國的擴張主義思潮領導下，美國西進運動崛起，開始向西部擴張。從1803年至1848年，美國的面積比独立时擴大了幾乎三倍，胸怀新的共和國註定「擴展至整個大陸」的理想，朝廣闊無際的原野拓展，甚至在路易西安納購地之前便已深入內陸。這種擴展在1812年战争時遭到短暫的阻撓，但很快隨著戰爭的結束而繼續進行。從此役之後，美國民眾增強「從大洋到大洋」擴展的思潮，認為是不可抵抗的命運。1848年美國攻陷南方的墨西哥首都，贏得美墨戰爭。墨西哥承認德克薩斯併入美國，也割讓了200多万平方公里土地（相當於其領土的一半）給美國。美國政府鼓勵民眾向西墾荒，還鼓勵修築鐵路，與美洲原住民發生更多衝突。19世紀後期美軍與民兵發動多次剿滅美洲原住民行動，直到永遠結束美洲原住民的生活方式為止。

### 南北战争和战后重建（1861年-1898年）
隨著國家不斷擴展和發展，一個新的問題也逐漸浮現，北方主導的聯邦政府與南方的州政府在蓄奴問題和州權上有所分歧：北方州反對擴展奴隸制度（並非反對奴隸制），反對新加入的州實行奴隸制度；而南方州反對北方州干涉其生活方式，因為他們的棉花經濟產業是全盤依賴於奴隸制度的。

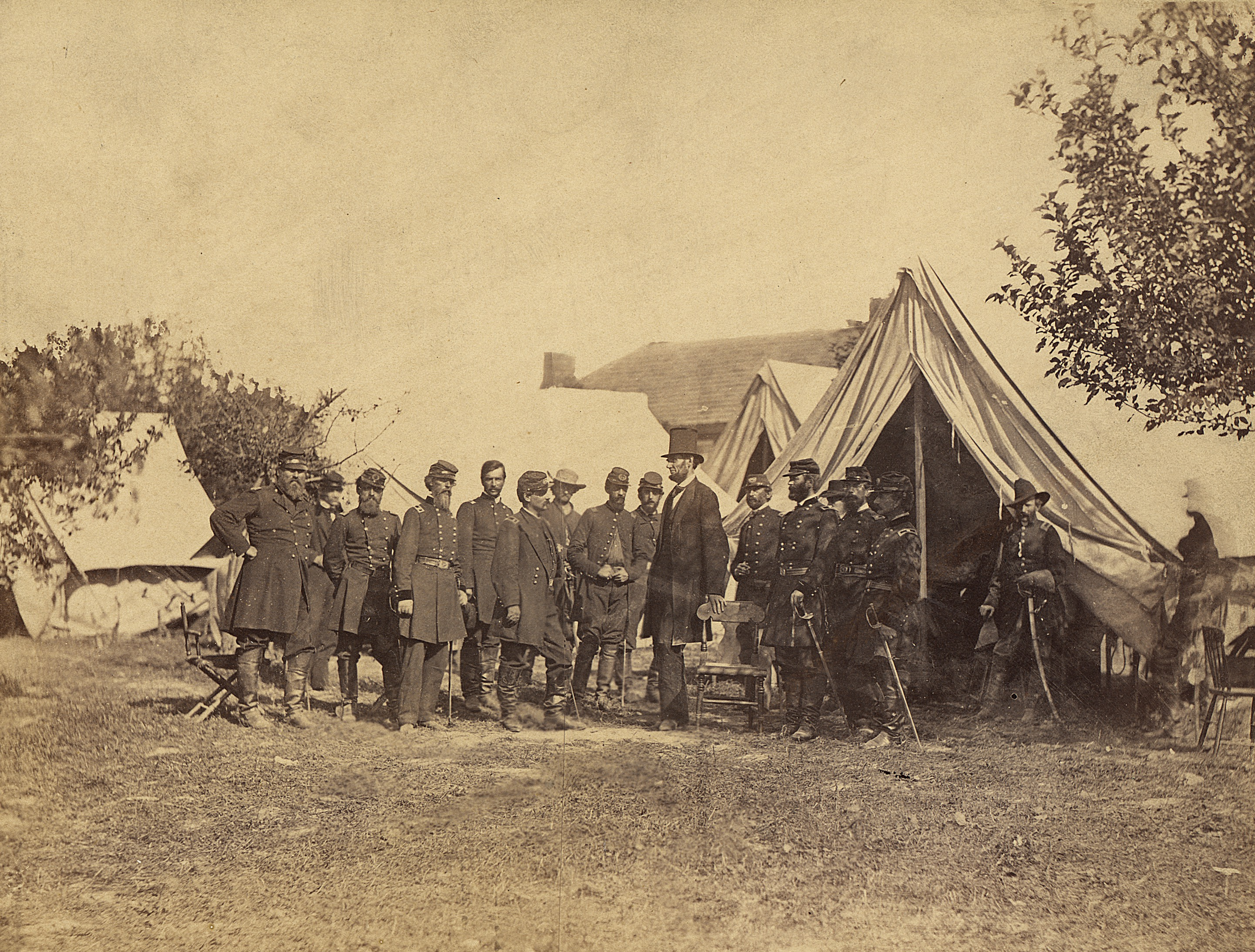
1862年，南北战争安提坦战役后战场上的亚伯拉罕·林肯和士兵们

在共和黨的亞伯拉罕·林肯於1860年當選總統後，衝突徹底爆發，這是由於林肯所屬的共和黨反對擴展奴隸制度。南卡罗来纳州成為第一個宣布脱离聯邦的州，六個南部州也相繼分離，于1861年成立美利堅聯盟國以對抗聯邦政府。林肯就任後不久，內戰正式爆發，美國內戰以聯邦在1865年取得勝利告終，同時終結奴隸制度以及州是否有權脫離联邦的爭議。這場內戰成為美國歷史的主要分水嶺，聯邦政府的權力從此大為增加，也確立了共和黨控制美國政壇的地位，直至1933年為止。
內戰期間的科技發展和來自歐洲的大量移民潮为美國的新興產業提供大量的勞動力，在從前乏人問津之處建立許多社區和城市，加快美國的工業發展以及邁向國際強權的速度。接著，美國在海外进行許多帝國主義的冒險，包括在美西战争勝利後吞併波多黎各和菲律宾等西班牙大部分的海外殖民地，使美國成為世界主要的列強之一。

### 两次世界大战和大萧条（1914年-1945年）
第一次世界大战於1914年爆發，美國最初保持中立；由於德國發動的無限制潛艇戰擊沉在大西洋航行的美國船隻（RMS Lusitania），造成許多美國平民的無辜死傷，激怒美國民眾。在战争最後阶段，美国在1917年加入协约国以對抗同盟國。由於歷史原因，美國大眾对於英國和法國較为同情，雖然有部分德裔和愛爾蘭裔反對介入。為了保護美國投資者和聯邦政府在歐洲的大量投資也是美國參戰的主因之一。在美國於1917年參戰後，雖然美國士兵不佳的素質未能給予協約國太多幫助，但豐沛的物資援助使協約國在1918年獲勝。戰後，擔心过度捲入歐洲事務，美國參議院并未批准協約國制裁同盟國的凡尔赛条约；相反，美國採取孤立主義政策。

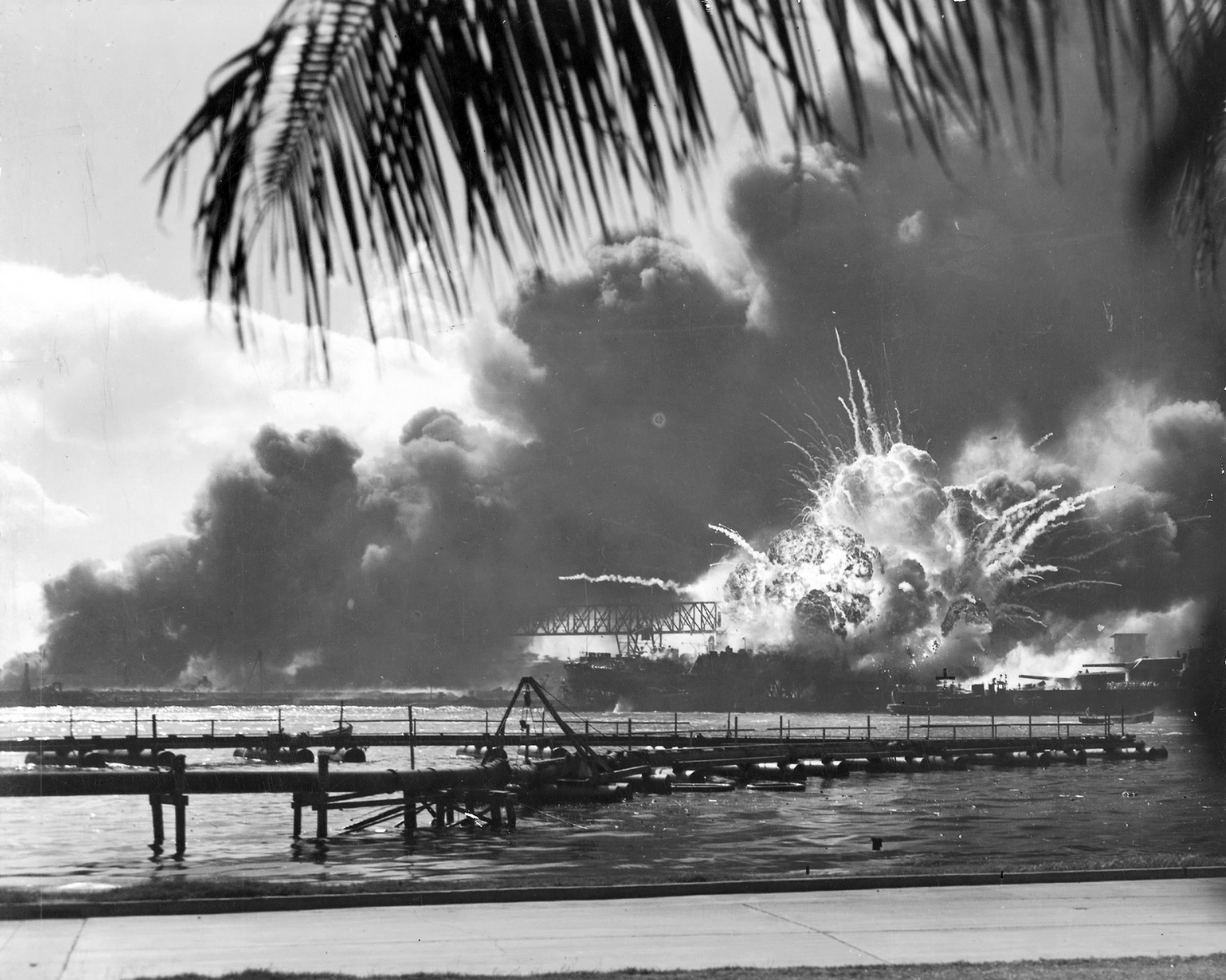
1941年12月7日日本偷袭珍珠港，照片中爆炸的是肖号航空母舰号（USS Shaw）

戰爭使英法德等國家元氣大傷。而由于战争从未在美洲本土进行，給美國带来大量財富和聲望。在幾乎整個1920年代，農產品價格不断降低，工業利潤大幅增長，美國經濟發展的異常繁榮。另外信贷上升和股票市場的興盛也在這波經濟成長中起到推波助澜的作用，终于令股市在1929年大崩盤，隨之而來的是大萧条。大萧条最終終結了共和黨數十年主導美國政治的地位，民主黨的富兰克林·德拉诺·罗斯福上台執政。
為了復甦經濟，富兰克林·德拉诺·罗斯福政府實行新政，大幅增加聯邦政府對市場經濟的干預，然而，美國經濟直到第二次世界大战後才徹底復甦。
1941年12月7日在日本偷襲珍珠港後，美國加入同盟国以對抗軸心國。接下來的多场战役成為美國歷史上代價最高昂的一場戰爭，然而前線和大後方创造的大量工作機會、以及軍工產業帶動的生產復甦，使美國經濟完全走出大恐慌的陰霾。美國婦女也因此大规模踏入工作職場。

### 冷战时期和种族冲突（1945年-1991年）

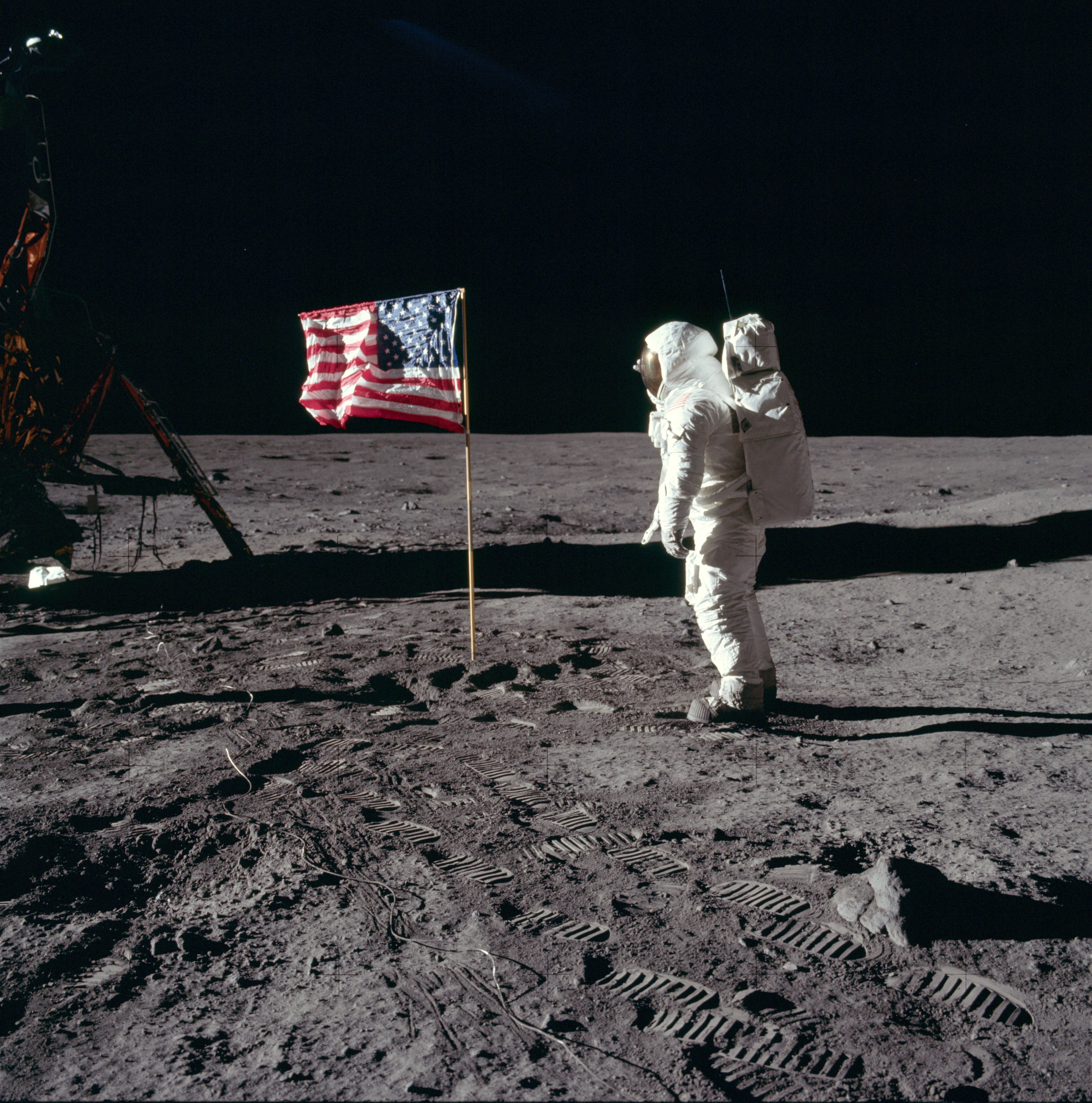
1969年，美國宇航员巴兹·奥尔德林在月球上豎起國旗

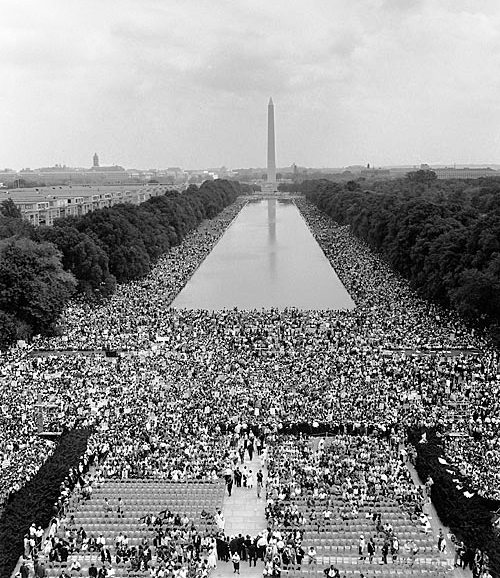
1963年8月28日向华盛顿进军游行时的国家广场，马丁·路德·金在游行中发表了著名演讲《我有一个梦想》。这是美国历史上最大的一次人权政治集会

二战勝利後，美國和蘇聯的衝突逐漸浮現，美國代表的是经济方面实行资本主义政策的市場經濟模式和政治上的自由民主制，而蘇聯則代表实行社会主义政策的計劃經濟模式和一党专政制度，蘇聯的崛起和意識形態的衝突造成1940年代末期開始的冷战。兩國在許多地區和國家進行一連串代理人戰爭，包括朝鲜战争、越南战争、5次中東戰爭以及几乎触发核大戰的古巴导弹危机、以及阿富汗战争。1991年苏联解体，冷战结束。
冷战中，美国和苏联为了争夺在航天领域的地位进行了太空竞赛。在美國国家航空航天局的努力下，美国航天员尼尔·阿姆斯特朗于1969年7月21日乘坐阿波罗11号首次登上月球并安全返回。
同時在美國國內，美國社會的种族隔離現象逐漸受到重視，尤其是在南方。從1950年代開始，這些歧視法律受到马丁·路德·金等人领导的民權運動的挑戰，最後終於廢除南方各州的種族隔離法律，1964年民權法案也定下條文禁止對任何種族及性別任何形式的歧視，包括工作和教育的歧視。雖然如此，美國種族問題及經濟不平等的深層矛盾至今仍未完全解決。

### 当代美国（1991年至今）

2001年9月11日，纽约世界贸易中心遭遇九一一恐怖袭击事件

經歷1970年代石油危機引發的經濟衰退後，罗纳德·里根在1980年當選總統，是當時最年長的總統。在1980年代，他大力推行雷根經濟學，美國經濟於1980年代開始復甦。1991年苏联解体，美國成為世界上唯一的超级大国。美國依然繼續派兵參與海外的戰爭，例如1991年的海湾战争。在1990年代，由於數位革命以及互联网製造的大量工作機會和技術變革，美國經濟经历史無前例的繁榮成長，新興的硅谷成為世界資訊產業的龍頭重鎮，誕生諸如蘋果公司以及Google在內的大量資訊產業公司。
2001年9月11日，纽约世界贸易中心遭遇九一一袭击事件，重创了美国民众的信心，促使美國外交政策将對付恐怖主义威脅作为焦点之一。美國政府開始反恐戰爭和行動——阿富汗战争，在2001年10月推翻阿富汗塔利班政权後，于该年12月份建立起阿富汗临时政府；又在2003年發動伊拉克战争，推翻萨达姆·侯赛因的政權，建立伊拉克臨時政府。由于美国對於當地政府过于强势的态度及军事力量，引发所駐兵地区人民的担忧。美国在反恐驻兵过程中，因為各種機遇而發生一些廣為流傳的虐囚醜聞和襲擊無辜平民事件，如美軍虐待伊拉克戰俘事件、美军亵渎古兰经事件、維基解密公布的美軍屠殺伊拉克平民錄像以及美國設在世界各地的黑獄等等，受到当地人士及世界多国的强烈谴责。
自2008年底，美國經濟陷入次贷危机，經濟一度遭受重創，目前已經進入復甦期，失業率也已從最高峰的百分之十開始下滑。2009年1月20日，美國歷史上第一位非裔美國人總統贝拉克·奥巴马宣誓就職，於2017年1月卸任；2017年1月20日，時年70歲的唐納·川普宣誓就職。2019冠状病毒病疫情期間，經濟受到嚴重衝擊，失業率上升。2021年1月6日，川普支持者闖入國會大廈，擾亂正在計票和認證總統選舉結果的美國國會聯席會議。2021年1月20日，乔·拜登宣誓就職，於2025年1月卸任；2025年1月20日，78歲的唐納·川普宣誓就職，成為美國歷史上就職時年齡最大的總統。

## 地理

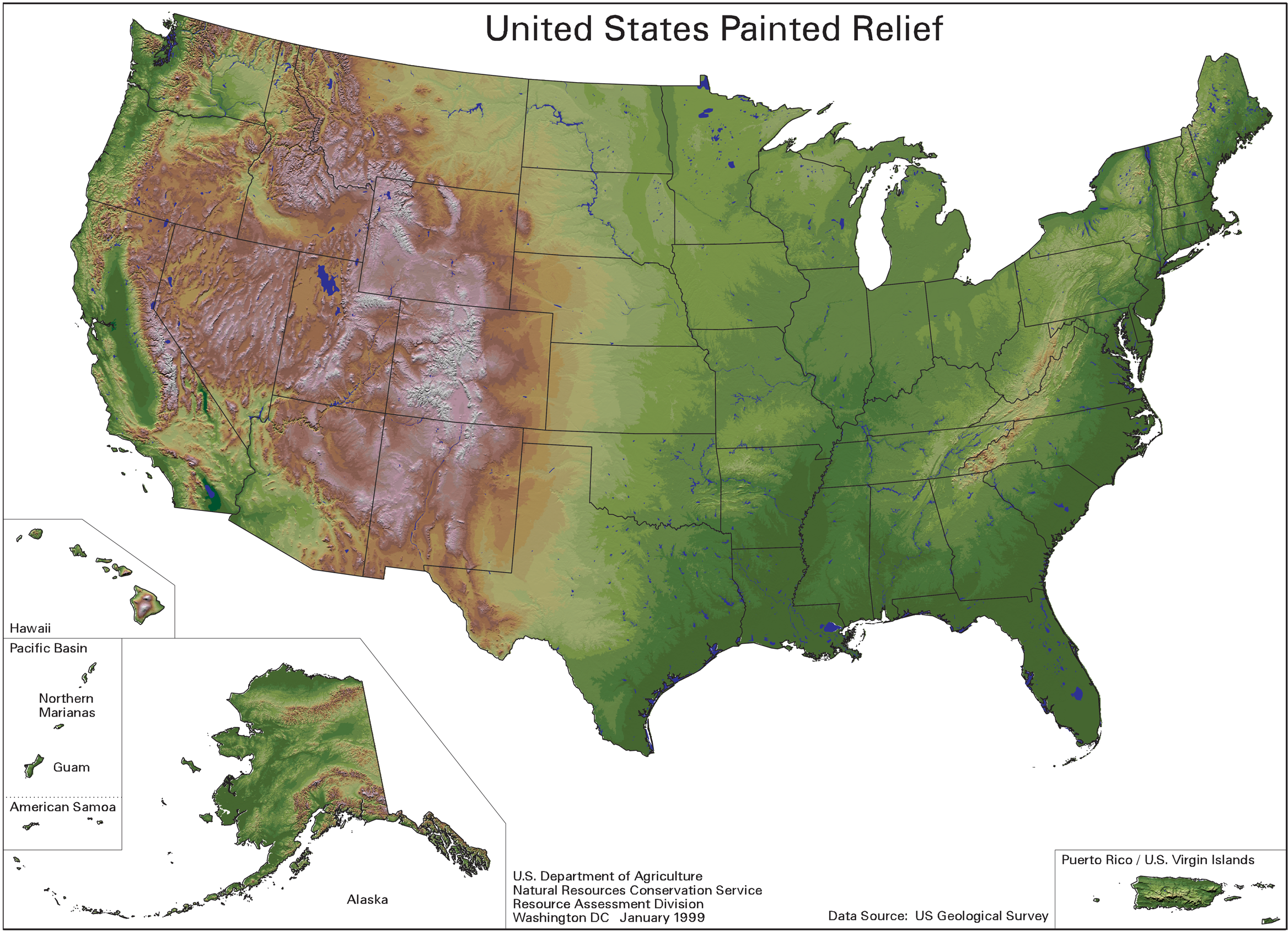
美国地形图

美國位於西半球，由美國本土、阿拉斯加州及夏威夷州三個部分所組成：美國本土位于墨西哥和加拿大之间，包含北美洲48個相鄰的州份；阿拉斯加州是位在北美洲最西北部的半島；夏威夷州則是坐落於太平洋的群島。此外，太平洋和加勒比海上還有波多黎各等美國領土。在地理意義上，「美國本土」一詞普遍指的是美國大陸上相連的四十八州，連同華盛頓哥倫比亞特區，而不包括阿拉斯加州、夏威夷州、波多黎各、關島和美屬維京群島、美属萨摩亚、还有北马里亚纳群岛，以及十一个无人小岛屿（其中巴霍努埃沃浅滩以及塞拉尼拉浅滩有争议，其实际管理方为哥伦比亚）

### 地形
美国地形多样，呈南北纵列分布；东西两侧高，中部低，地势落差大；平原面积约占全国总面积一半以上。东部的阿巴拉契亚山脉和西部的洛磯山脈（属于世界最长的山系的科迪勒拉山系一部分）是美国的两大山脉。
美国东海岸沿海地區有著海岸平原，在海岸平原南方是美国最大的半岛佛罗里达半岛，北方是地形起伏的山麓地帶，延伸到位於北卡罗来纳州和新罕布什尔州高1830米的阿巴拉契亚山脉為止。在阿巴拉契亚山脉以西是五大湖和中西部地帶的平原，這裡相對而言較為平坦，密西西比河贯穿南北。在密西西比河以西，落基山脉以东，分布着面積廣闊的大平原，包括东部平原的高草草原到西部高原的短草草原。
在大平原西部是高原山地地区，其中包括高聳的洛磯山脈，从加拿大由北向南贯穿美国，构成了美国西部的很大一部分。其在科羅拉多州的最高峰埃尔伯特山达到4270米。落基山脉西部的大片干旱沙漠是山间高原，包括位于高原内陆中的大盆地和索诺兰沙漠、莫哈韦沙漠。大盆地其间的沙漠称为大盆地沙漠，是北美最大的沙漠。在大盆地的西南方則有位于加利福尼亚州的死谷（Death Valley），为北美洲最低、最干旱以及最热的地区。
落基山脉的西南部有科羅拉多高原，其大致位于四角落州的正中央，科羅拉多河貫穿其间。高原跨猶他州、科羅拉多州、亞利桑那州和新墨西哥州，其分布有經過強烈侵蝕的砂岩地帶，這些紅土高原也是數個國家公園坐落的地方，包括布萊斯、大峽谷和宰恩等。落基山脉和山间高原西部，靠近太平洋海岸有内华达山脉、喀斯喀特山脉和较低矮的海岸山脉，其中內華達山脈則有美國本土海拔最高的惠特尼山（4418米）。

位于阿拉斯加州的迪纳利峰海拔6194米，是北美洲最高的山峰，阿拉斯加大陸以西和以南的阿留申群島上也有許多火山。夏威夷群島則是熱帶的火山島群，分布面積超過2400公里，由6個大島和其他一些小島組成。

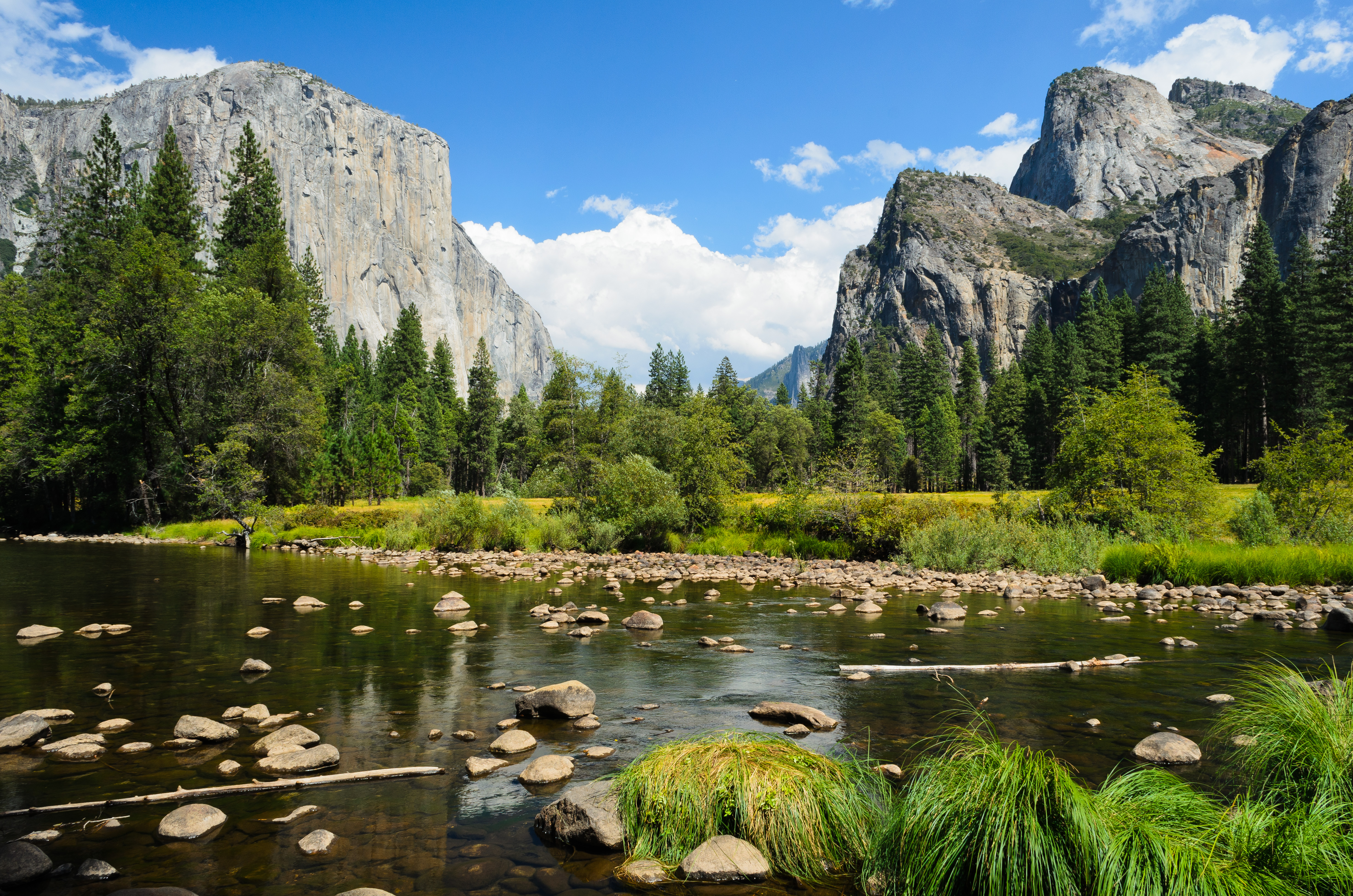
加利福尼亚州优胜美地国家公园山谷
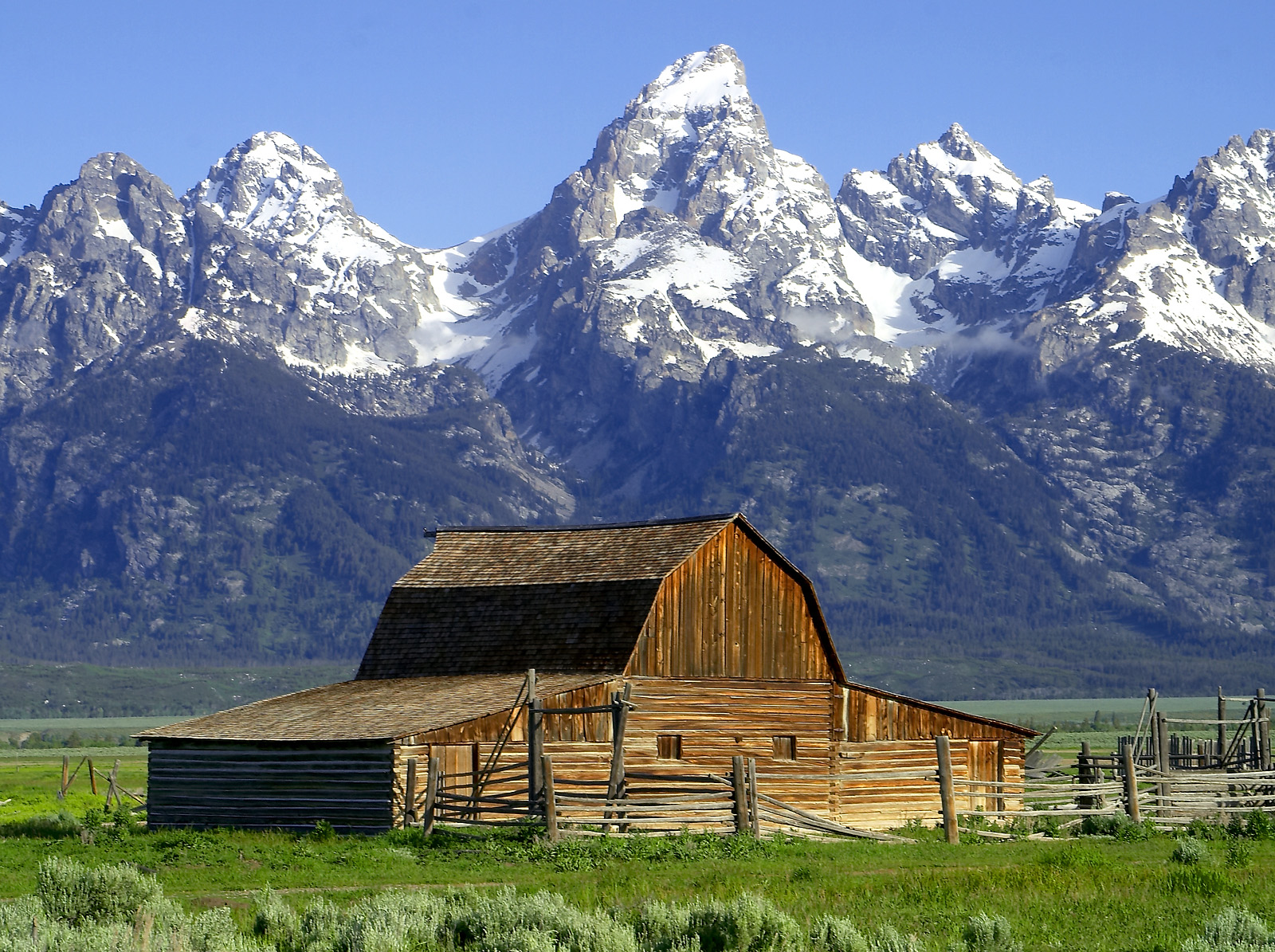
怀俄明州大提顿国家公园谷仓和落基山脉
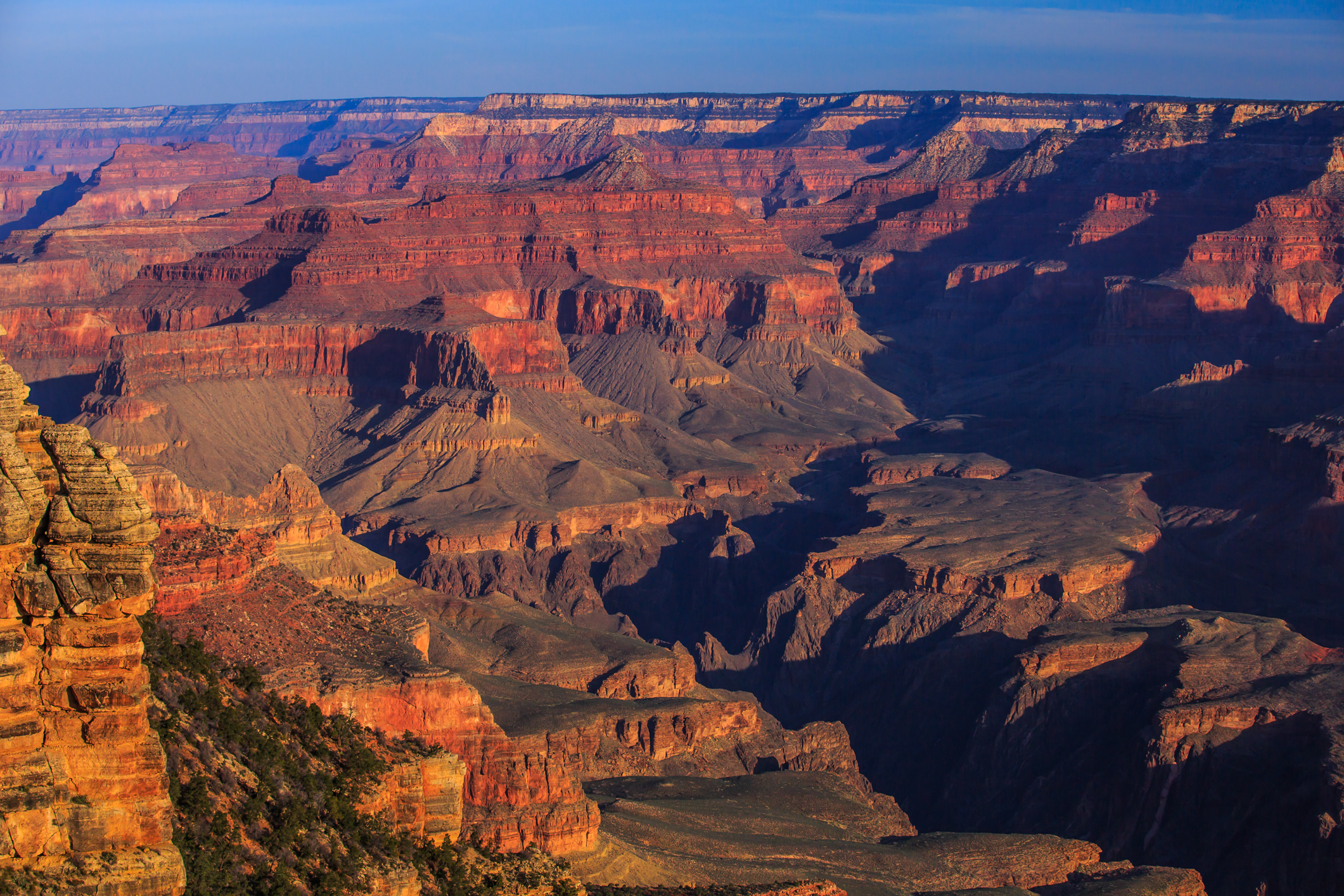
位于科罗拉多高原的大峡谷国家公园
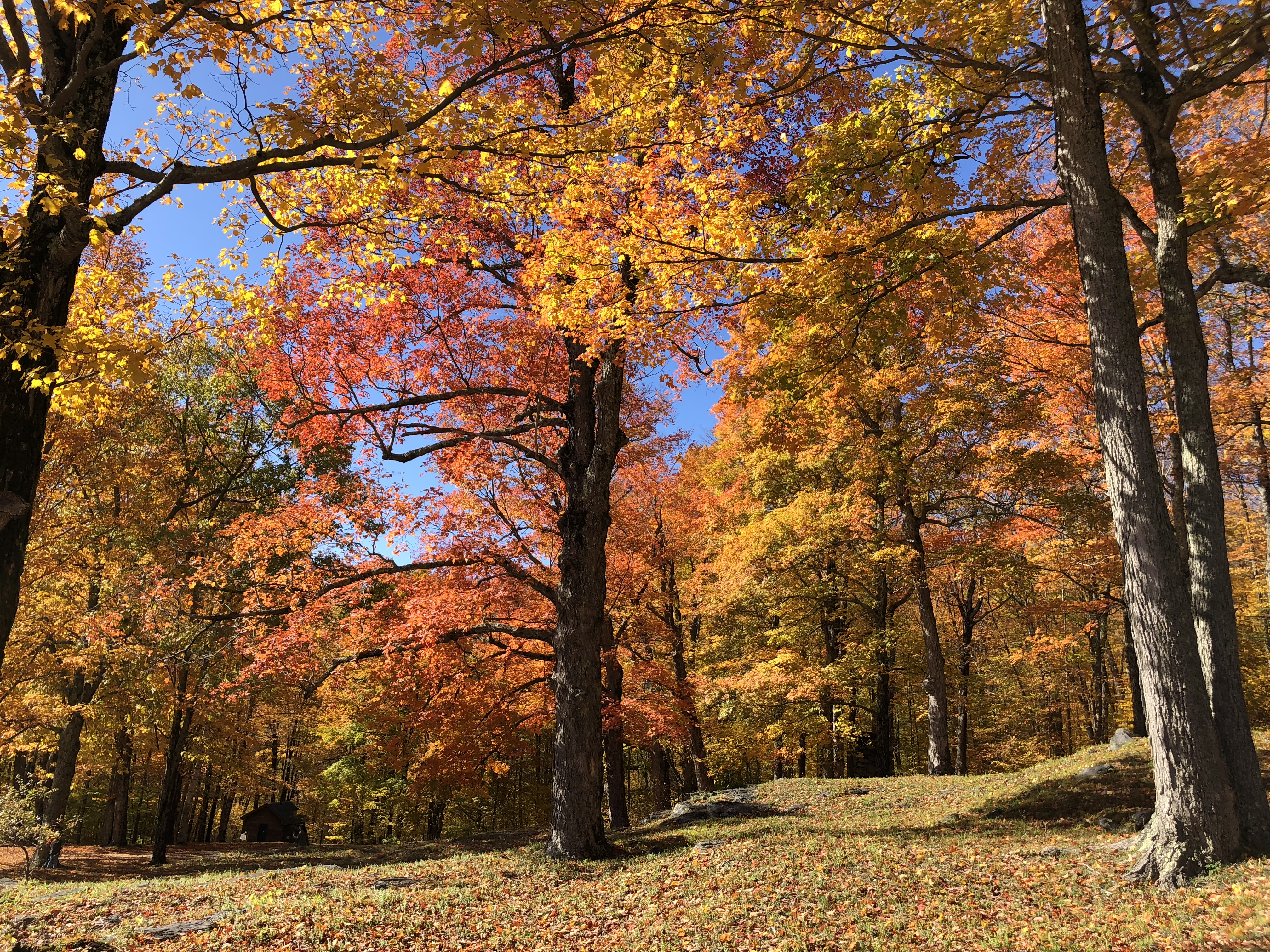
佛蒙特州的秋季
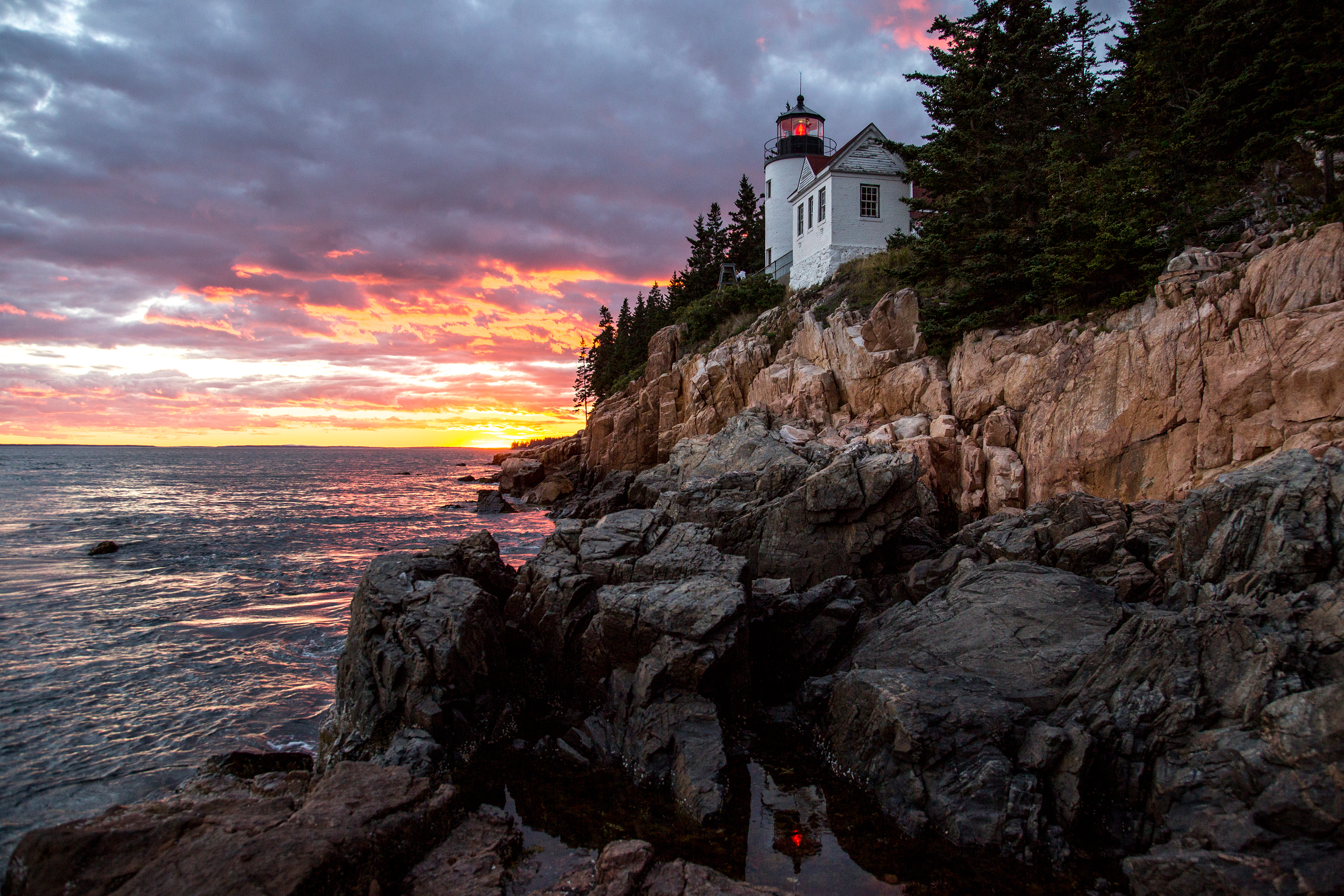
缅因州阿卡迪亚国家公园的巴斯港灯塔

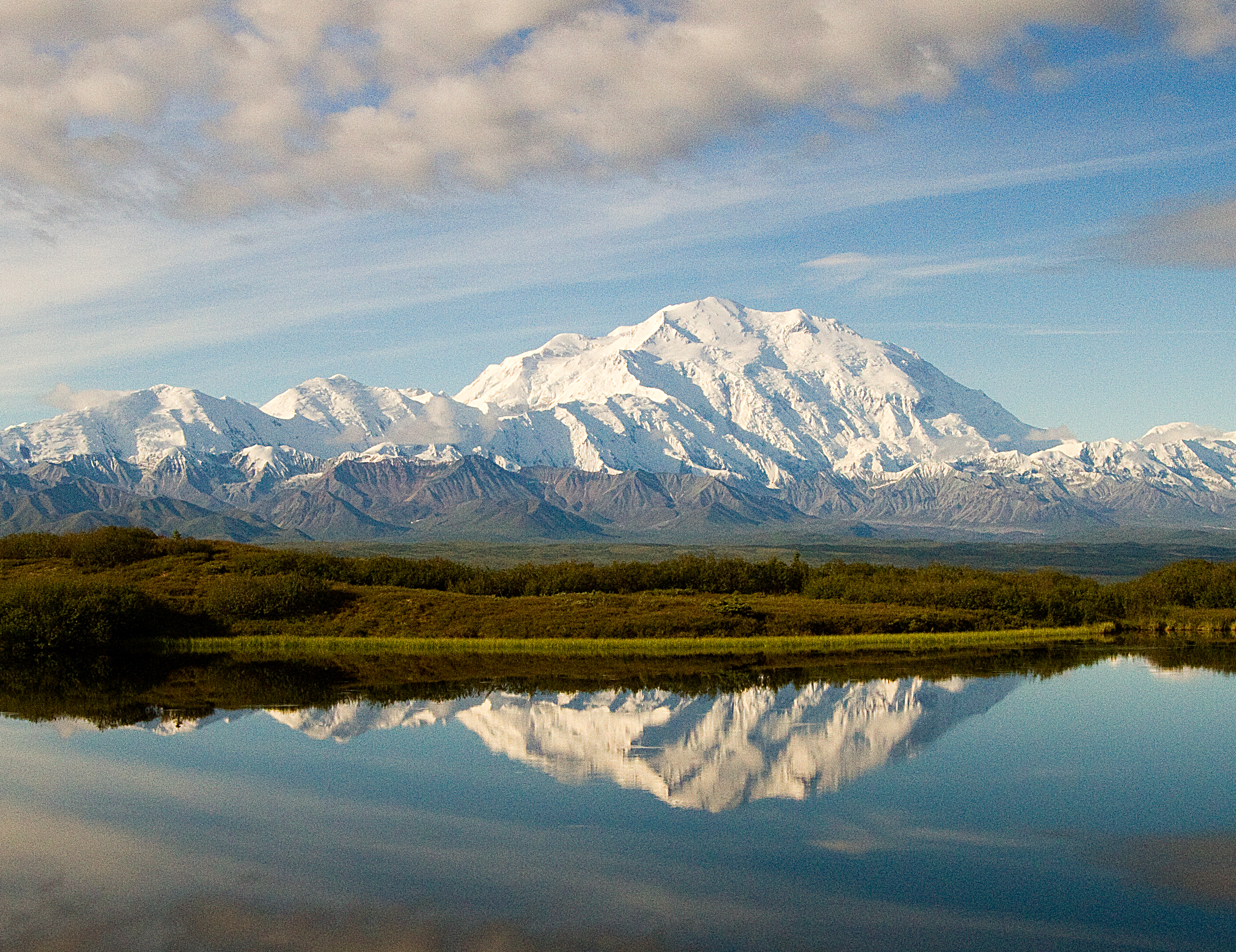
阿拉斯加州的迪纳利山是北美洲最高的山脈
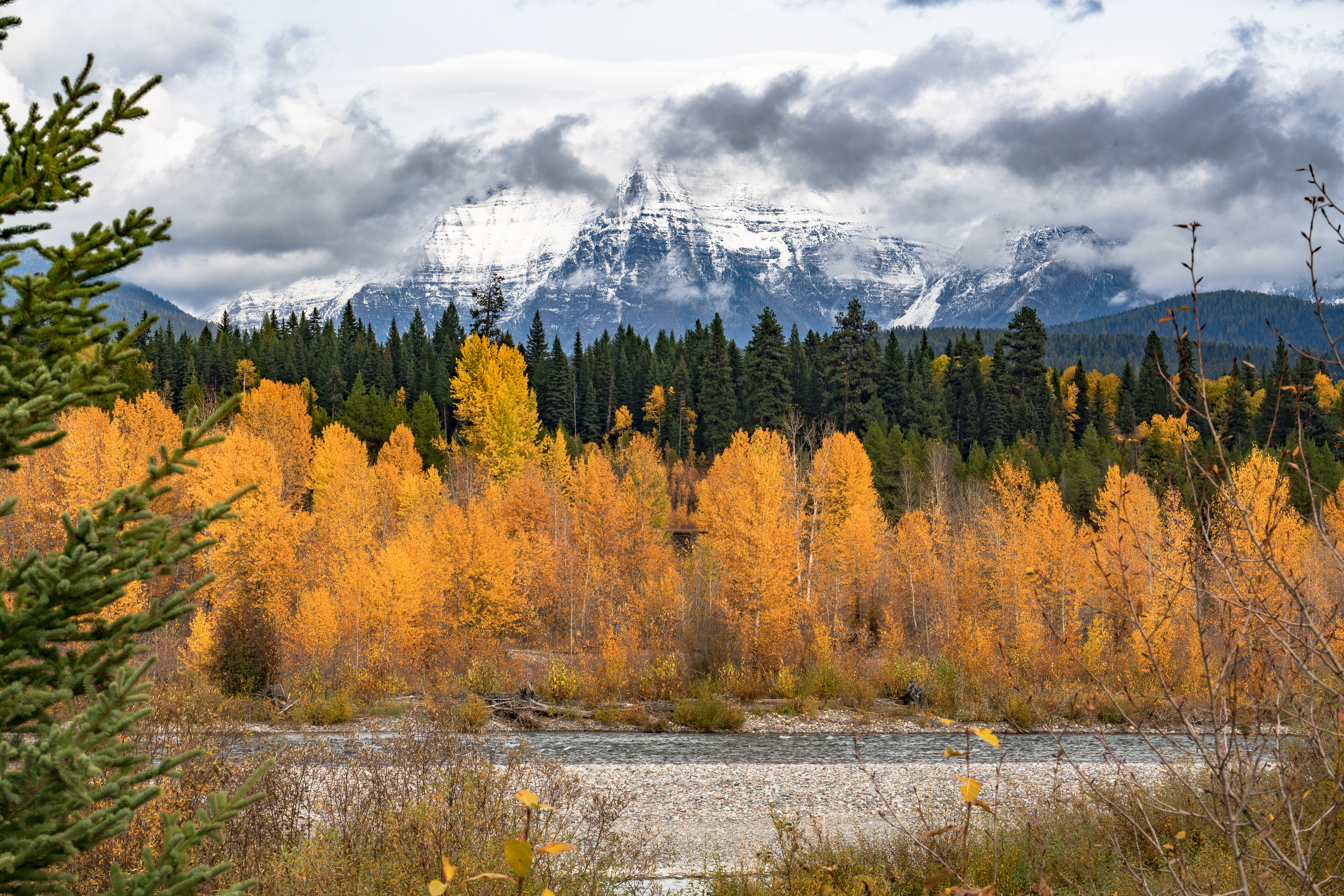
蒙大拿州弗拉特黑德国家森林和落基山脉
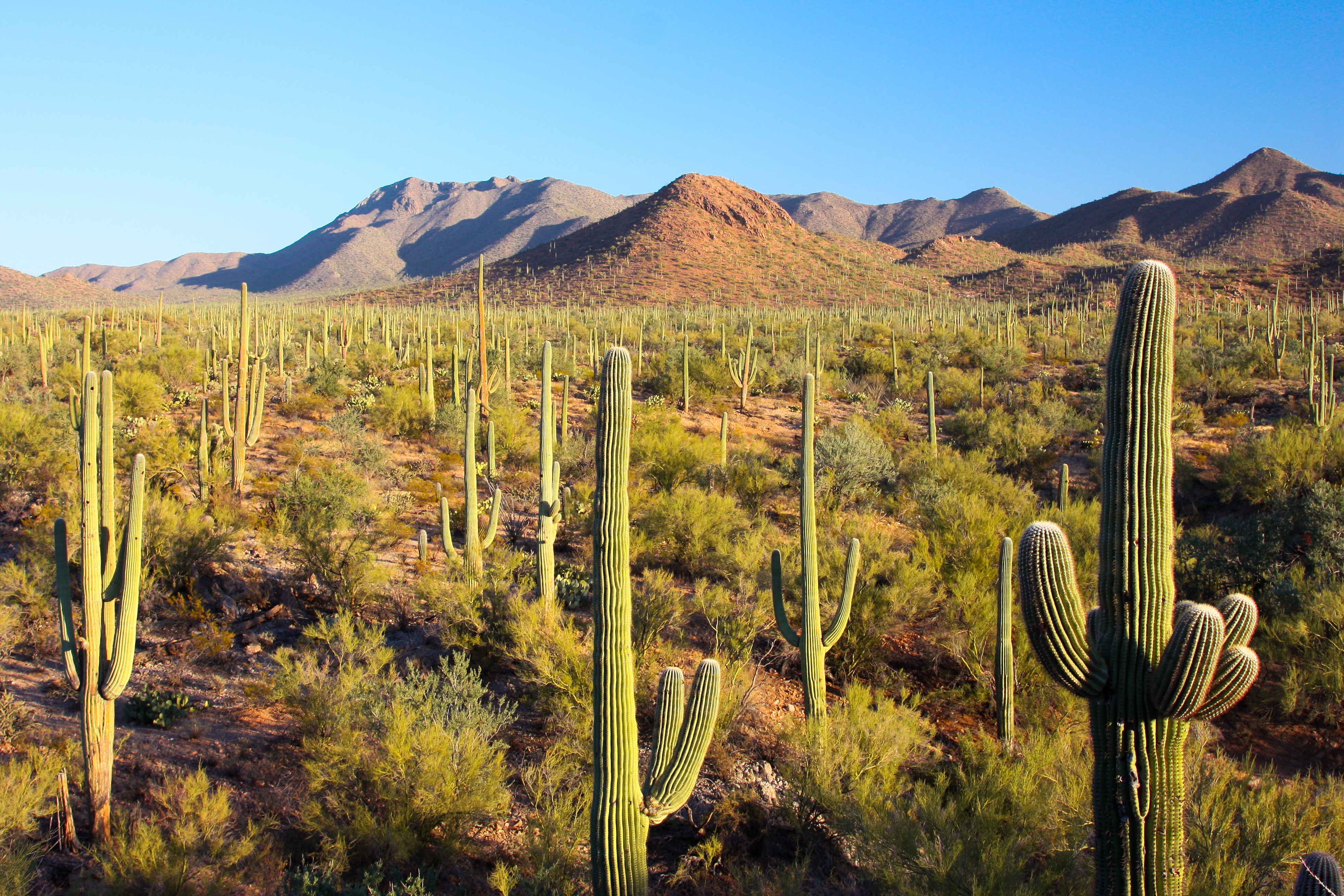
索诺兰沙漠的亚利桑那州仙人掌国家公园
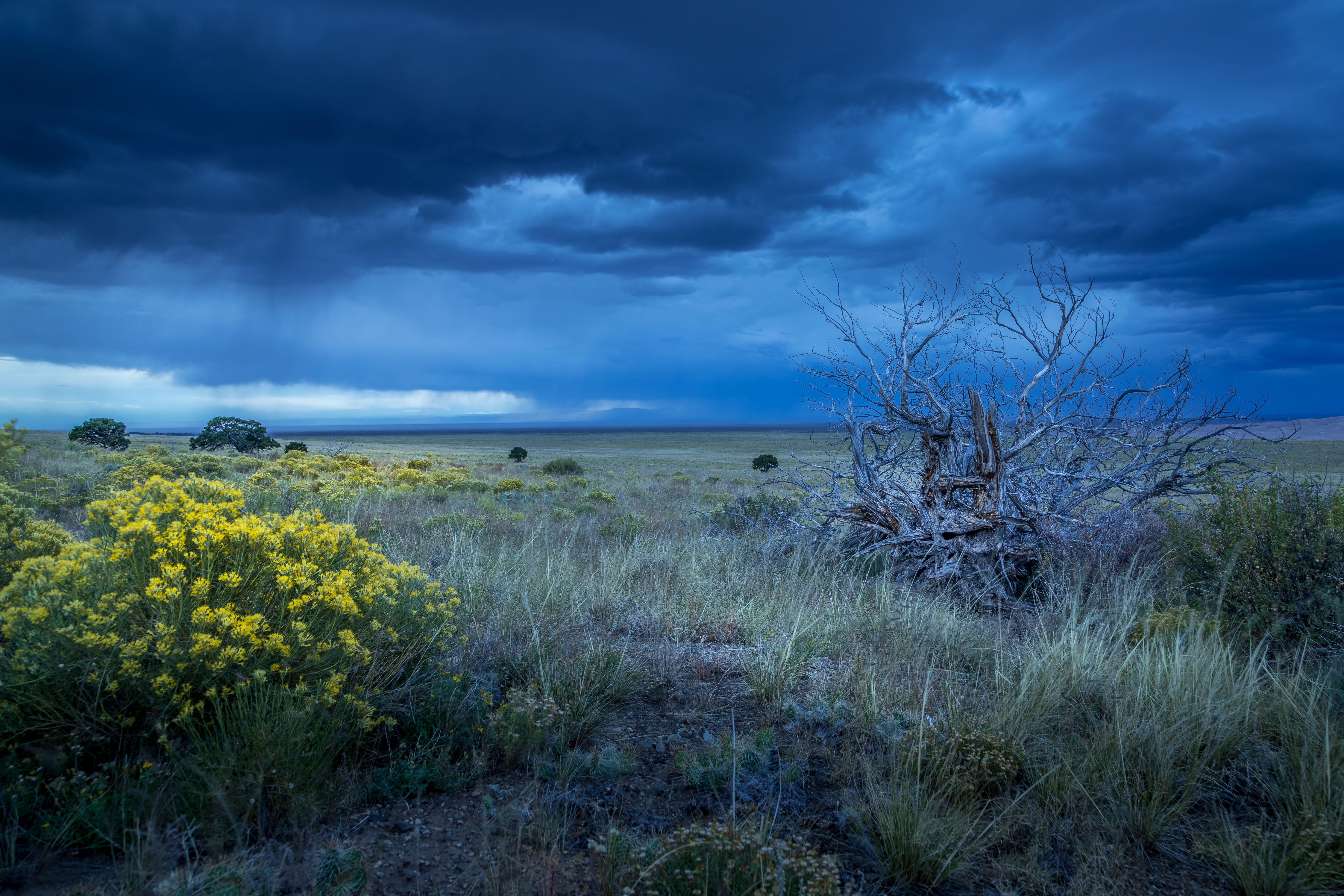
科罗拉多州大沙丘国家公园的平原
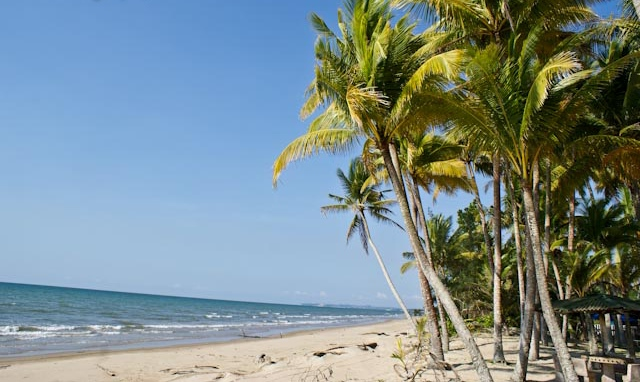
夏威夷群岛的海滩

### 氣候

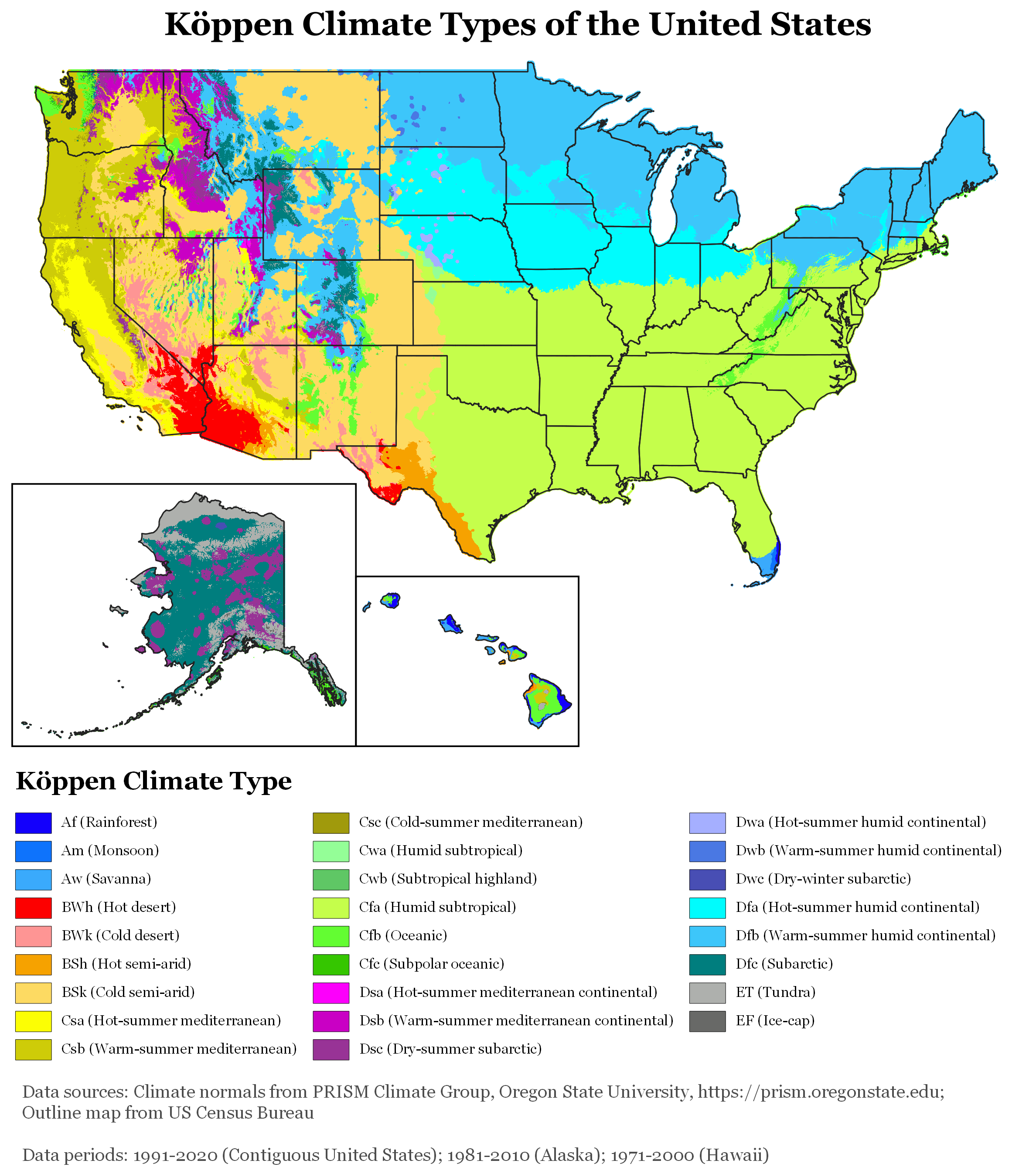
美国的气候类型分布图（柯本氣候分類）

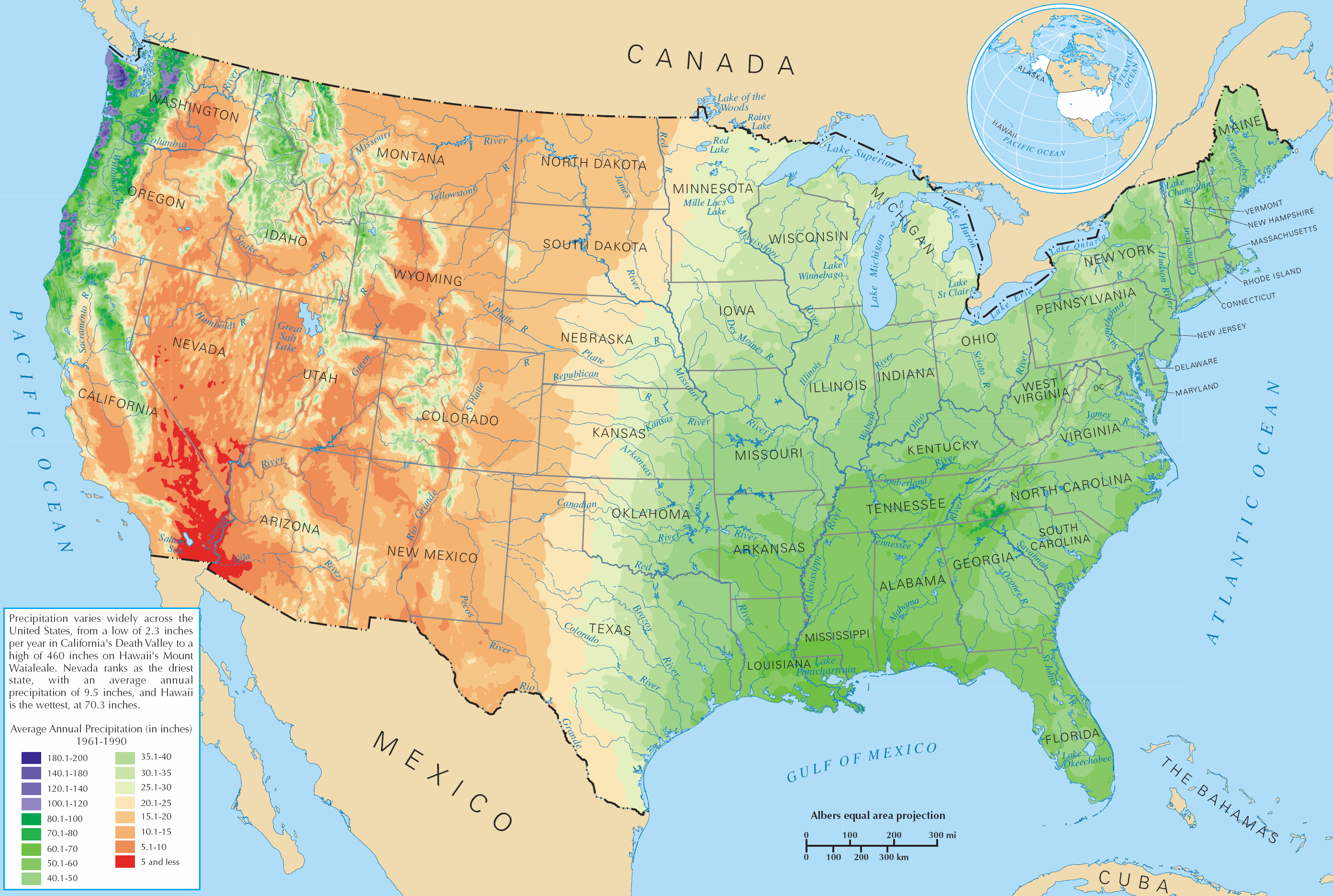
美国本土平均降雨图

由於幅員遼闊和众多的地理特徵，美國幾乎有着世界上所有的氣候類型：
- 东北部沿海和五大湖区属柯本氣候分類法的大陆性温带阔叶林气候或周淑貞氣候分類法的溫帶大陸性濕潤氣候：受拉布拉多寒流和南下冷空气影响，冬季较冷，夏季较温和，多雨雪，年平均降雨量1000毫米左右；
- 东南部和墨西哥湾沿岸属于亚热带森林气候或周淑貞氣候分類法的副熱帶濕潤氣候：受墨西哥湾暖流影响，温暖湿润，年降雨量2000毫米以上；
- 中部平原：寒暖气流均可长驱直入，夏季炎热，冬季寒冷多雪；
- 西部内陆高原：冬季干燥寒冷，夏季干燥炎热，年降雨量500毫米以下；
- 西部太平洋沿岸：南段属亚热带地中海型气候，北段属“海洋性温带阔叶林气候”或周淑貞氣候分類法的溫帶海洋性氣候。

影響美國氣候的主要是北極氣流，每年從太平洋帶來大規模的低氣壓，這些低氣壓在通過內華達山脈、洛磯山脈、和喀斯喀特山脈時夾帶大量水分，在中部大平原帶來猛烈的暴雨，尤其是在春季和夏季。有時這些暴雨可能與其他的低氣壓會合，繼續前往東海岸和大西洋，並會演變為更激烈的東北風暴，在中大西洋區域和新英格蘭形成大规模的降雪。

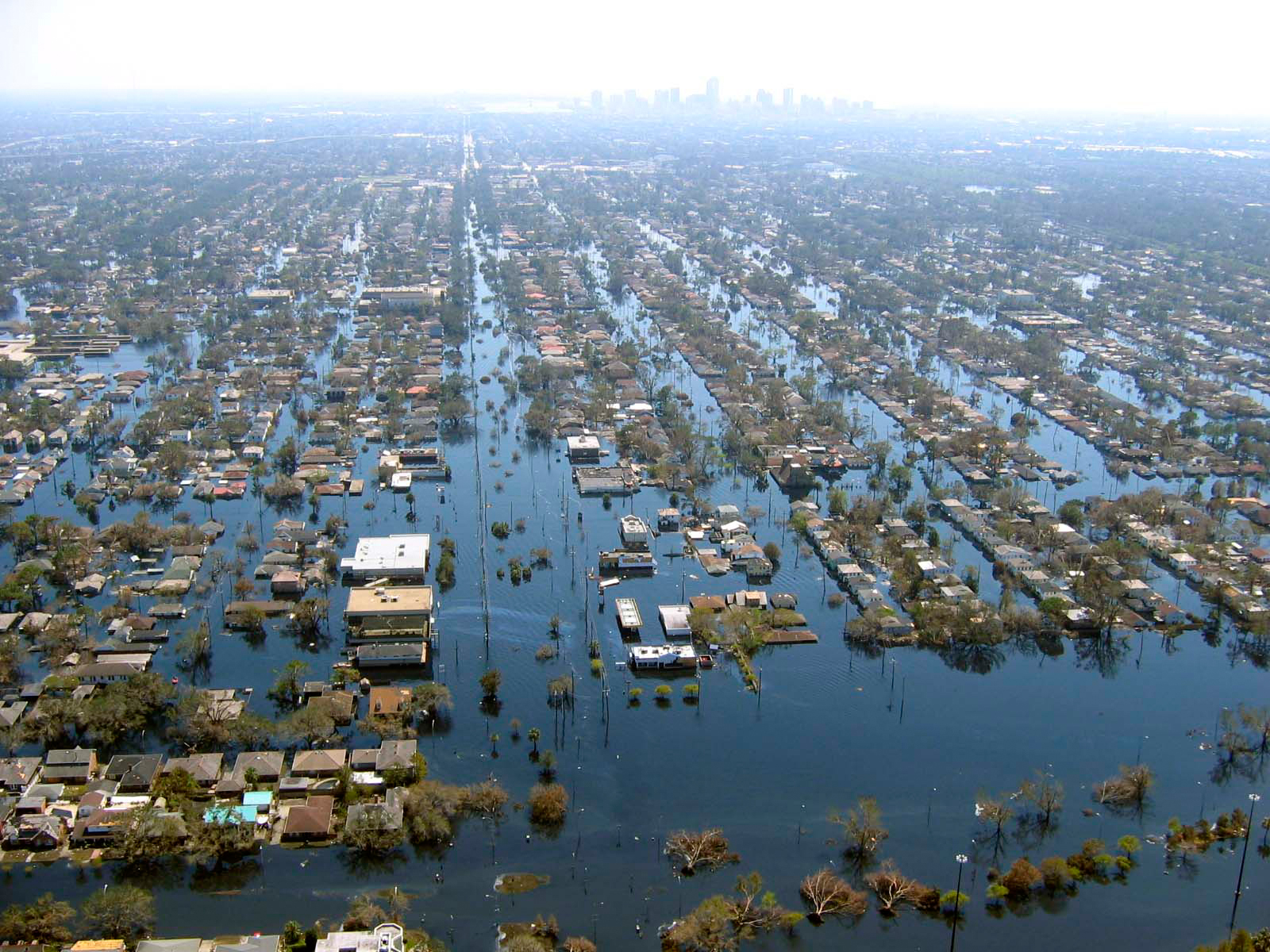
2005年卡特里娜飓风后被洪水淹没的新奥尔良市

大盆地地區和哥伦比亚高原則是乾旱少雨的地區，最乾旱時平均降雨量少於38毫米，夏季時最熱的數個禮拜溫度超過38℃。加利福尼亞州大多數區域都屬於地中海式气候，有時會在每年的10月至隔年的4月引發強烈降雨，而其他月份幾乎全無降水。
由于地形分布，美国受到的极端天气比其他任何国家都多。大西洋沿岸和墨西哥湾几乎每年都会发生破坏性强的飓风，并带来洪水。世界上大多数龙卷风都发生在该国，其中春季和夏季最为频繁，尤其在中部平原的龙卷风走廊。近年來，由于全球气候变暖，报告的热浪数量更多，美国西南部地区的干旱也变得更加持久和严重。

### 生物

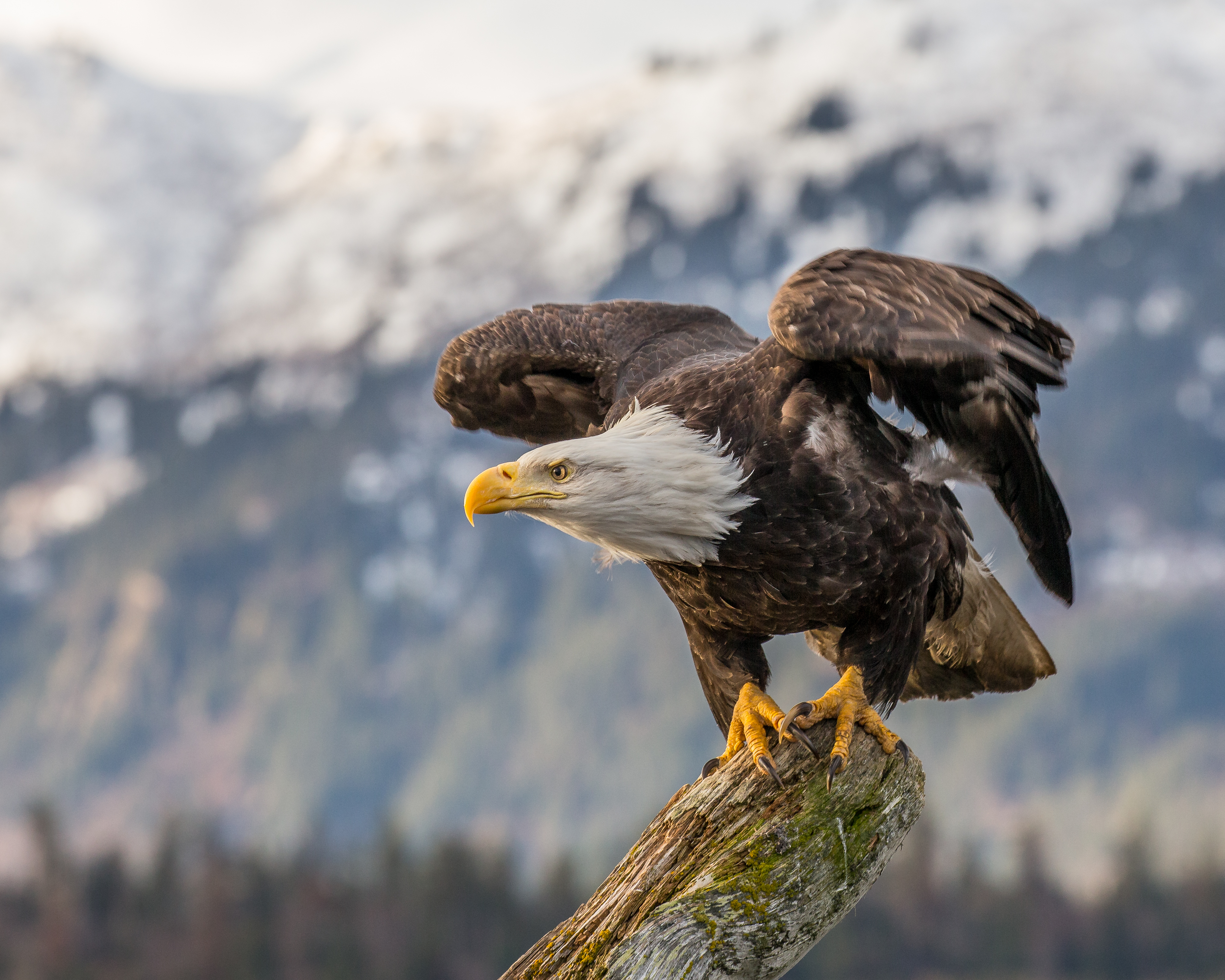
白頭海鵰從1782年後便正式成為美国的国鸟和象征

美國有超過17,000種本土的植物和樹種，光是加利福尼亞州就有5000種，從熱帶地區至北極都有植物分布，美國的植物是世界上最多樣化的，同時，數千種非本土的外來物種有時也會影響到本土的動植物。美國本土有超過400種哺乳類、700種鳥類、500種爬蟲類和兩棲類以及900,000種已經被發現的昆蟲。許多植物和動物都僅限於它們的分布區域，有些則瀕臨絕種的危險。

美國也是世界上最早開始重視環境保護的國家之一，聯邦政府管理的58座國家公園保护大量生态各异的大自然地区。某些地區也成立荒野保護區，以確保對當地動植物棲息地的長期保護。美國魚類及野生動物管理局負責監控瀕臨絕種和威脅的動植物，並在全國成立許許多多的動植物棲息保留區。這些動植物保護區域全部加起來高達2,643,807平方公里——佔全國總面積的28.8%。這些土地都由聯邦政府保護，但有些地區也放寬允許石油的勘查、采矿业和大農場的經營。

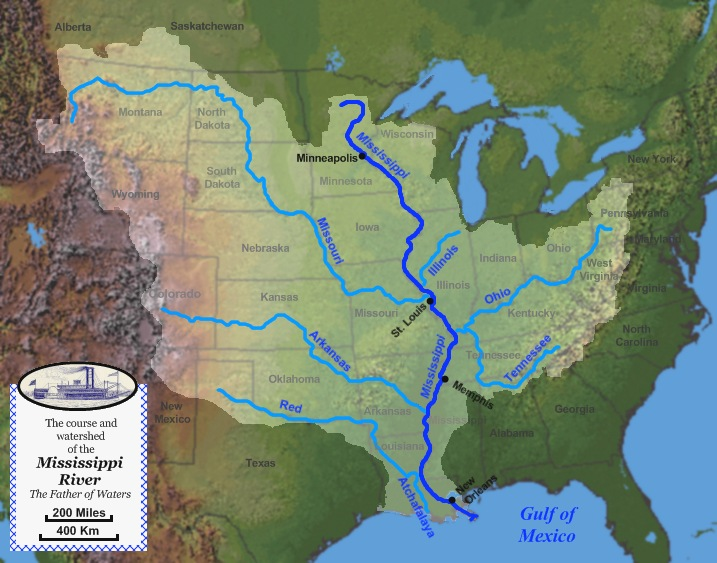
密西西比河及其主要支流地图

### 水文
密西西比河是北美洲最長的河流，水系全長6,270公里，为世界第四長河（前三名分别为尼罗河、亚马逊河和长江）；流域面積2,980,000平方公里，是北美大陆流域面积最广的水系，两岸多湖泊和沼泽。本流源頭在明尼苏达州落基山北段，流经中央大平原，注入墨西哥湾。除了主流之外，可通航的支流约有40条，水深2.75米的航道达1万公里，并通过运河与五大湖连成一巨大的内河航运系统。

### 國家公園

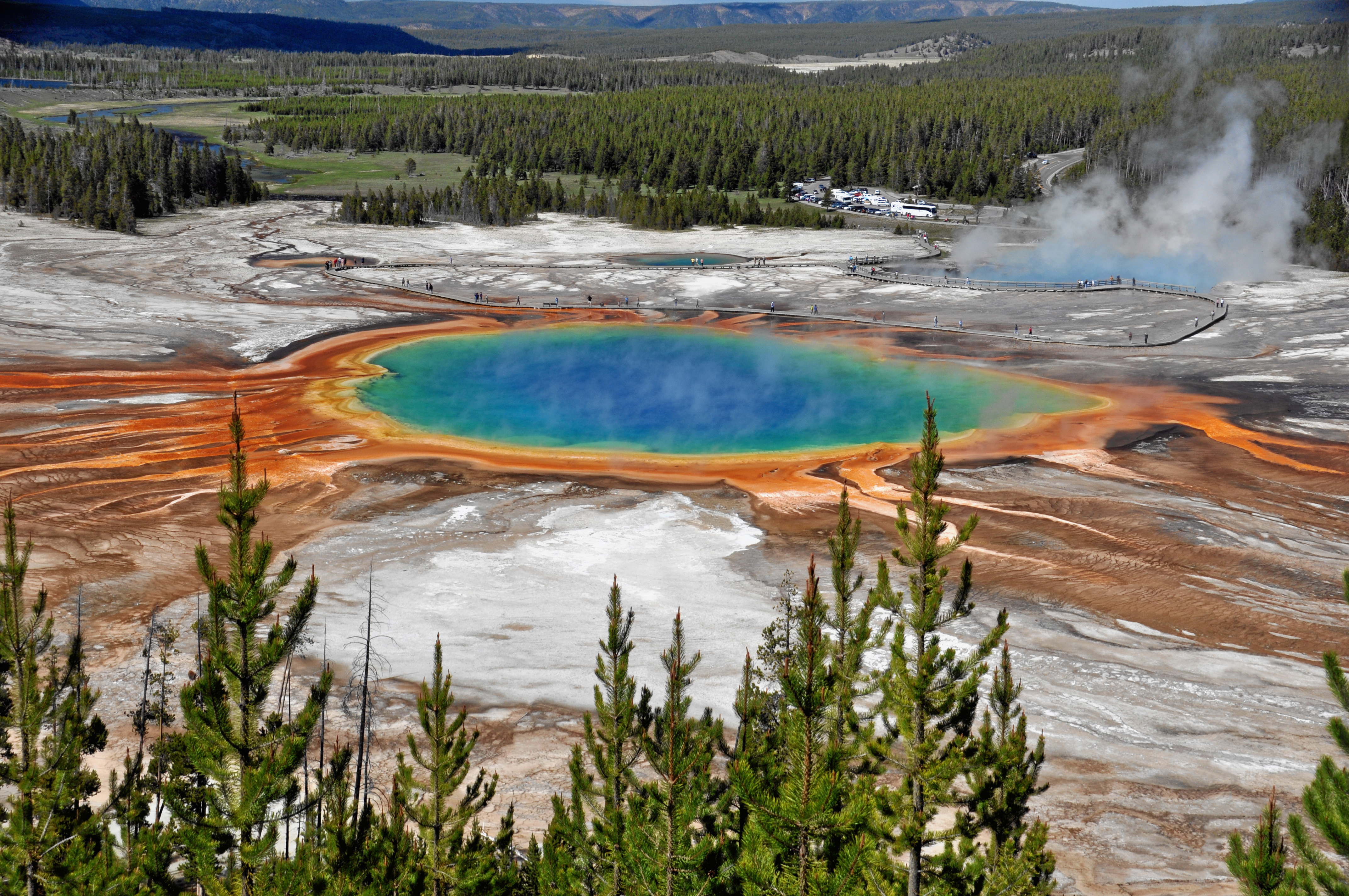
黄石国家公园的大棱镜彩泉

黄石国家公园是美国第一座国家公园，也是世界上第一个国家公园，由尤利塞斯·S·格兰特于1872年签署法令成立。1916年，《美国国家公园管理法》颁布，成立美国国家公园管理局（内政部下辖）管理这些公园，其目的为“保护自然风光、野生动植物和历史遺跡，为人们提供休闲享受，同时不能破坏这些场所，将之流传给后代”。
美国目前一共有58座国家公园，其中14个被列入世界遗产。合共有27个州拥有国家公园，包括美属萨摩亚和美属维尔京群岛。阿拉斯加州和加利福尼亚州各有8座国家公园，居各州之冠。成立国家公园须由美国国会通过相关法案颁布。

## 政治

### 政府

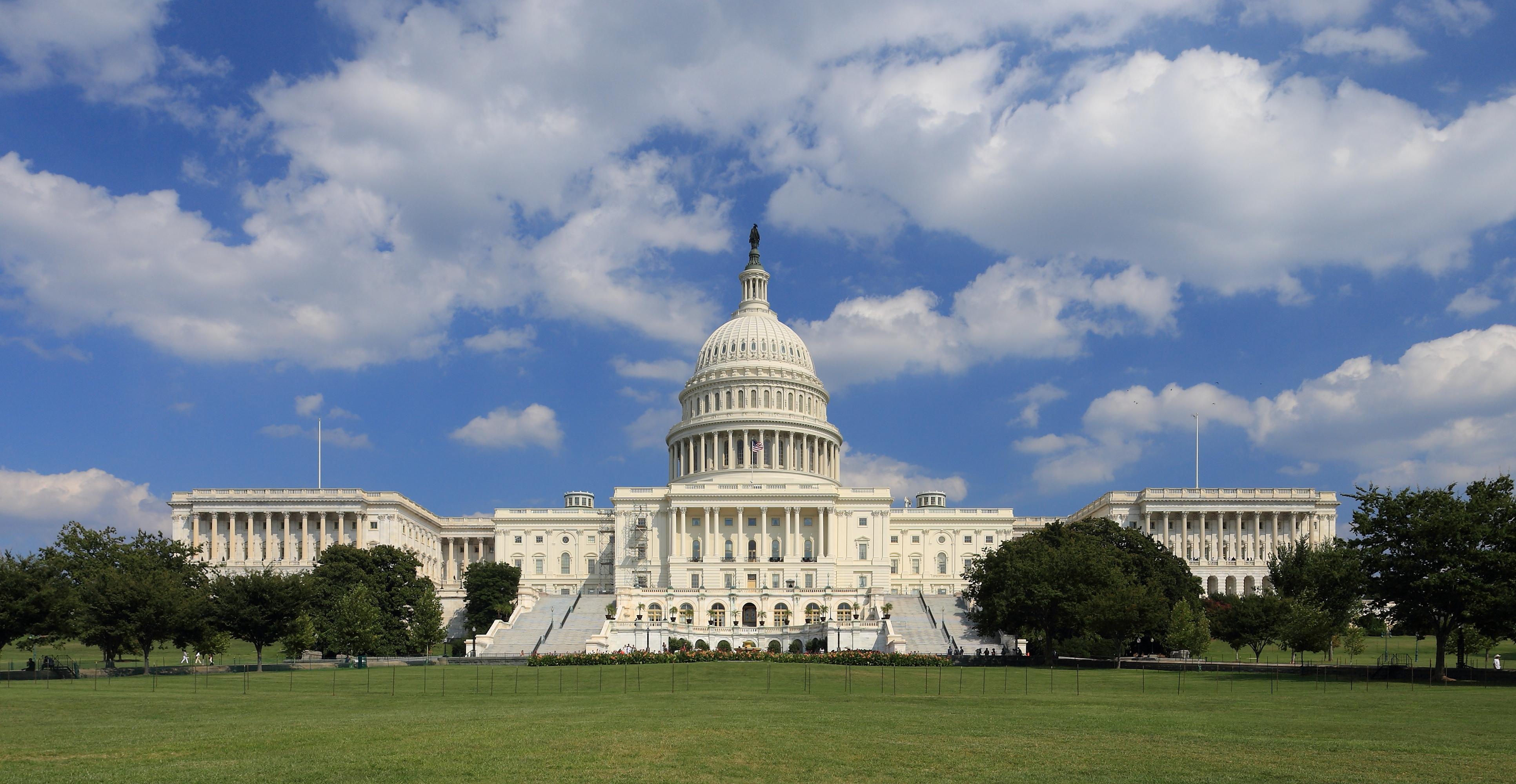
美国国会大厦及其两个立法机构，参议院（左）和众议院（右）

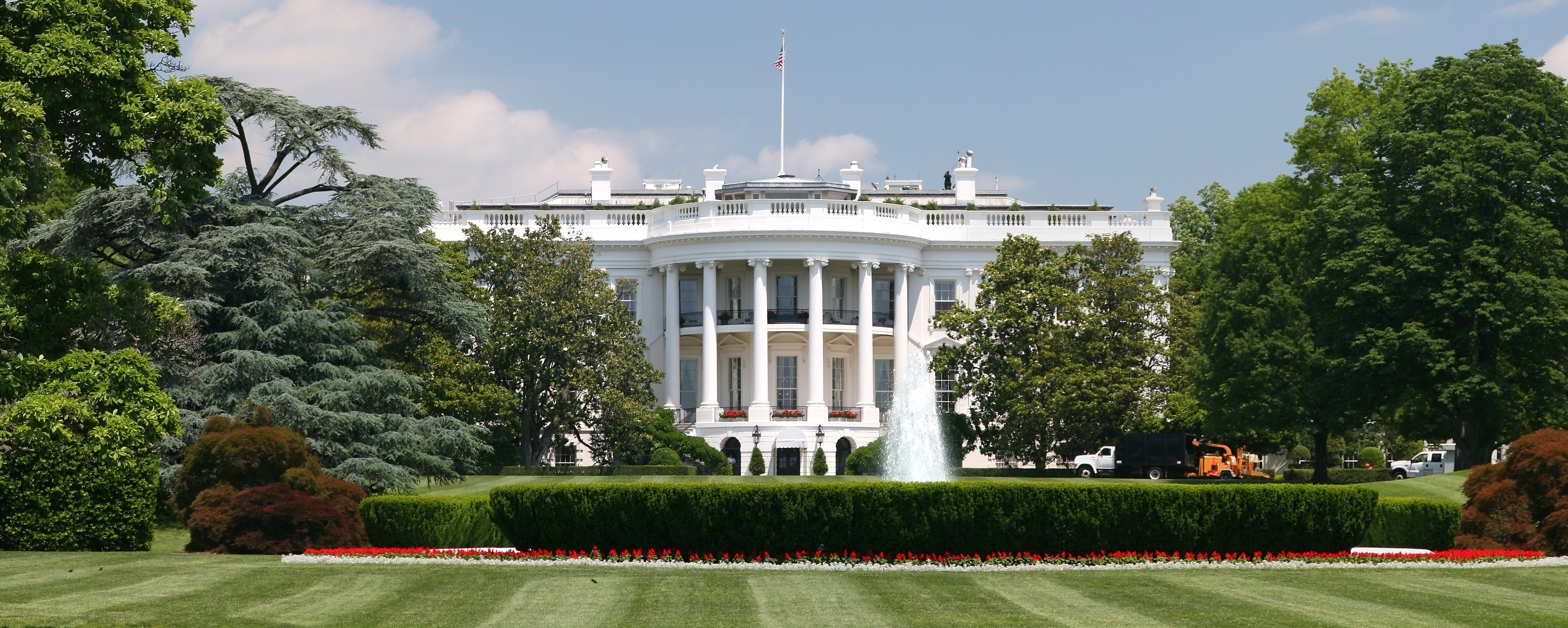
白宫，美国总统的官邸、工作场所以及总统幕僚的办公室

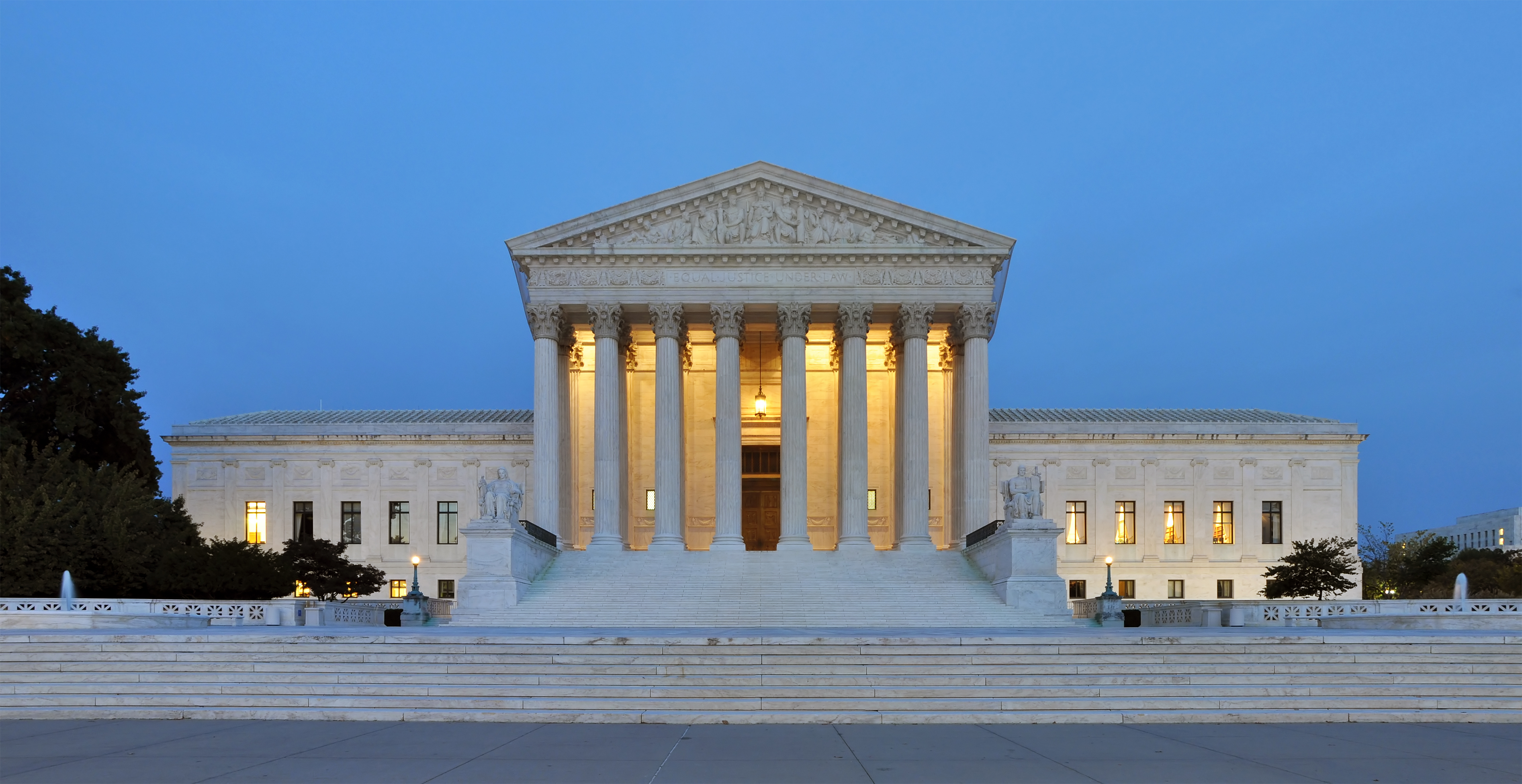
最高法院大楼，是美国最高法院的所在地

联邦权力机构本身有三个分支，且互相监督和制衡（三權分立），其总部均设在华盛顿特区：

#### 立法机关
即美国国会，由参议院和众议院两部分组成。拥有联邦立法权、宣战权、条约批准权、政府采购权和弹劾权。参议院有100名成员（每个州2名），任期六年；众议院有435名议员，来自国会选区，根据人口分配给每个州，任期两年。

#### 行政机关

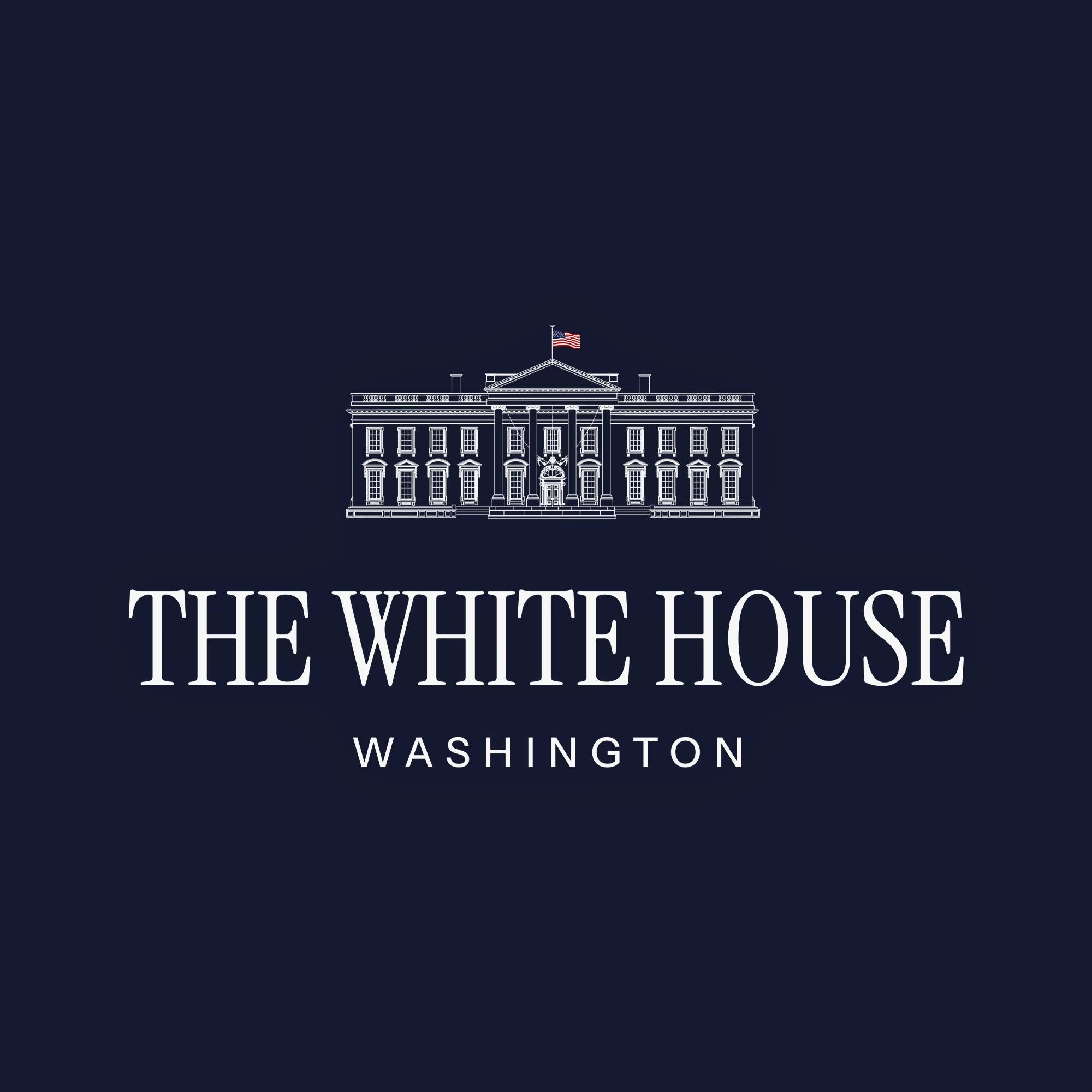
白宫標誌

美国总统是美国最高行政机关，担任国家元首、政府首脑、三軍統帥兼國家安全會議主席。总统、副总统和由總統提名参议院批准的内阁官员及其下属，负责行使基于联邦法律的治理权，也可在立法法案成为法律之前否决这些法案。总统和副总统在总统选举中一起竞选和选举，总统和副总统的任期为四年，可当选不超过两次。
其下设有美国总统行政办公室（包括白宫办公厅）、各聯邦行政部門（如国务院、财政部、国防部、教育部等）和各聯邦政府獨立機構（如联邦储蓄系统、中央情报局、美国国家航空航天局、國家運輸安全委員會等）。

#### 司法机关
美国联邦司法机构的法官均由由总统提名并经参议院批准，主要由美国最高法院、美国上诉法院和美国地区法院组成，拥有解释法律和推翻违宪法律的权力。美國上訴法院共12个，主要裁定来自于其联邦司法管辖区内对于地区法院判决的上诉案件。美国最高法院由9名大法官组成，其中1位是美国首席大法官，对于提交的各种案件，一般由9位大法官以简单多数票的表决方法来决定。

#### 地方選舉
美國各州政府均擁有自己的州憲法，擁有自己的州參眾兩院（可能根據各別不同而異，除了內布拉斯加州之外，該州只有一個議院）。各州舉行選舉的年分皆不相同。州長任期四年（佛蒙特州和新罕布什爾州的州長任期兩年），可以連任，部分州會對州長的任期設限制，一些州則不設任期限制。

### 政黨
美国联邦政府與國會和州的政府与议会主要有两个政党竞争：民主党及共和党。民主黨通常在社會議題上屬於自由派，在經濟議題上屬於進步主義及自由主義的路線；共和黨通常在社會議題上屬於社會保守派、在經濟議題上屬於古典自由主義，對外奉行強硬的國防外交政策，屬於干涉主義路線。美國人一般會傾向支持兩黨中的其中一個，不過一些人也會支持獨立的小政黨的候選人，包括自由黨、綠黨、憲法黨等。
1933年－1995年，民主黨一直控制國會兩院，共和黨僅在1947年－1949年和1953年－1955年兩屆會期短暫取得多數。1994年共和黨革命後，除了2001－2002年民主黨在參議院暫時佔多數外，共和黨控制國會兩院並保持在兩院的多數優勢直到2007年1月，2010年11月期中選舉中，共和黨重新奪回眾議院的多數，控制眾議院。2015年共和黨控制參議院。2019年民主黨再次控制眾議院。2021年民主黨再次成為參議院多數，完成完全執政。
在總統選舉方面，自1860年亚伯拉罕·林肯當選總統以來，共和黨一直保持總統職位（四屆除外）直至1932年富兰克林·德拉诺·罗斯福當選總統。1952年民主黨結束其在白宮20年的執政地位。之後就是民主黨及共和黨時常輪替執政。

## 外交

### 外交史

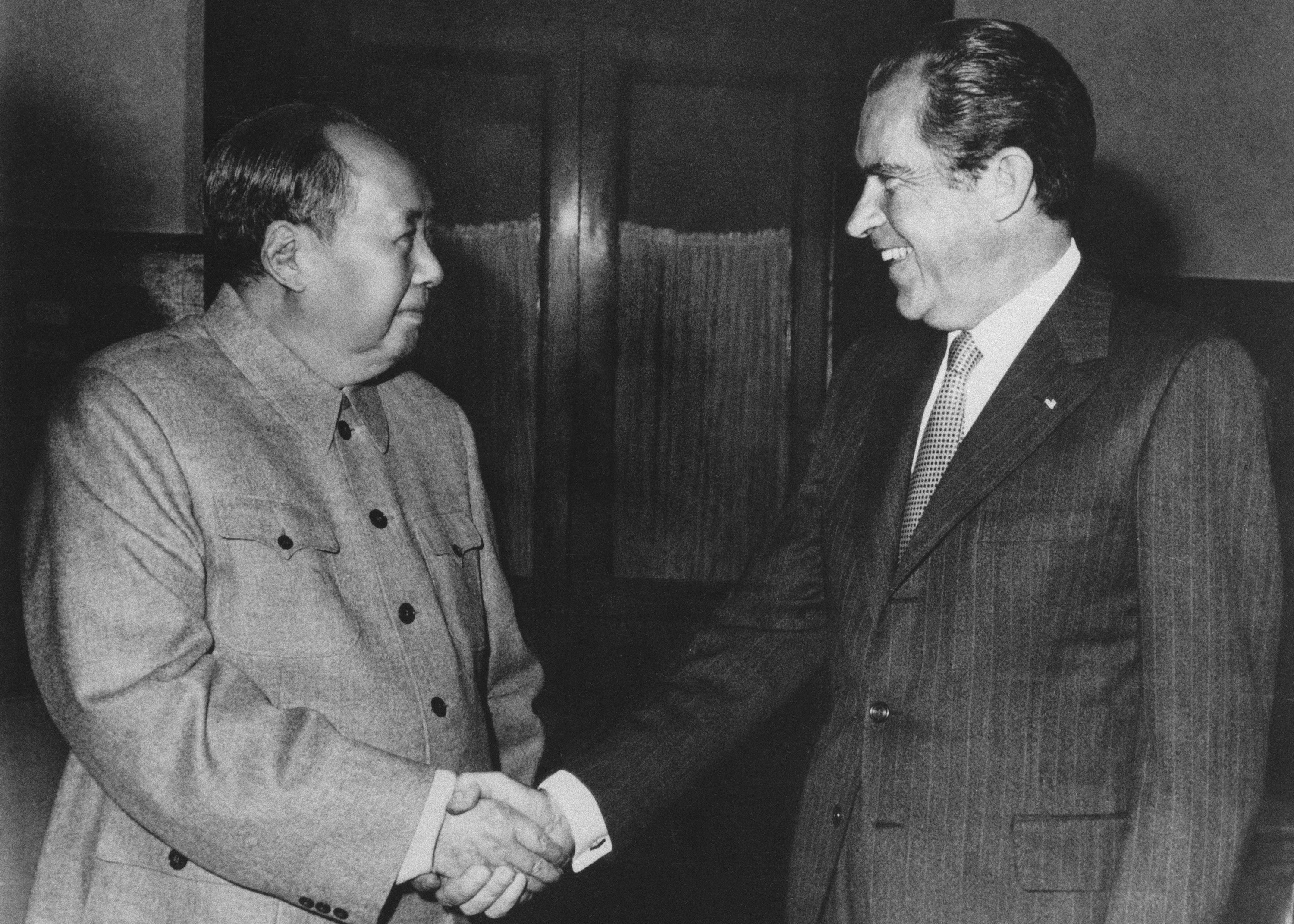
1972年，毛澤東在中南海接见美国总统尼克松，中美关系开始迈向正常化

冷戰时，美國最初試圖限制蘇聯於世界各地的影響力。為了对抗蘇聯，美國、加拿大和10個欧洲國家共同建立了北大西洋公约組織，以聯合盟國對抗任何针对北美和歐洲的軍事行動，後來又有14個歐洲國家陸續加入了這一共同防禦聯盟，包括土耳其和一些前華沙條约成員國以及部分前蘇聯加盟共和國。出于政治上的現實考量，美國也與共産主義陣營中部分社會主義國家結成戰略夥伴，例如中蘇交惡後的中華人民共和國。

近年來，由於蘇聯解體，美國失去全球戰略對手，更加關注自身邊界安全，防止非法移民和非法毒品進入國內——尤其是針對墨西哥和加勒比海國家。美國也充分利用冷戰後的全球領導地位，基於國家利益和民主自由價值觀，打击恐怖主義、“邪惡軸心”國家和避免大規模殺傷性武器的擴散，其主要目標為维护國家利益，被認為有干涉主義的性質。近年由於中國在經濟和軍事上迅速發展，美國逐漸加強在亞洲（尤其在南海）的軍事部署。

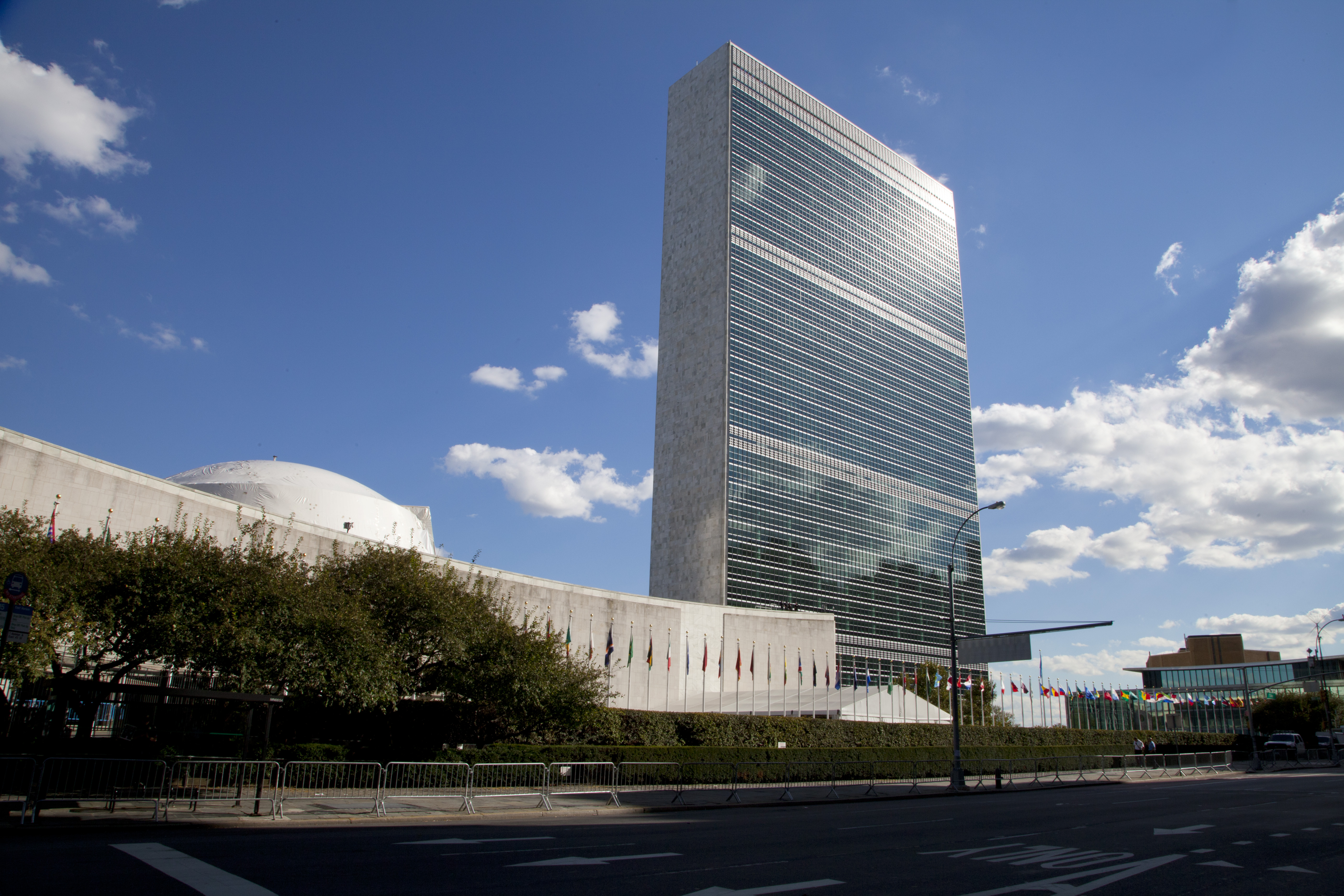
位于纽约的联合国总部大楼

### 现状
美國具有全球性的經濟、政治和軍事影響力，其外交政策走向一直是世界關注和討論的焦點。美國的外交關係規模是全世界最為龐大的。幾乎所有的國家在華盛頓特區都設有大使館和派駐大使。目前世界上只有中華民國（曾有邦交，1979年1月1日終止至今，但有美国在台协会维持事实上的官方往来）、朝鮮民主主義人民共和國、伊朗伊斯蘭共和國（曾有邦交，1980年4月7日終止至今）、阿拉伯叙利亚共和國（曾有邦交，2012年終止至今）和不丹王國等与美国没有建立正式的外交关系。2015年时任美国总统奥巴马访问古巴后，古巴與美國恢復雙方中斷超過50年的外交關係，同时美国也在川普政府时期与朝鲜开展元首外交。

美國外交地圖
美國
邦交國
非邦交國
爭議地區

在西方世界方面，英國、加拿大、澳大利亚、新西兰均被視為是美國最親密的盟友，称为五眼联盟，美國是五眼聯盟成員國中唯一非英聯邦成員的國家。亞洲方面，在二戰後，日本、大韓民國和以色列均與美國有極緊密的外交關係，日、韓兩地更有美軍駐兵（參見駐日美軍、駐韓美軍）。整体上来讲，北大西洋公约组织为美国在军事领域上的主要结盟，覆盖北美和欧洲共30个国家。因军事联盟，北约会员国在国际重大政治问题通常会通过密切磋商使得立场基本统一。另外，美国还有18个主要非北约盟友国家，他们享受美国给予的军事和金融合作特权。
冷战后的美国外交在中东及伊斯兰社会一直不被国际社会看好，甚至常年被一些媒体评论为失败。从巴以问题一直僵持不下，911事件开始再到阿富汗战争、伊拉克战争的泥潭，阿拉伯之春变成阿拉伯之冬，经历动荡的利比亚和叙利亚乃至埃及、黎巴嫩至今局势还没有稳定下来，这导致了中东地区的20多个国家的反美浪潮愈演愈烈。据有关信息指出，美国政府在明知恐怖组织的威胁性下，仍然放手不管，导致了如今ISIS对中东威胁的加重。但也促成了阿拉伯多国和以色列的关系正常化，在激化与什叶派伊朗矛盾的同时缓和了与主流逊尼派阿拉伯国家的矛盾。

## 軍事

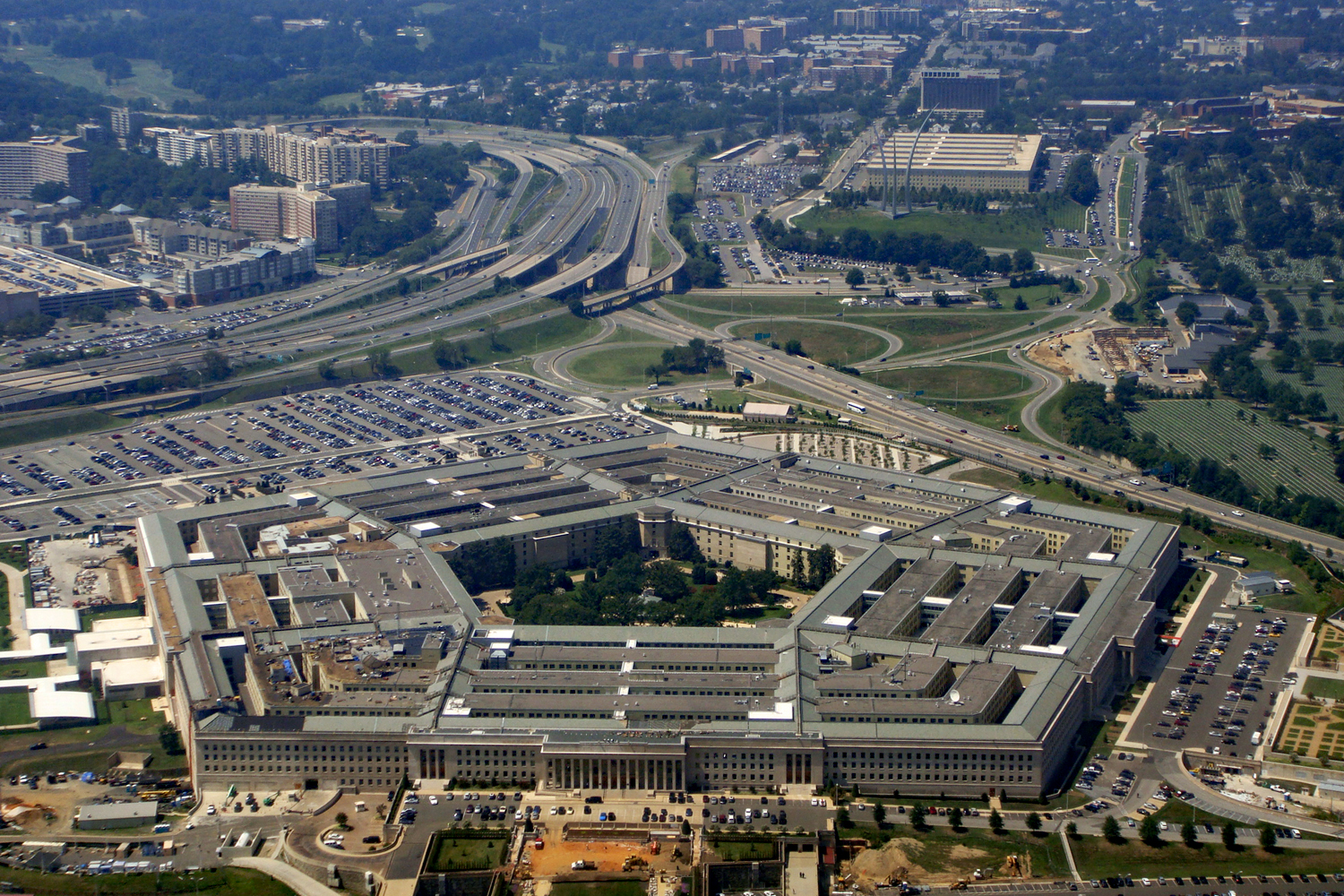
位于弗吉尼亚州阿灵顿县的五角大楼是美国国防部的总部

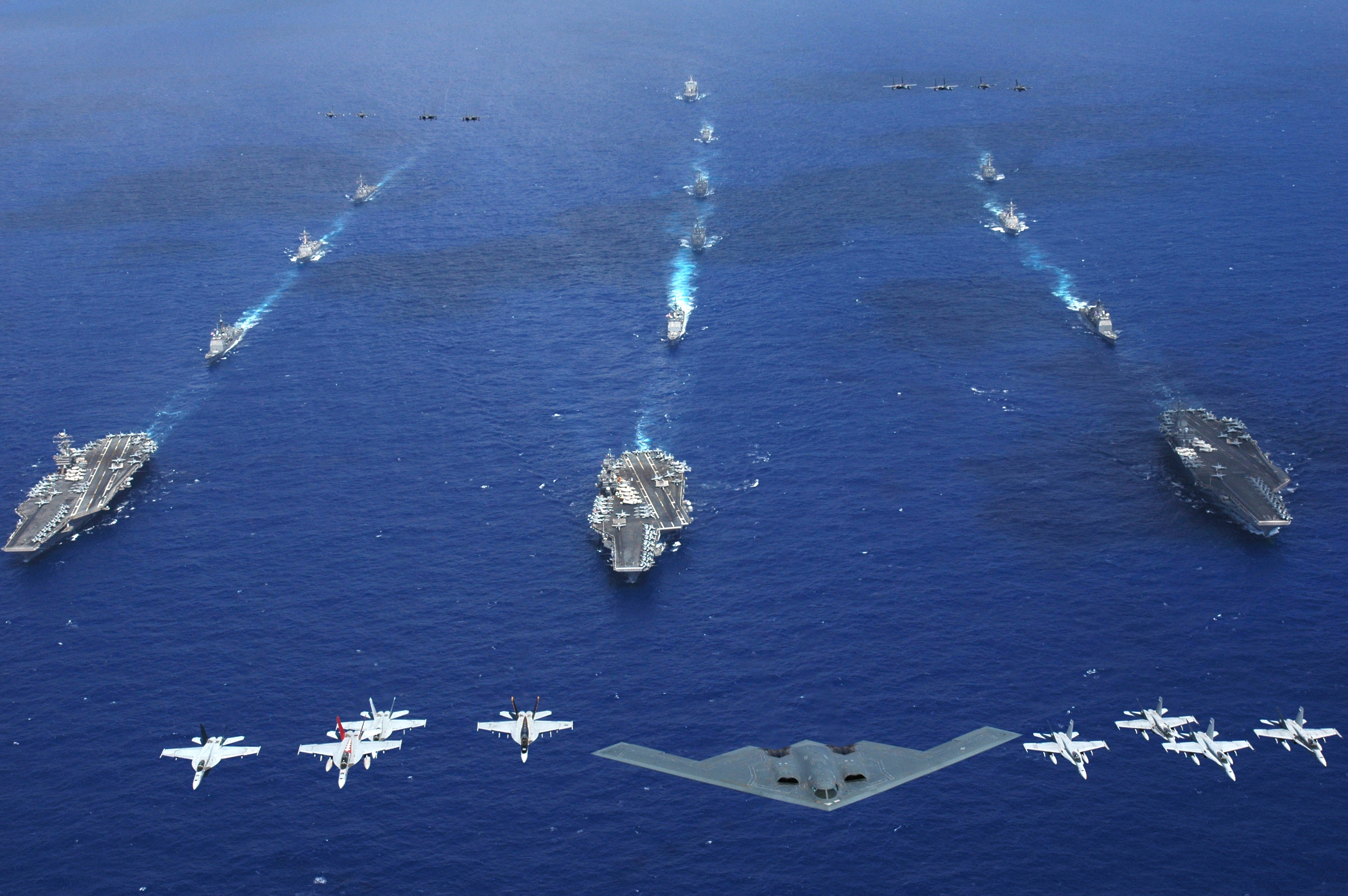
美國的海军和空军在菲律宾海上演习

美军的陸海空軍规模一直位於世界前列，而且其軍事花費己约佔全世界總軍費開銷的47%，為世界最強大的正規部隊，擁有全世界最大的核武器庫，全世界最精良的武器裝備，在近代世界軍事排名中一直保持第一。
美国总统是美國軍隊的最高統帥，軍隊由國防部長具體負責，軍事指揮權是在各軍種的參謀長手上。由他們所組成的參謀長聯席會議制定作戰計劃並組織實施。美國軍隊分為五個軍種：由國防部管理的陸軍、海軍、空軍、海軍陸戰隊和國土安全部管理的海岸警衛隊。海岸警衛隊在和平時期由國土安全部管轄，戰争期間歸國防部的海軍部。
美軍於20世紀到今經歷過一戰、二戰、韓戰、越戰、科索沃戰争、阿富汗战争和伊拉克戰争等大小戰争，已多次參與聯合國維和行動如在海灣戰争中將入侵科威特的伊拉克軍隊趕出科威特。
美軍的軍事实力也表現在物流管理和電戰能力上，在這方面的龐大優勢使美軍能夠迅速集結部隊應付戰爭。美國空軍有C-5、C-17等巨型空運載具，並裝備先進的F-22猛禽戰鬥機及F-35閃電II戰鬥機。美國海軍有11艘現役大型航空母艦，配合軍事力量投射的原則，使美軍能對大部分的威脅做出迅速反應。美國在1949年4月4日加入地區性軍事防衛組織北大西洋公约組織，也使美國本土有了一層除美軍外的軍事保護屏障。並且正在研發6代戰機（F/A-XX/次世代制空權）

## 行政区划和城市
除夏威夷外，其余49個州都位於美洲大陸。其中除阿拉斯加，其他48州連同華盛頓特區彼此相連，又稱美國本土。一些人將阿拉斯加也視為「本土」州，因為雖然它和「下方的48州」之間被加拿大隔离，但從地理上它仍是北美大陸的一部分。所有這些用詞通常都包括华盛顿哥伦比亚特区。第五十個州夏威夷州則位於太平洋的群島上。
美國也佔有其他土地、地區和佔領區。最特别的是美國首都华盛顿哥伦比亚特区，其本身並沒有州的地位，在國會亦無代表，但在總統選舉有3張選舉人票。其他的海外島嶼領土包括美屬薩摩亞、關島、北马里亚纳群岛、波多黎各和美屬維爾京群島等。帕邁拉環礁是美國唯一的合併非建制領土，但目前並無人居住。美国本土外小岛屿則由加勒比海和太平洋的許多無人居住的島嶼組成。此外，自1898年始，美國在古巴的關塔那摩灣擁有一個規模龐大的海軍基地。
之前由美國佔領的地區包括巴拿馬運河區域，自1903年至1979年一直屬於美國領土。另外，菲律賓群島從1898年至1946年間也屬於美國領土，1935年美國在那裡建立了菲律賓自治邦作為轉型至完全獨立的國家前的過渡形式，最後在1946年菲律賓正式獨立，但美國仍在那裡保留軍事基地，美國和菲律賓不論在軍事、文化和經濟上關係依然密切。

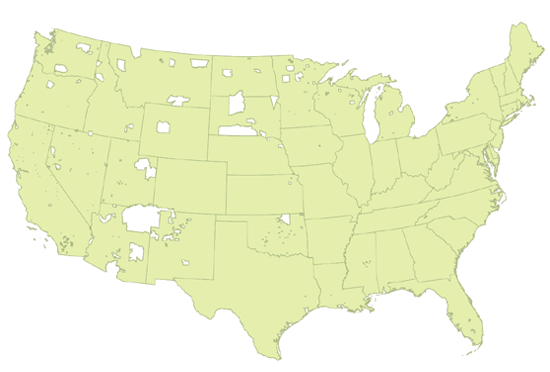
美国印第安保留地（反白）地图，有些自治地區的權利很大，相當於州、有獨立主權與司法，並由部落政府管理

除了美國的實際州和領土外，有數個國家自願加入為美國的聯合邦（Associated States），包括了密克罗尼西亚联邦（1986年以來）、帛琉（1994年以來）、以及馬紹爾群島（1986年以來），這些國家都保有國際法的主權以及對於國土的最高控制權力，所以在國際上被視為獨立於美國。不過，這些國家的政府都允許美國提供防衛和金融協助，美國也給予這些國家特殊待遇，提供許多加入美國國內政策計畫的機會，包括災害防治、救災和重建等計畫。這些自由聯合邦都依賴美國提供的金融協助以维持政府運作和資金需求。
最後是美國特殊的印第安保留地，因為地區還擁有部落主權，符合國家具有主權的定義，地位相當於美國的各州一樣，雖然理论上也是一级行政区，但這些獨立政治實體仍歸類在各州的領土內，属于是美利坚合众国因應部落民族分類出的特殊區域。

### 城市
目前全美國有大約77%的人口居住於城市地區，其中又有半數以上集中於37座主要的大城市。這些城市也形塑了美國的文化、傳統和經濟。在2004年，全美有251個超過了10万人的都市，以及9個超過100万人的大都市，包括了好幾個重要的全球城市，例如纽约、洛杉磯和芝加哥。此外，若將市中心外的都會區域也算進去的話，美國有50個超過了一百萬人的大都會。亦是每年世界最佳居住城市評選中，最多國內城市名列前茅的國家之一。

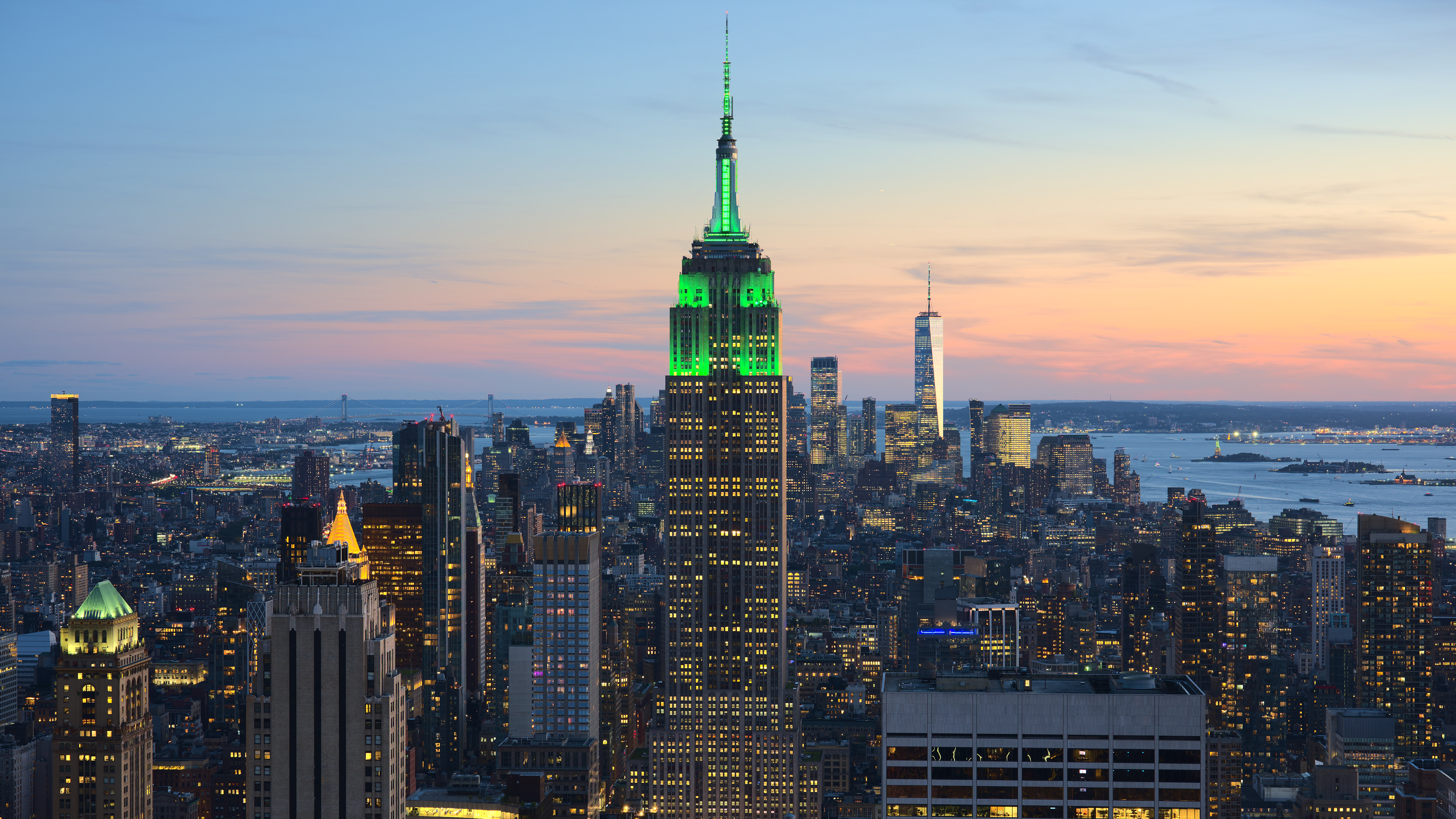
纽约
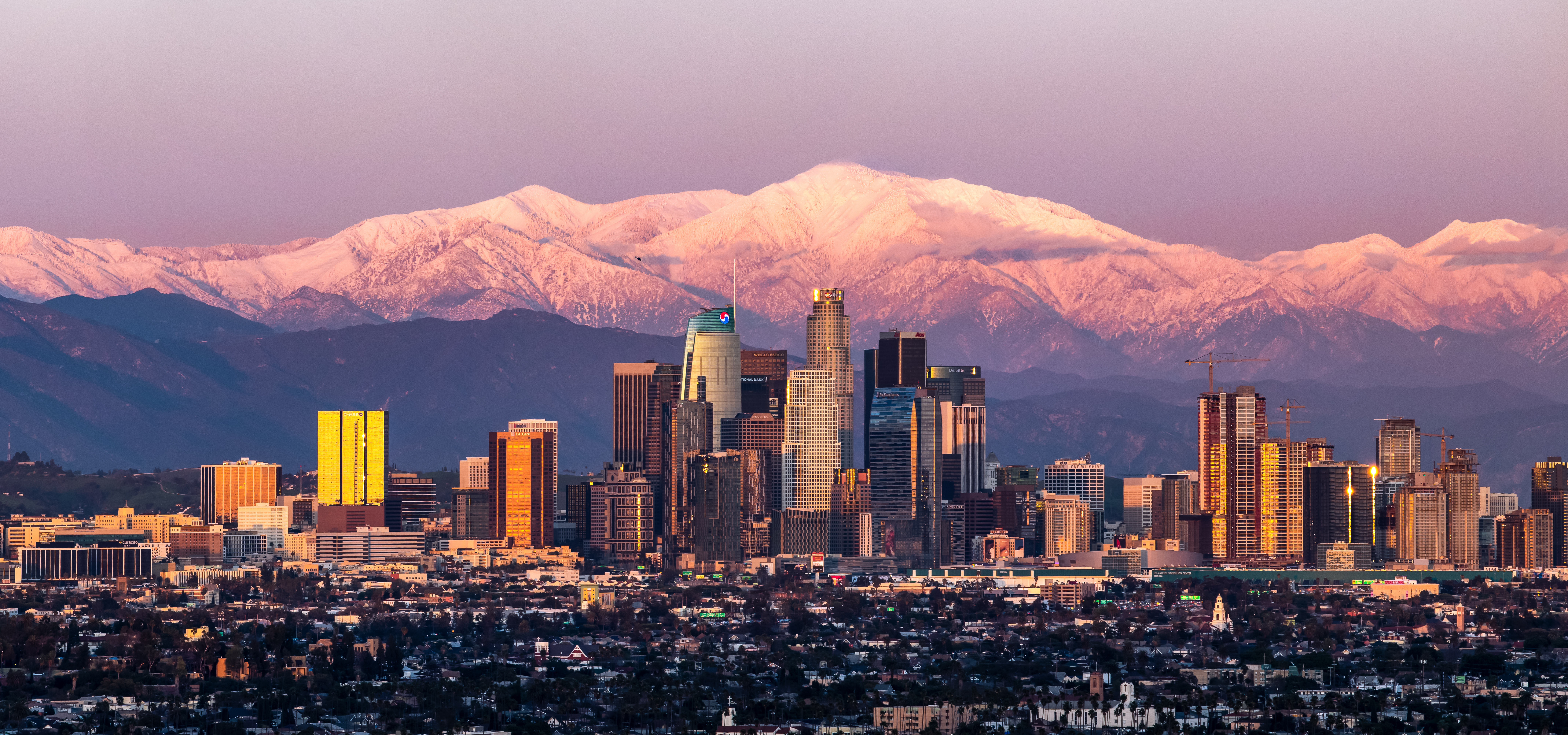
洛杉矶

## 经济

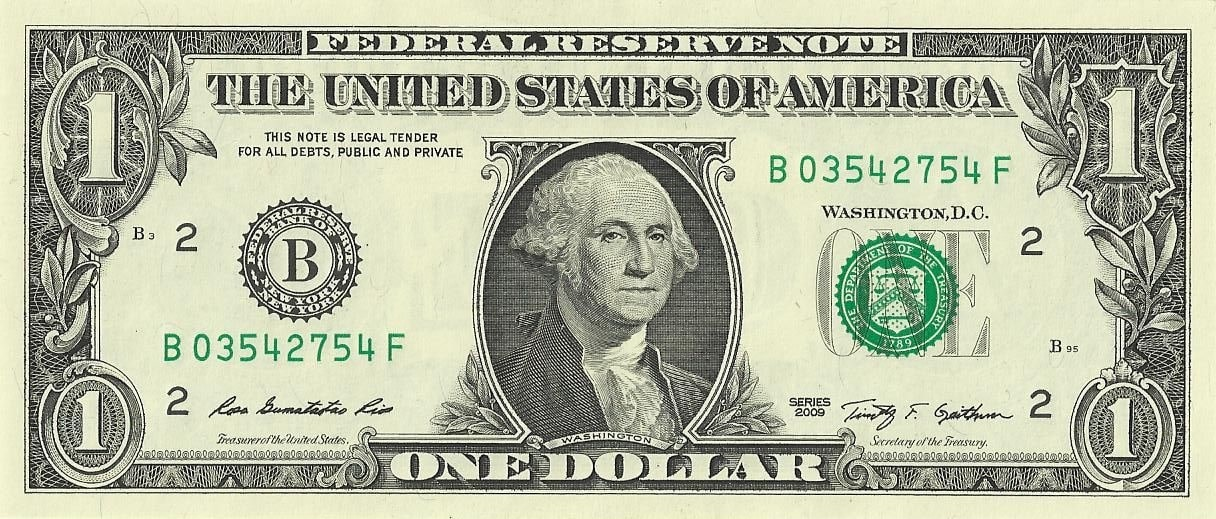
美元是国际交易中使用最多的货币，也是世界上最重要的储备货币

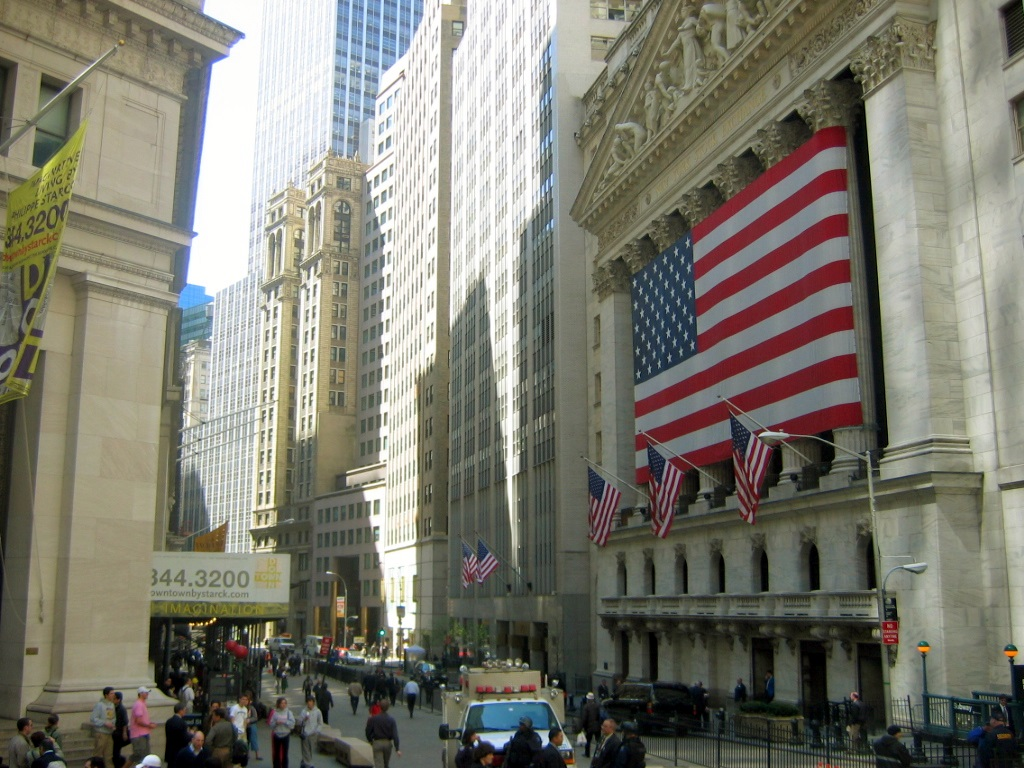
紐約華爾街代表了美國強大的金融力量

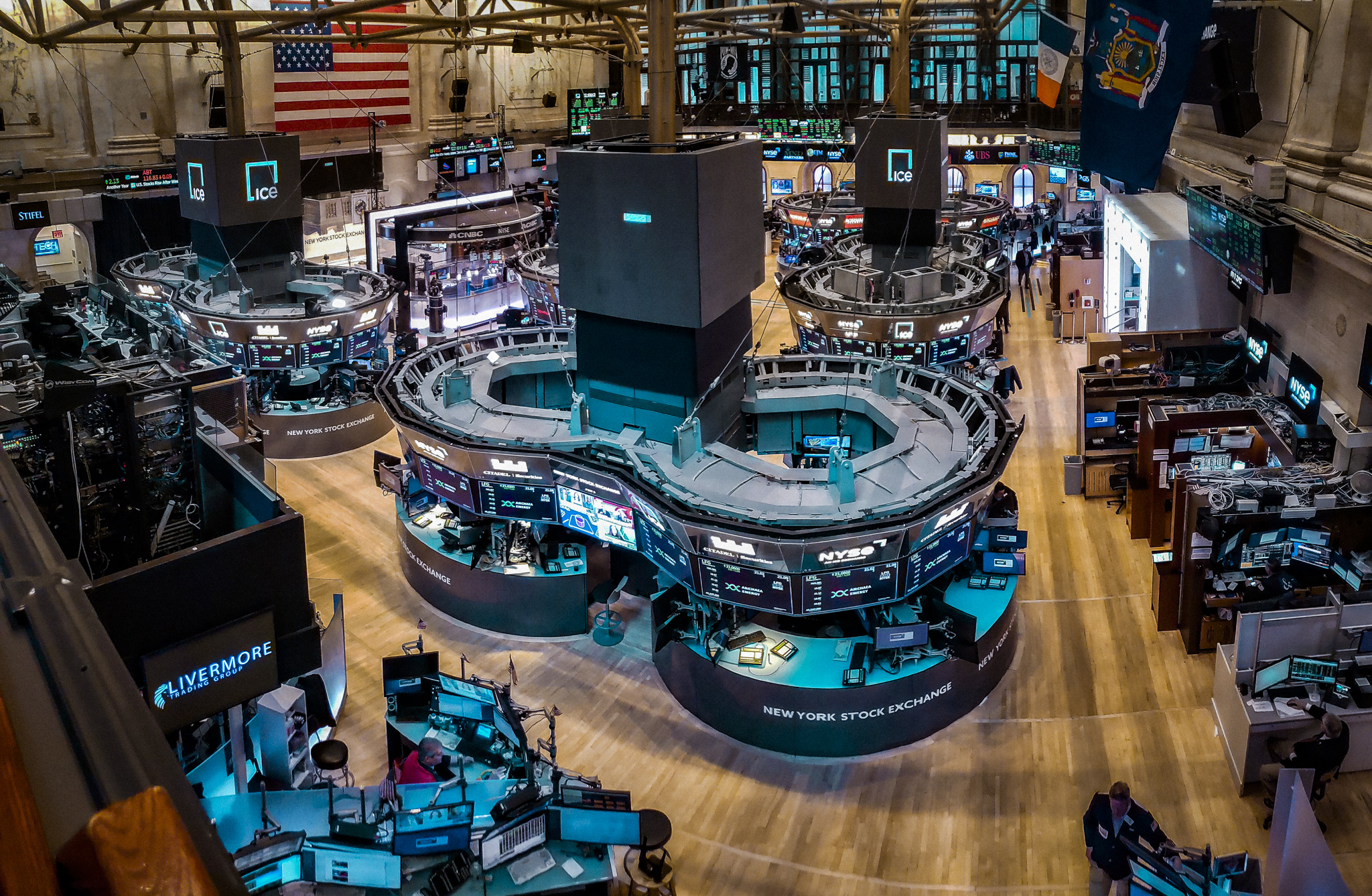
纽约证券交易所是全球市值最大的证券交易所

美國为世界第一大经济体，2023年国内生产总值（GDP）为27.37万亿美元，排名世界第一，人均GDP超过8万美元。美国經濟高度發達，生產技術領先，部門結構完整；農工業先进，已达到后工业发展水平；是世界上最大的进口国和仅次于中国的第二大出口国；是仅次于中国的第二大制造业国家；美国在各领域拥有众多的国际品牌，在全球500家最大的公司中，有136家总部设在美国，比如波音、微软、Google、Facebook、麦当劳、肯德基、星巴克、耐克等。
美国各地区的经济活动重心不一。例如：纽约市是金融、航运、出版、广播和廣告等行业的中心，也是世界名列前茅的經濟中心；洛杉矶是唱片、电影和电视节目制作中心，也是北美洲西岸以至亞太區的經濟中心；舊金山灣區和太平洋沿岸西北地区是技术开发中心，矽谷更是全球高科技和科研中心；美國中西部是重工业中心，底特律是著名的汽车城，西雅圖是飛機製造城，芝加哥是该地区的金融和商业中心；东南部以医药研究、旅遊业和建造业为主要产业，並且由於其薪資成本低於其他地區，因此持續的吸引製造業的投資。
美国经济体系兼有资本主义和混合经济的特征。從1980年代以來，美國相對減少了政府對經濟的干預，新自由主義所帶來的經濟寬鬆為工業的發展帶來了好處，但其衍生衍生的財團壟斷問題，不平等競爭問題，以及最低薪資問題都一再成為社會的爭議焦點。在这个体系内，企业和私营机构做主要的微观经济决策，政府在国内经济生活中的角色较为次要；然而，各级政府的总和却占GDP的36%；在发达国家中，美国的社会福利网相对较小且比其他工業化國家都要少，政府对商业的管制也低於其他已開發國家。
在经合组织成员国中，美国人的平均家庭和雇员收入最高。美国的财富高度集中，10%最富有的人拥有该国72%的家庭财富，而最底层的50%的人仅拥有2%，美国的收入不平等仍处于历史最高水平。美国在亿万富翁和百万富翁的数量上排名第一，截至2023年有735名亿万富翁和近2200万百万富翁。截至2021年，3800万人（约占美国人口的12%）生活在贫困中。 2022 年，美国约有 582,500 名有庇护所和无庇护所的无家可归者。

### 工業

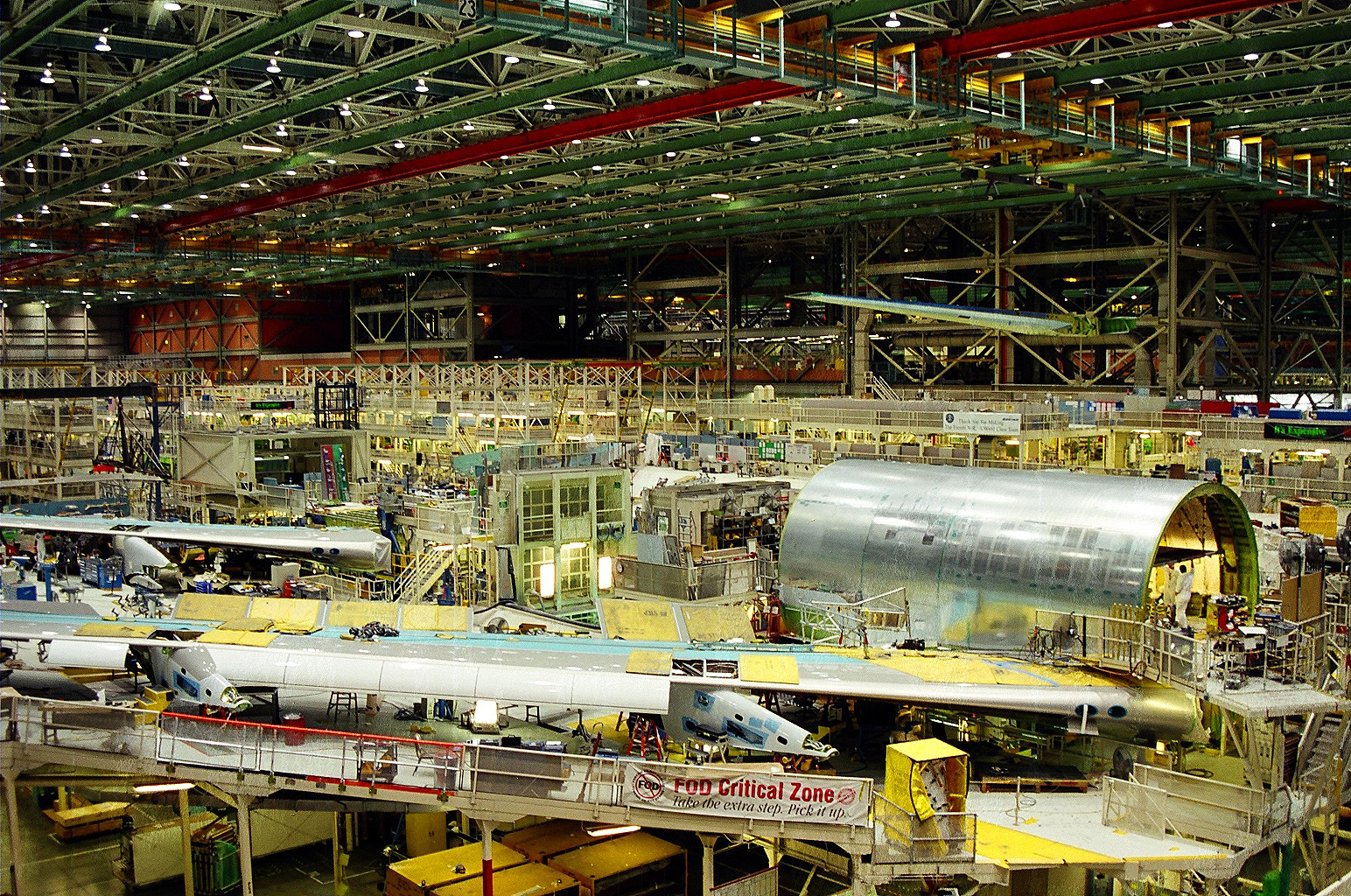
波音747客机正在波音埃弗雷特工厂进行总装

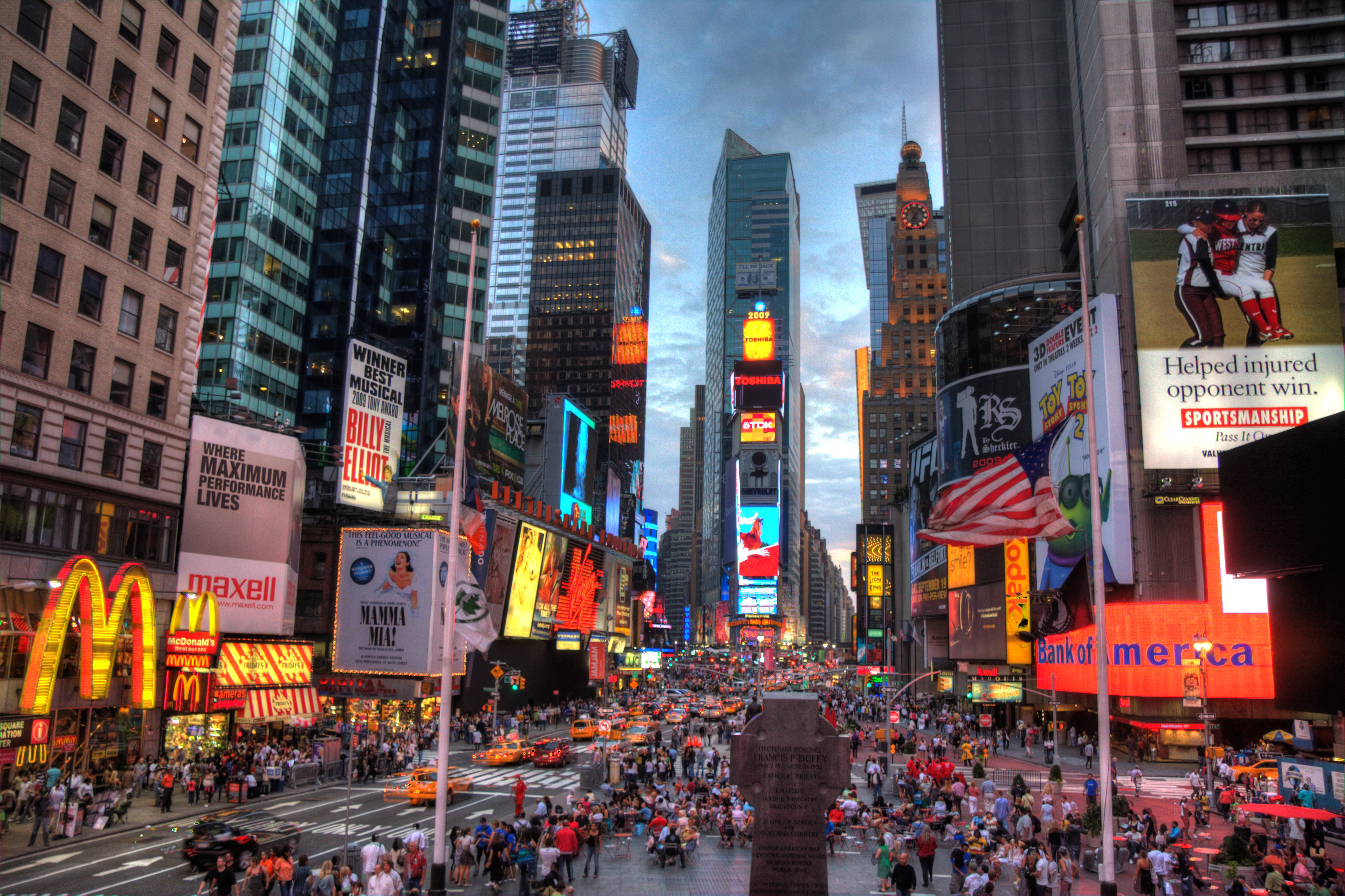
纽约的时代广场是著名的旅游景点

美国为是世界第二大工业国，工业门类齐全且生产技术先进，是飛機、鋼鐵、軍火和電子器材的主要輸出國。传统工业部门有钢铁、汽车、化工、石油、飞机、机械、造船、电力、采矿、冶金、印刷、纺织、制药、食品、军火等。新兴工业部门有电子电器、光电、激光、精密机械、宇航、核能、新能源、机器人、新型材料、生物制药、高速铁路系统、尖端武器等。其中电子电器、光电、宇航、核能、生物制药及尖端武器等工业居世界领先水平。

美国拥有丰富的矿产资源，包括黄金、石油和鈾，近年来得益于页岩气革命和联邦放开石油出口，美国一跃成为世界主要石油输出国，解决了困扰美国数十年的能源独立问题，对国家安全意义重大。并且天然气作为页岩油的副产品，其出口也激增。

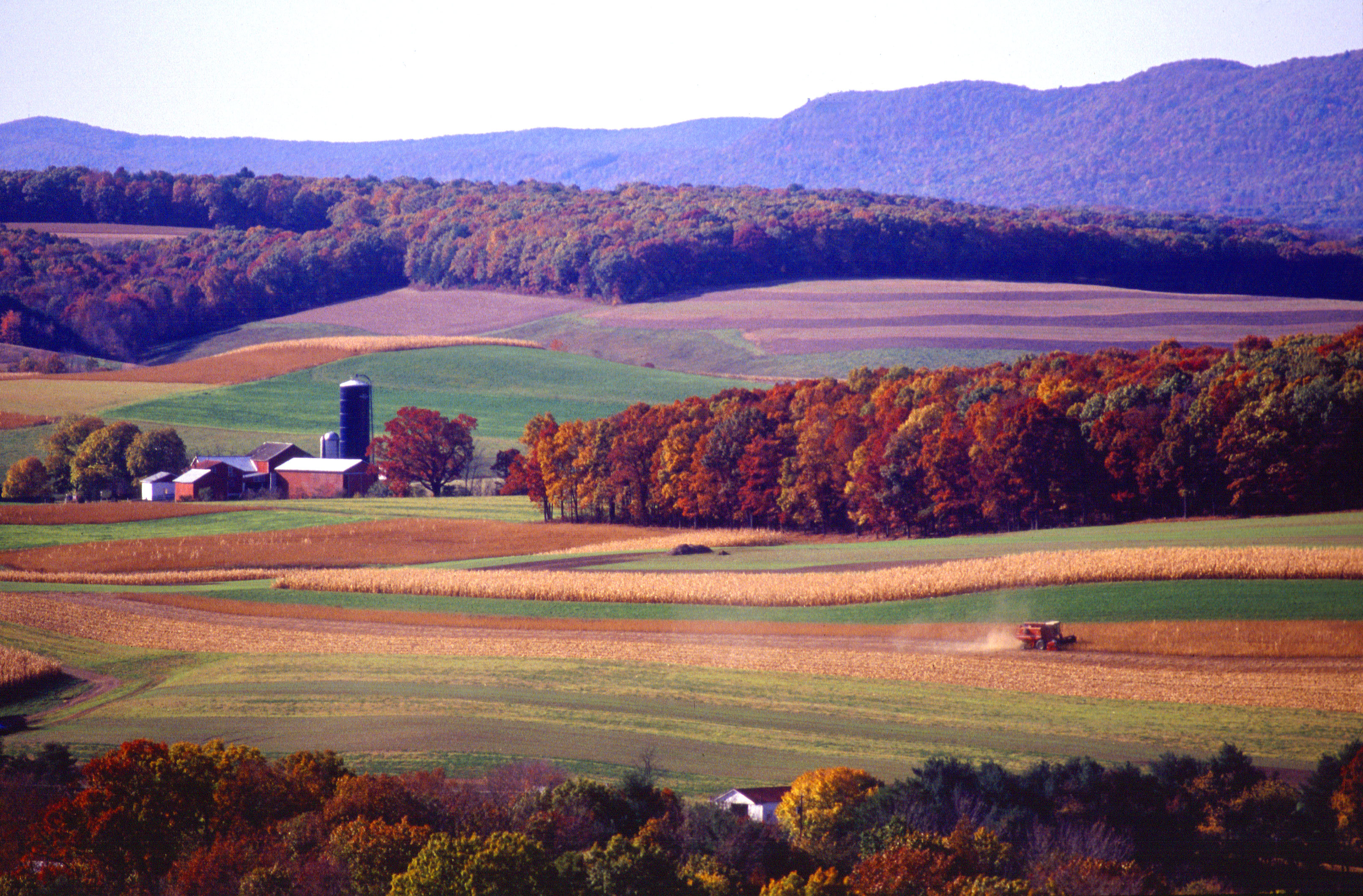
位於賓夕法尼亞州的一座牧場

### 農業
美国是世界第一大农业国，也是最大的农业出口国之一。美国的小麦、大豆、玉米、棉花、烟草、肉蛋奶产量均名列前茅，其中小麦产量占世界的近十分之一，大豆和玉米均占40%左右；畜牧業发达。美国本土并没有热带分布，因而需要大量进口可可、咖啡、天然橡胶、香蕉等热带作物，國內超過一半的水果都在科技發達的加利福尼亞州產出。

### 服务业
自上世纪70年代开始逐步将制造业转移至国外后，美国进入“后工业化时代”，服务业在其经济、就业中所占比重越来越高，全国四分之三的劳力从事服务业。2019年，服务业增加值占美国国内生产总值的69%和总就业人数的71%。教育是美國最重要的經濟產業之一，每年吸引不少來自世界各地的留學生慕名前來求學，也為此吸納了不少人才。美国也有發達的旅游业。据美国旅游协会的统计数据显示，2019年美国旅游业的总收入达到了2.95万亿美元，对国内生产总值总贡献排名世界第一。每年接待游客数量最多的州依次为加利福尼亚州、佛罗里达州、内华达州、德克萨斯州和纽约州。

### 科學技術

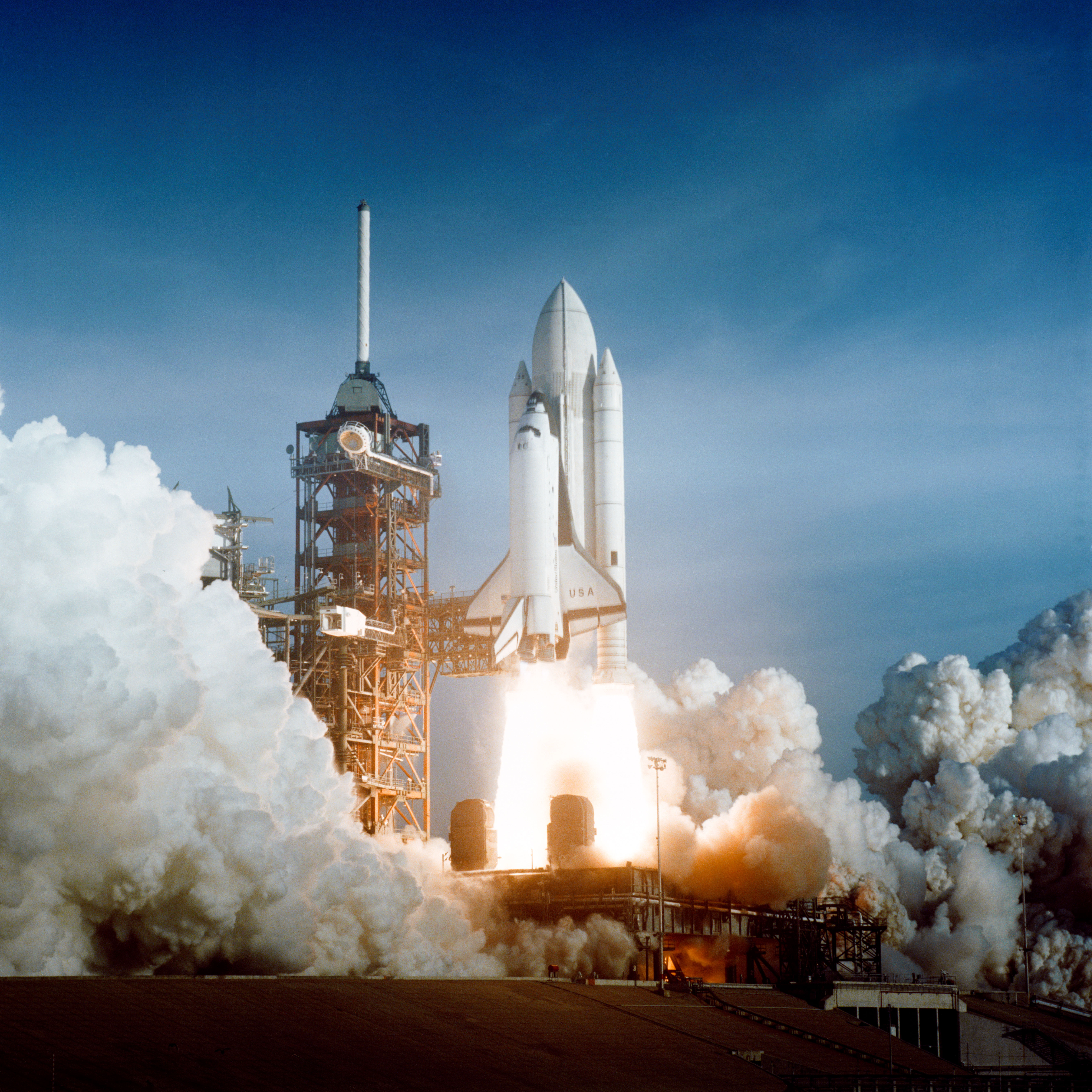
哥倫比亞號航天飞机发射並执行载人任务

人類工業史上許多最重要的發明，包括了軋棉機、通用零件、生產線等都是源自美國，其中工業的生產線尤其重要，它使得工業的「大量生產」從夢想變為真實。其他重要的發明還包括飛機、電燈泡、电话。

美国在20世纪開展了著名的曼哈顿原子弹计划、阿波罗登月计划和人类基因组计划。在二战时期，美国最早研制出原子弹，將人類科技帶入原子時代的新紀元。在冷战时期，美国最终在太空科学和技术领域全面領先，从而在太空竞赛中擊敗蘇聯，也从而导致了火箭技术、武器研究、材料科学和计算机等领域的重大进步，1969年7月，当尼尔·阿姆斯特朗从阿波罗11号飞船中走出，成为踏上月球的第一人时，标志着竞赛达到巅峰。

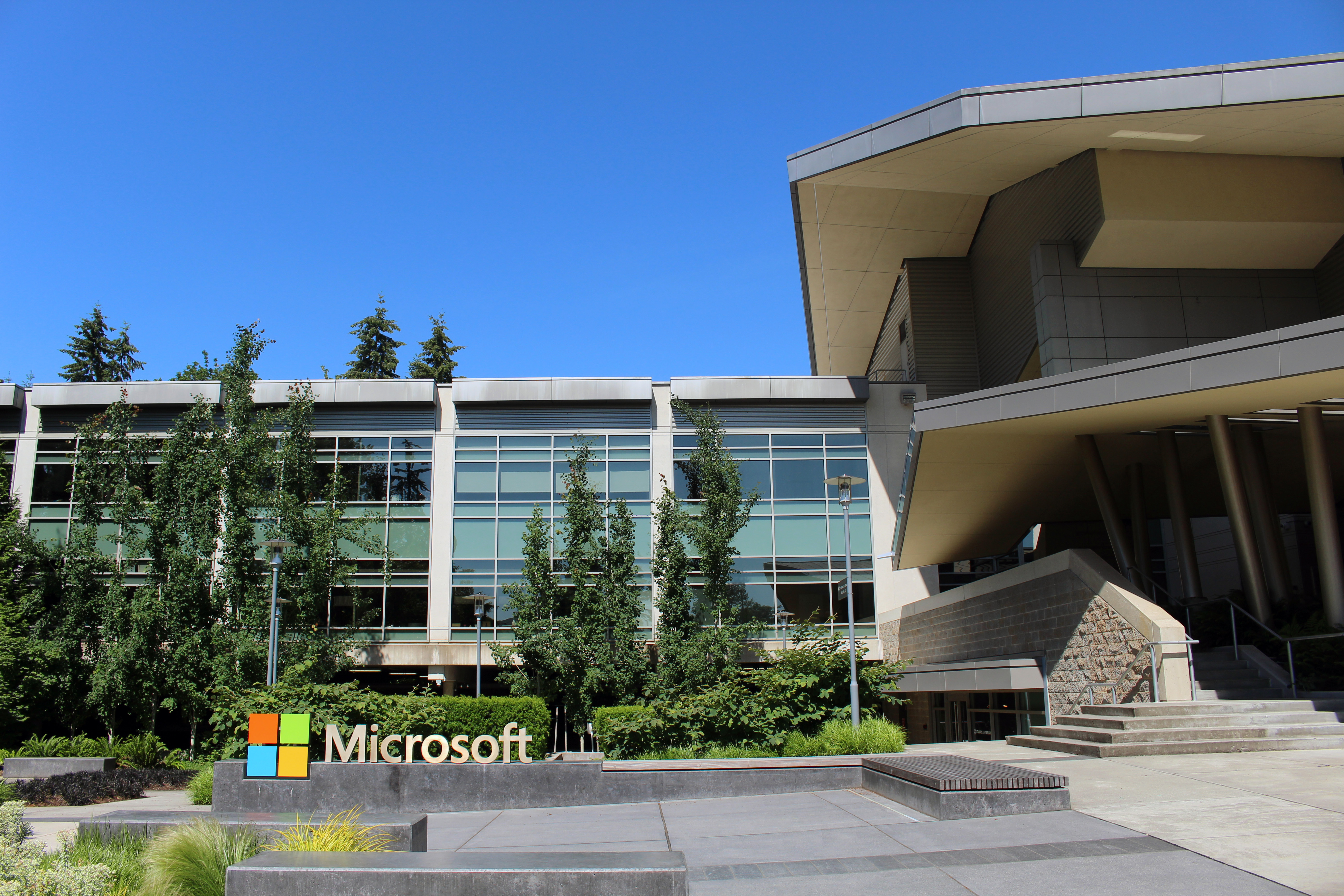
Microsoft公司总部雷德蒙德园区

二战以来，美國为電腦与網際網路發展史上貢獻至丰，包括二战中发明的電腦和初期的军事化应用，到今日以谷歌、微软、IBM、英特爾、苹果、惠普和戴爾等为代表的一大批知名公司都为电脑和資訊化领域做出了巨大的革新和贡献。此外美國国防部創辦的ARPA网也是網路技術的先驅。
在科学研究方面，美国学者赢得了顯著大量的诺贝尔奖，特别是在生物和医学领域，充份彰顯美國優越的研究環境以及對一流人才的磁吸能力。国立卫生研究院是美国生物医学的聚焦点，並已完成人类基因组计划，使人類对肿瘤、阿兹海默病等疾病的治癒研究进入重要階段。航空和航天研究的政府机构是美国国家航空航天局。波音公司和洛克希德·马丁公司之类的私营企业也扮演了重要角色。

### 交通運輸

美国的州際公路系統网，大多属高速公路，全線至少四線行車

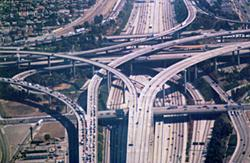
洛杉矶的高速公路交流道系統，有著相當複雜而且運作良好的道路網絡，為世界各國經常進行參考的對象

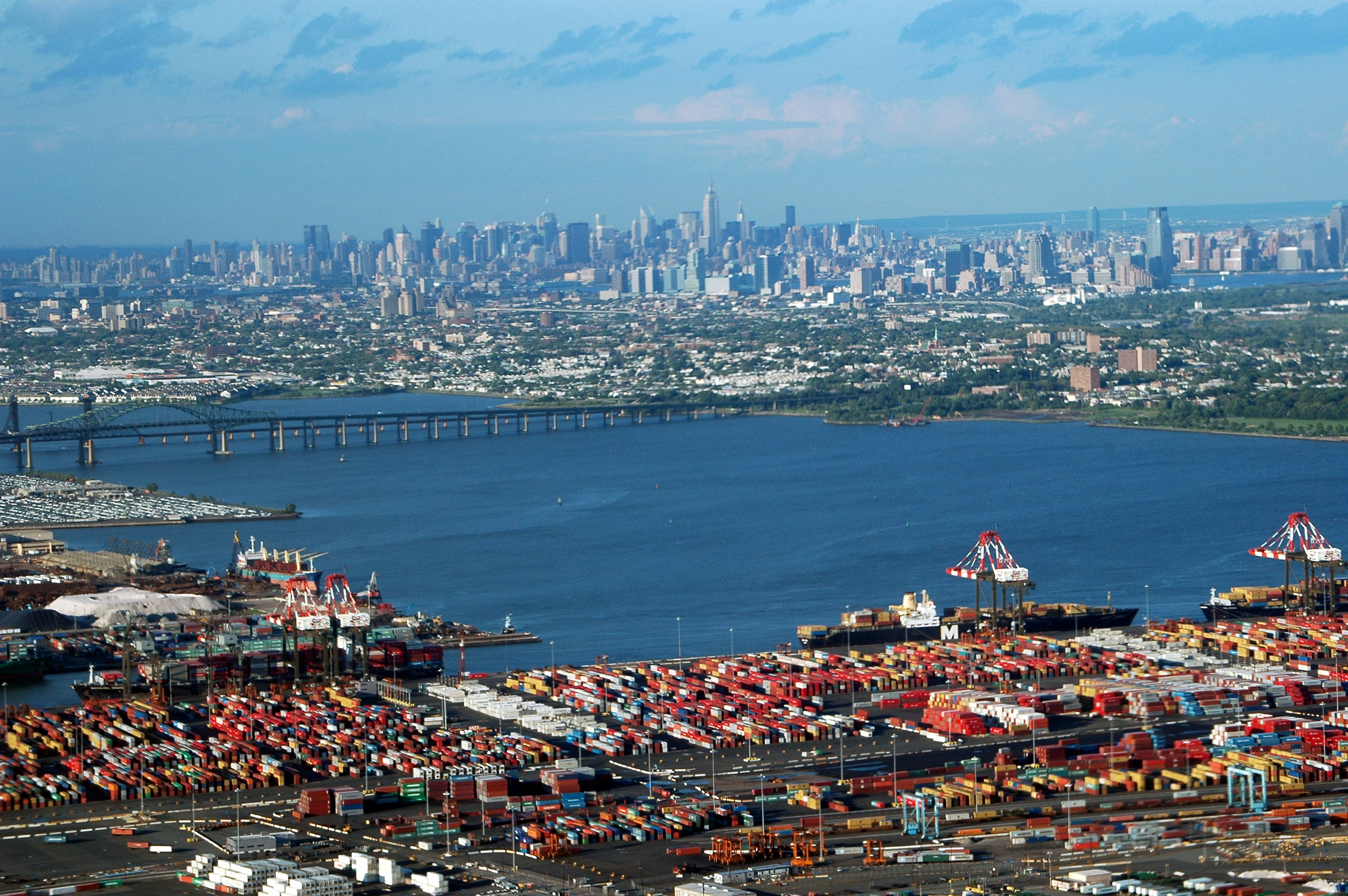
由紐約市以西的紐華克港眺望曼哈頓

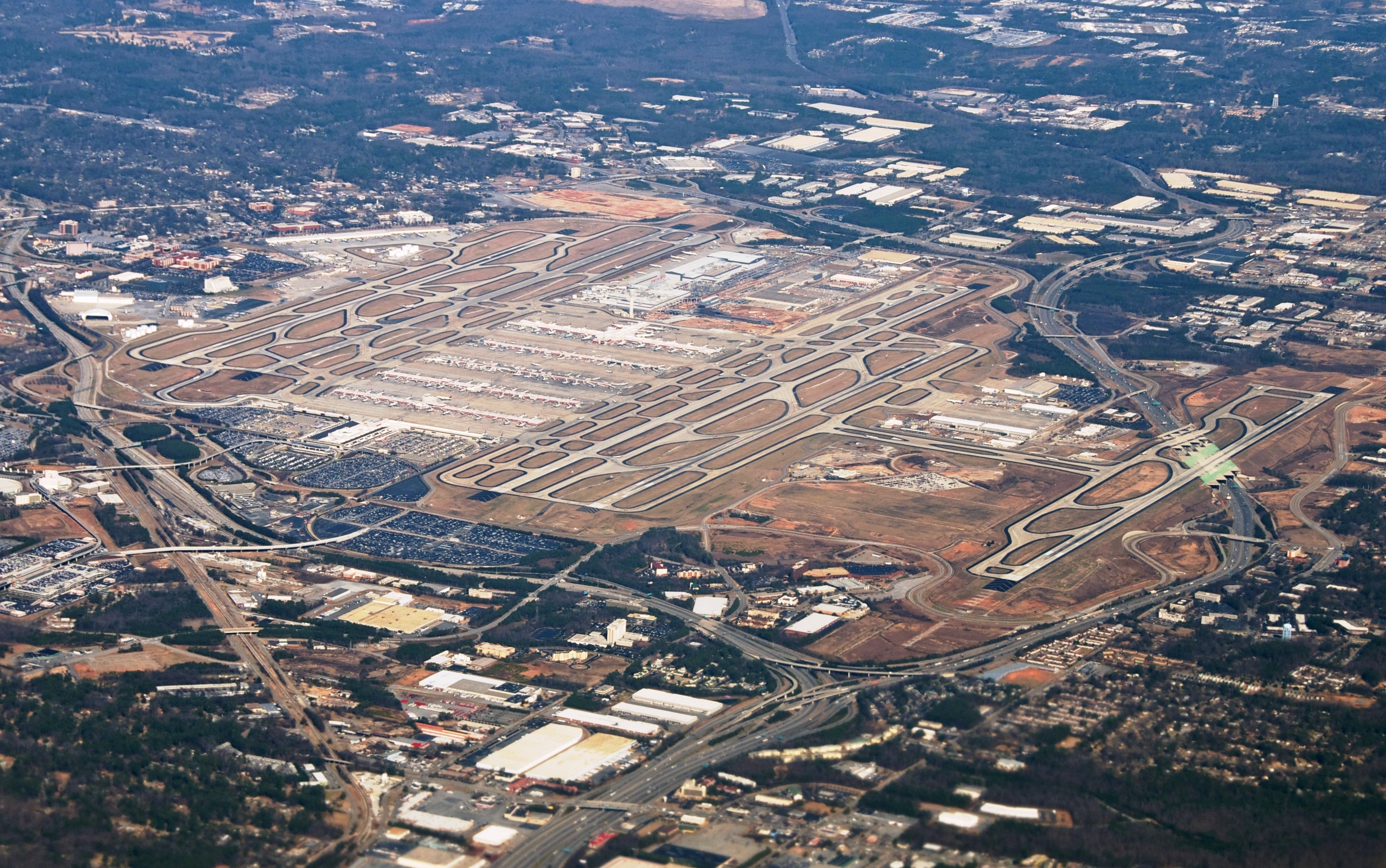
亚特兰大哈兹菲尔德-杰克逊国际机场是世界上客运量最繁忙的机场

由于美国的国土较为辽阔且三面临海加之经济发达，使得其許多交通方式的运输技术与运量均居世界首位。公路、铁路的密度处世界领先水平，高速鐵路建設則因為航空業的優勢巨大，遠遜於居世界领先水平的國家。航空港和港口数量居世界前列。因旅客鐵路網的相應限制，美國國內通勤旅客最常使用的長途旅行方式以駕駛與航空為主。

#### 公路
由於汽车產業在美國的發展相當早，美國許多城市的發展都提前顧慮到將城市和住宅區搭配道路網絡的設計。為連結遼闊的國土，美國設計並建造了高通行量、高速度的高速公路，美国的国家交通系统主要便是依赖這些高速公路网。當中最重要的是州际高速公路系統的建設。這些高速公路在1950年代經由当时的总统艾森豪威尔授權建造。根据2004年的数据，美國的公路总长为6,407,637公里，名列世界第一。
在殖民地时代，美国多数地区遵行左驶规则。美國獨立後，受支持其獨立的法國和后来的18世纪欧洲移民的影响，逐渐將道路通行方向改為右駛，此规则在美国内战之后通行于全国。

#### 鐵路
美國建造了橫貫大陸的鐵路網絡，用以在48個州之間運載貨物。美國鐵路公司（Amtrak）所經營的鐵路網也橫貫了48個州中的46個，專門用於客運用途。美国的铁路总长度位居世界第一。根据2007年的数据，美国的铁路总长为226,427公里。然而由於美國高速公路及民航客運十分發達，其機動性及省時性均遠高於鐵路，使得美國的鐵路客运不及西欧和日本那般发达。美國政府的分析認為空中客運是導致客運鐵路公司在1970年代接連倒閉的主因。然而隨著時代的變遷，發展大眾運輸已經是全世界對抗全球暖化而達成一致的共識。包括由加利福尼亞州所提案發展的加利福尼亞高速鐵路計劃在內，美國政府以及各州政府已經開始了大眾鐵路運輸的可行性研究與籌備工作，為未來交通形態的轉型作準備。

#### 城市交通
美國許多城市擁有公共交通系统，而在纽约市的地鐵網路是當中最大的，每日通勤人次為世界第二高，僅次於日本東京地鐵，而其通勤鐵路和公車網路則延伸至長島、紐約上州、新泽西州和康乃狄克州，構成了世界上載客量最大的交通網之一。但是普遍而言，美国城市的公共交通相較於其他已開發國家仍較為落後，除了少數如紐約、芝加哥及舊金山等公共運輸較發達的都會區外，人们外出時最常依賴的運輸模式仍然是以私人汽車為主。

#### 水運
美国是世界上海岸线第三长的国家，故形成了众多优良港口。大西洋西岸的纽约港，墨西哥灣北岸的休士頓港，以及太平洋东岸的洛杉磯港（長灘港）是美国最大的三个國際貨物港口，同时也是吞吐量居世界前列的顶级大港。纵贯美国南北的密西西比河航运量居世界河流前三名，加之其上游通过运河与五大湖及哈得孙河相连，内河航运十分便利。座落在密歇根湖南岸的美国第三大城市芝加哥为著名的内陆港口。

#### 航空

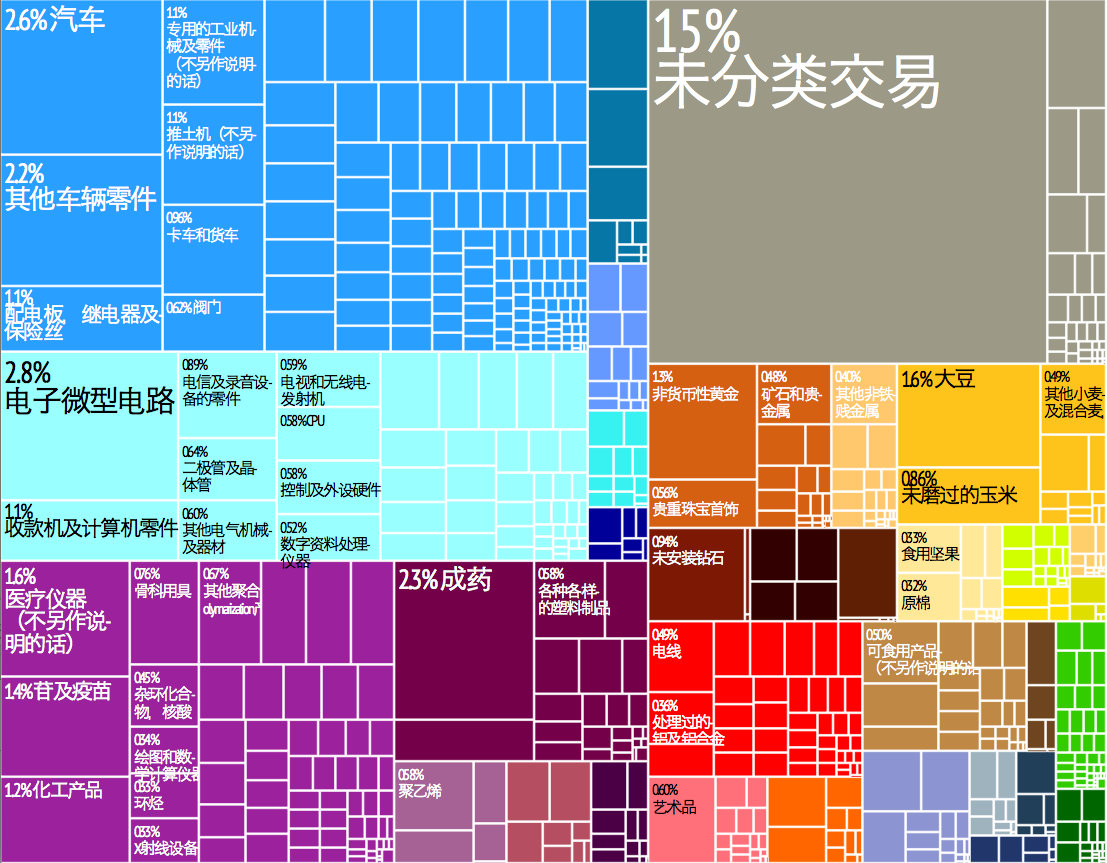
以28种颜色分类描述此国的产品出口，每种颜色盒代表一类产品，其大小代表此产品在此国总出口产品中的比重

美國是人類發明出首架飛機並首次實現飛行的國家，对于拥有辽阔国土且经济发达的美国，自然的成為國內航線最發達的國家，特別是由於客運鐵路的缺乏，數百哩以上的旅程，國內各地區長途交通幾乎全依賴飛機。以乘坐飛機的形式前往另一個城市，對美國人如同家常便飯。因此全國遍佈有一萬五千個以上的機場，是機場最密集的國家，佔據全球總數的25%。以乘客量而言，在2023年全世界前30個最繁忙的機場中就有12個位於美國，包括了排名第一的亚特兰大哈兹菲尔德-杰克逊国际机场。以運貨量而言，在同一年裡，全世界前10個最繁忙的貨運機場就有5個在美國，包括了排名第二的孟菲斯國際機場（MEM）。此外，达拉斯、丹佛、洛杉矶、芝加哥、纽约、夏洛特、西雅图、旧金山（圣弗朗西斯科）、鳳凰城、休斯敦、波士顿等也为重要的航空港。正因為美國在全球航空業的分量之重，美國聯邦航空總署（FAA）所頒布的規定甚至成為了全世界航空業的另一個參考標準。

### 對外貿易
美國是世界第二大貿易國，世界最大進口國，世界第二大出口國。美国是小麦、玉米、大豆的最大出口国。同时也是航空、电子、化工类产品的主要出口国。此外，美国还是世界最大的军火出口国。美国主要进口的商品有化石能源、电力、工业原材料、一般工业制成品、橡胶、可可、咖啡等。美国的主要贸易对象有加拿大、中国大陆、日本、墨西哥、德国、英国、法国、沙特阿拉伯、印度、韓國、台灣、巴西等。其中，加拿大和中华人民共和国为美国最重要的两个贸易伙伴国。

## 人口和社会

### 人口

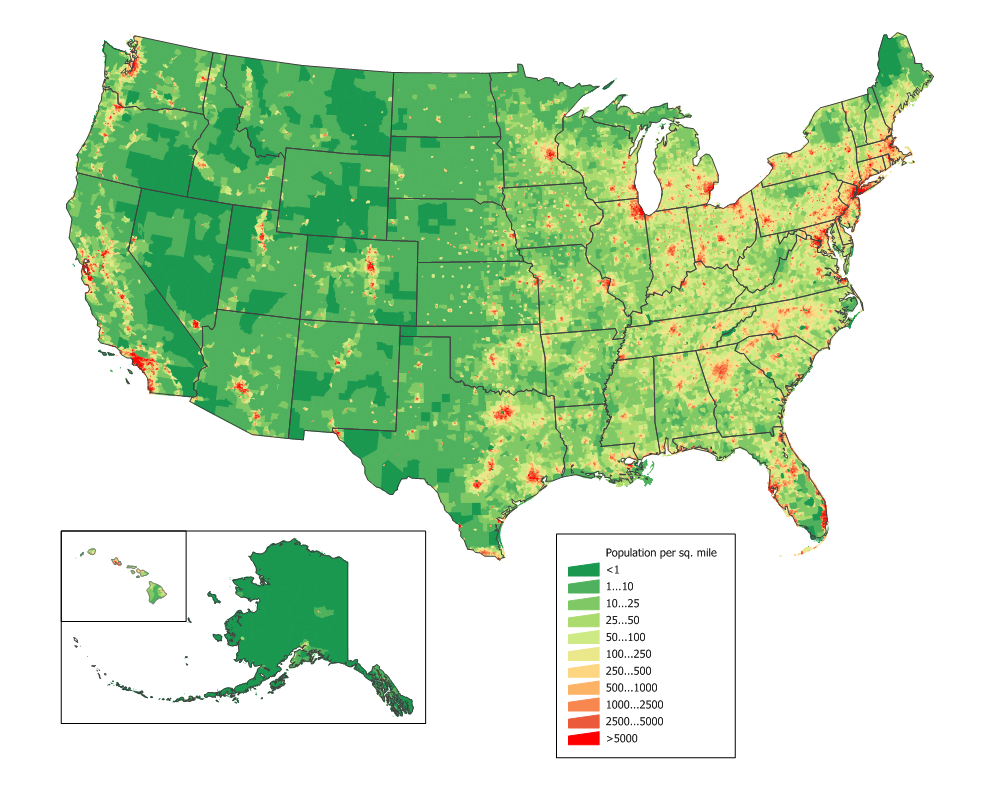
2010年美國人口密集度分布圖

据美国人口普查局报告，截至2020年4月1日，美国人口总数为331,449,281人，是世界上人口第三多的国家，仅次于中国和印度。2020年，美国人口的年龄中位数为38.5岁；2018年，52% 的15岁及以上美国人已婚；2021 年，美国的总生育率为每名妇女1.7个孩子；2019 年，美国单亲家庭中的儿童比例 （23%） 位居世界首位。

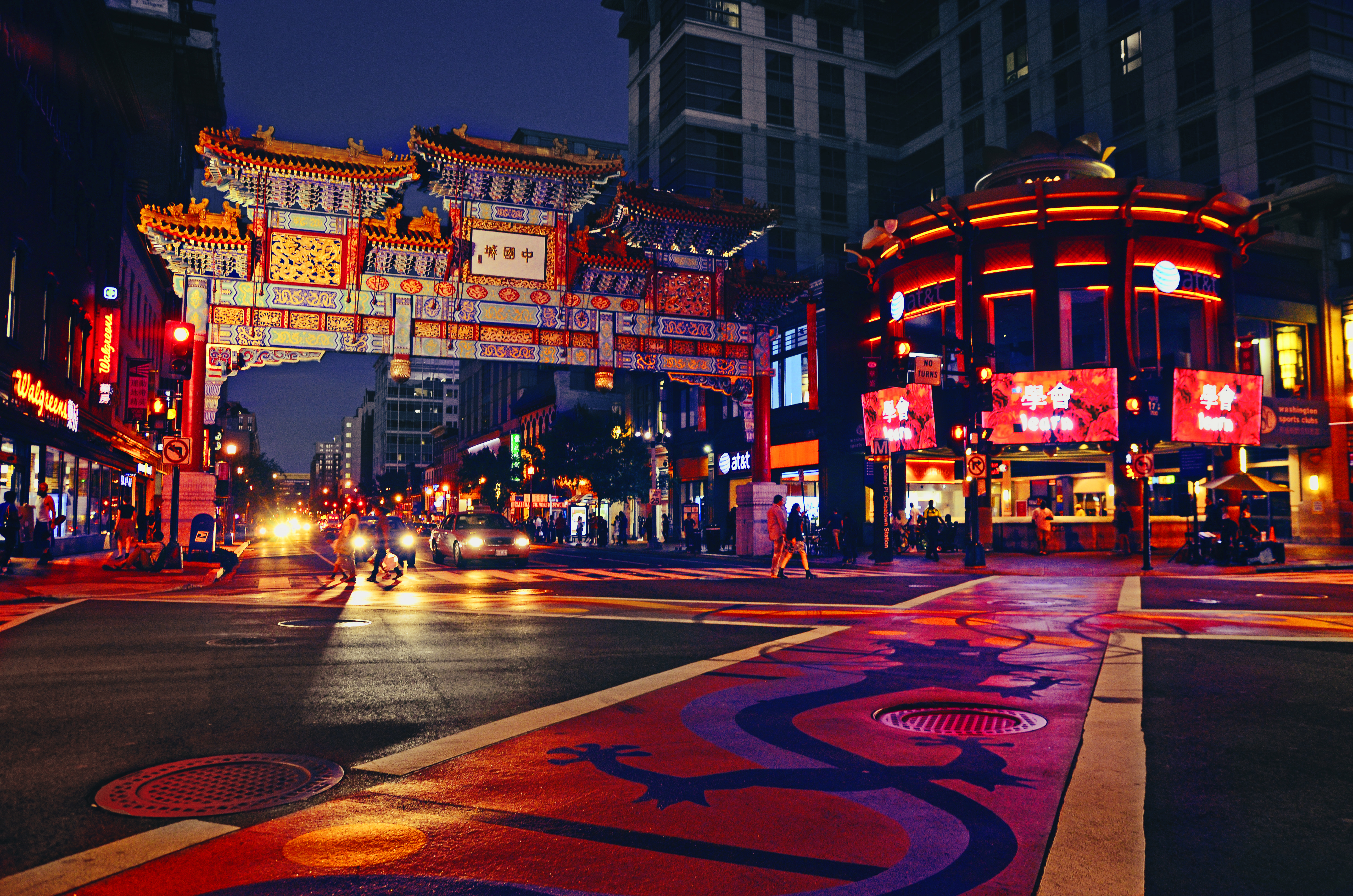
华盛顿唐人街的友谊牌坊

美国拥有多元化的人口。根據美國人口普查局2017年底統計資料，美國白人佔73%，人數為234,370,202人；有西班牙白人血統及有拉丁美洲背景的拉丁裔美國人佔總人口的17.6%，人口爲56,510,571人；非裔美國人佔總人口的12.7%，人數為40,610,815人；亞裔美國人佔總人口的5.4%，人數為17,186,320人，其中最大的亞裔群體為華裔美國人（包括來自中國大陸、香港、澳門、臺灣、東南亞的華人），佔1.3%；美國原住民如印第安人、阿拉斯加原住民佔總人口的0.8%，人數為2,622,102人；美國在太平洋的領土上的原住民佔總人口的0.2%，人數為570,116人。
主要的歐洲原籍是德國（15.6%）、愛爾蘭（10.8%）、英格蘭（8.7%）、意大利（5.6%）和斯堪的納維亞（3.7%）；很多也來自斯拉夫國家，如波蘭和俄羅斯等；其他的歐裔移民來自東歐、南歐和加拿大的法語區。拉丁裔美國人是美國第一大的種族族群，佔總人口的16.1%（2005年），之中自墨西哥移民而來的佔了66%，並且預計在將來幾十年中仍會高速增長。非裔美國人遍佈全美，不過南方的黑人區為最大，合计3,500萬人（12.12%）。他们的祖先主要是在内战以前被作为奴隸贩卖过来的。

### 語言

美国使用人口超过100万人的语言，前三依次为英语、西班牙语和汉语

虽然美国以往自建国近250年来向無法定的官方语言，英语卻是事实上的国家语言。据2008年统计，约3億148萬（99.6%）的五岁以上人口在家只说英语。英语是最通用的交流语言，掌握一定程度的英语也是移民归化的要求之一。
一些美国人呼籲把英语提升为官方语言，有28个州已经通过地方法律确保英语的官方地位；有3个州承认其他语言与英语有平行地位：路易斯安那州的法语，夏威夷州的夏威夷语和新墨西哥州的西班牙语。除英语外，使用人口超过100万人的语言包括西班牙语、汉语、塔加洛語、越南语、法语、韩语、德语。

2025年3月，唐納·川普總統以行政命令首次將英语定為聯邦政府的官方语言。
根据2022年盖洛普民意调查，美国的宗教信仰:

### 宗教
美國建國前的英國殖民地時期沒有宗教自由，存在非常嚴酷的宗教法令，而且基督宗教各派別控制的地區對其它派別的教徒也實行歧視政策。
美國建國後，美國憲法第一修正案于1791年通過，禁止美國國會立法設立國教，美國成為首個明文保障宗教自由權利的國家，美國聯邦政府實行政教分離制度，不能支持也不能反對任何一種宗教。但正是因為保障宗教自由發展，基督教的勢力自建國後開始在美國蓬勃發展，並在美國政治选举中有相當的影响力，除约翰·肯尼迪和乔·拜登为天主教徒外，历届美國總統都是基督新教信徒。
在所有發達國家中，美國是宗教氣氛最濃厚的一個國家。不過美國各州分佈的情況很不相同。美國虔誠保守的基督徒多分佈於南部和中西部各州，多是共和黨的支持者，南部黑人區、东北部和西部沿海各州的基督徒也多持開明態度，多是民主黨的支持者。
南方州中，美南浸信會是最大的教派，其後是衛理公會；而在東北新英格蘭地區和南部接近墨西哥的邊境地帶中，天主教是佔主導地位，因為當地的人口很多都是歐洲天主教地區移民的後裔；南部則主要是來自墨西哥的拉美裔移民。美國其他的大部分地區的基督教人口則都是多種教派混合在一起。儘管大多數美國基督徒信奉新教，但因為新教徒往往屬于各個不同的教派，因此天主教會擁有最多的成員。摩门教的势力也不容小觑。2021年皮尤研究中心的统计數字：63%基督教（40%新教和21%天主教）、29%无宗教信仰，佛教、印度教、伊斯兰教和犹太教各占1%，2%其他。

### 社会阶层
2004年美国社会学家Leonard Beeghley调查出的五类美国社会阶层分布如下，收入单位都是美元：
高收入家庭占5%——家庭净财富在100万以上，普遍具有大学以上文化:
- 顶级高收入家庭占0.9%——千万富翁与亿万富豪；大多數美國人居住在郊區，例如紐約附近的長島。

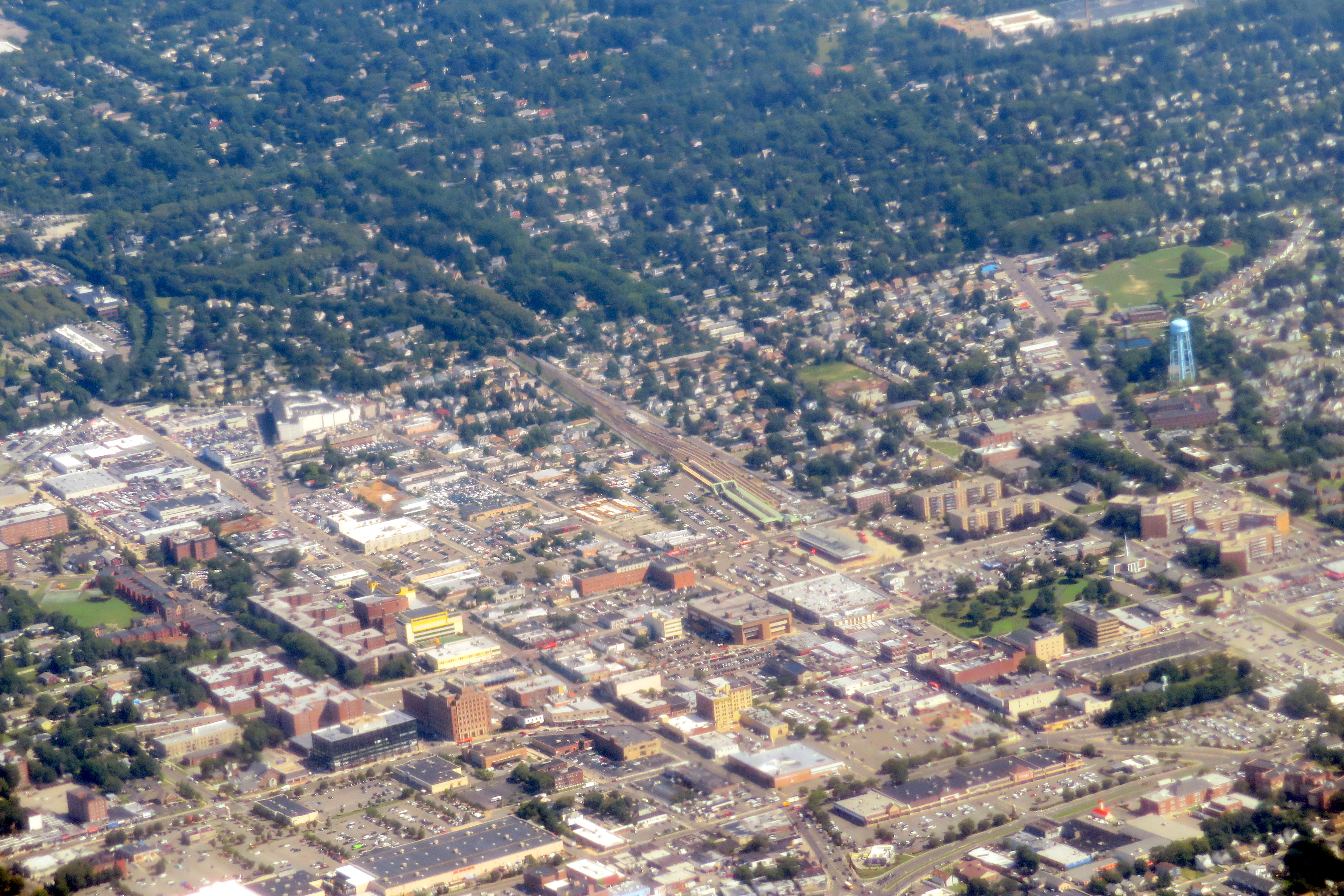
大多數美國人居住在郊區，例如紐約附近的長島。

- 中产阶层（白领）占46%——平均男性年收入5.7万，女性年收入4万，基本是大学毕业；
- 工人阶层（蓝领）占40-45%——平均男性年收入4万，女性年收入2.6万，大多是中学毕业；
- 贫穷阶层占12%——生活在贫困线以下，平均家庭年收入1.8万，一些是中学毕业。

按照个人或家庭收入高低所形成的社会阶层来看，明显得出个人受教育程度与之关系密切，2005年美国全體家庭的年收入中位數為46,326美元，而18%的家庭收數超過10万美元，而個人年收入的中位數則為32,140美元（僅計算25歲以上的個人）。擁有較罕見的工作技巧或從事社會上普遍認為較為重要工作的人，也是較高社會地位的人，他們通常有較高的個人收入：具有专业与博士学位的人的收入是美国收入前15%的主要组成部分，前15%的收入者平均賺取62,500美元以上；而具有大学学士学位的人的收入居于中产行列，大多属于是中产阶层。

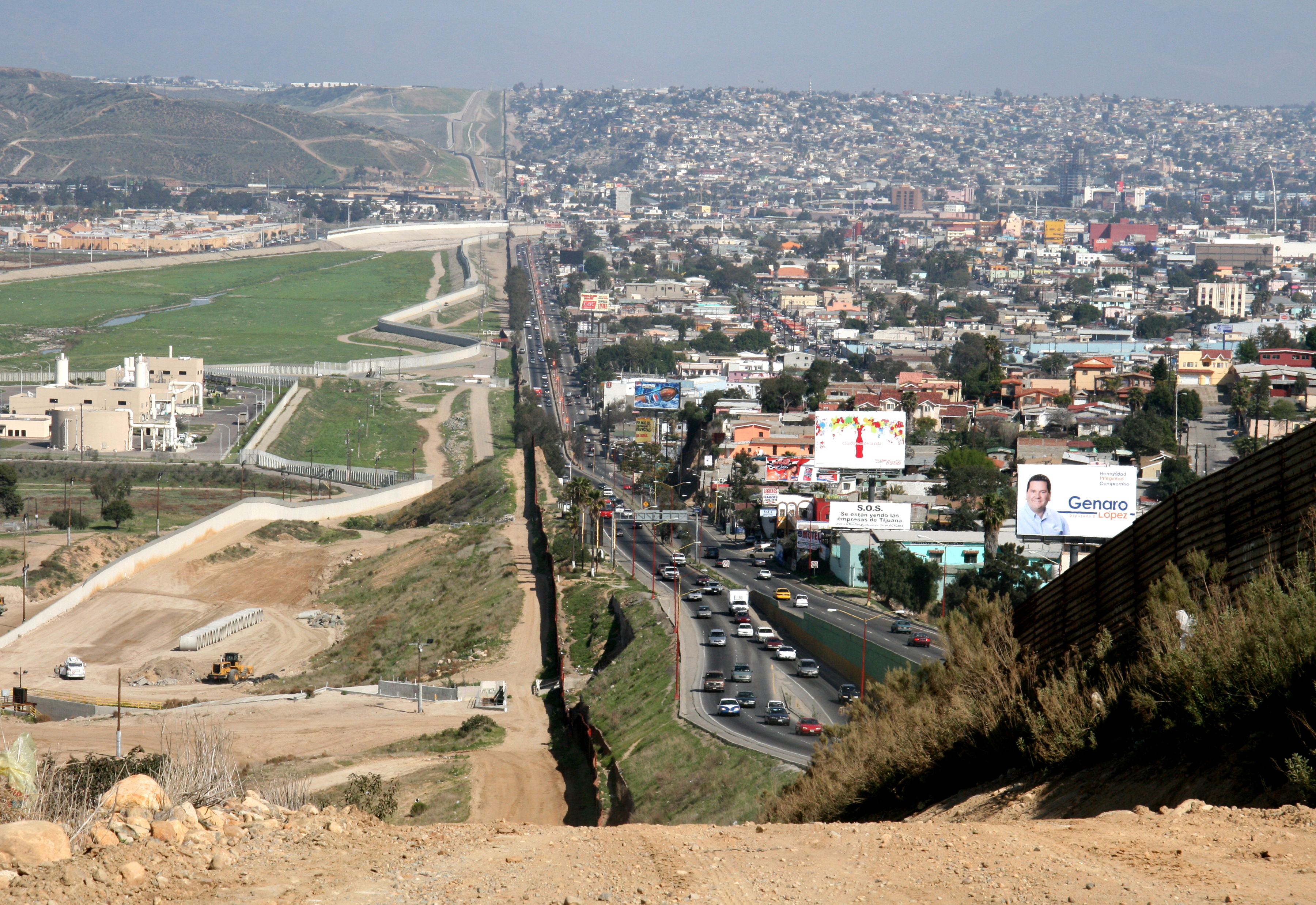
墨西哥-美国边界墙，两边分别是美国圣迭戈（左）和墨西哥蒂华纳（右）

### 移民
2022年，美国有8,770万移民和移民在美国出生的子女，占美国总人口的近27%，为世界上最多的移民的国家。2017年，在美国的境外出生人口中，约45%（2,070万）是已入美国国籍的公民，27%（1,230万）是合法永久居民，6%（220万）是临时合法居民，23%（1,050万）是未经授权的移民。 2019年，移民的主要来源国是墨西哥（占移民的24%）、印度（6%）、中国（5%）、菲律宾（4.5%）和萨尔瓦多（3%）。 几十年来，美国接纳的难民比世界其他地区的总和还要多。

### 医疗卫生

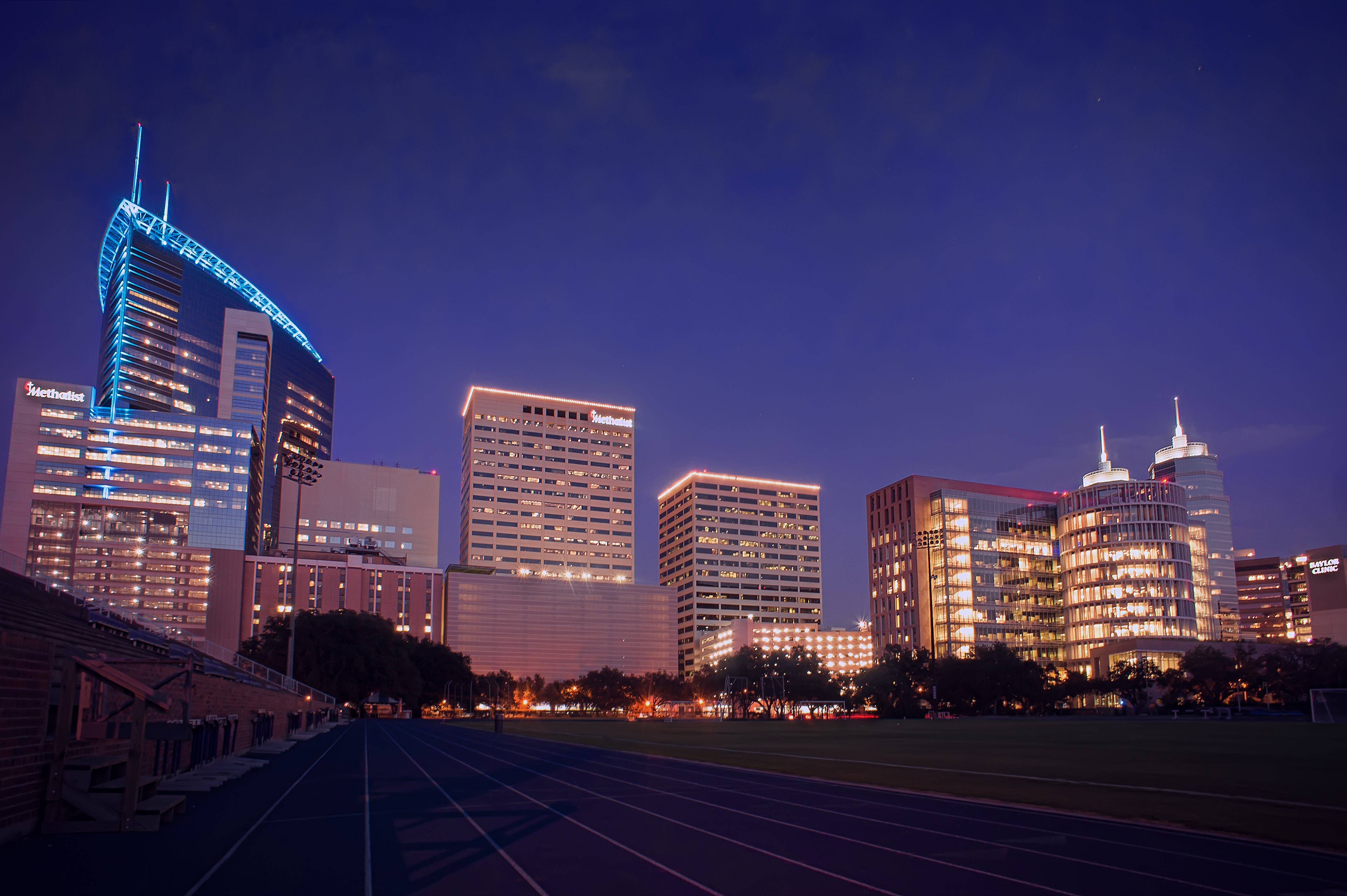
休斯顿的德克萨斯医疗中心是世界上最大的医疗综合体

根据世界卫生组织1997年的医疗系统总体表现排名，美国在世卫组织会员国中名列第15位。以占国民总产值比例和人均花费指标衡量，美国在健康方面的花费（私人和公共花费共计）远超其他国家。然而，如此高的支出并未提供水准相应的公共健康保障。中央情报局世界概况的资料表明，美国与其他西方工业化国家相比，婴儿死亡率较高，国民平均壽命略低於瑞典和法国等国。美国医生的平均工资是世界最高的。但肥胖症仍是公共卫生难题，估计造成的年度医疗开支达数百亿美元。在統計上美國中低收入者肥胖比率偏高。
与其他西方国家不同，美国保健制度不是完全公费，而是公私共同支付，美國並無全民健保，美國總統柯林頓任內其妻希拉里曾花費許多心力想建立全民健保，讓美國人人有醫療保險，然而卻被國會與利益團體否決掉。据2004年资料，个人健康花费中私营保险业支付占36%，个人占15%，联邦、州和地方政府占44%。在2005年，4120万居民（美国总人口的14.2%）至少在该年度的某一段时间没有医疗保险；不过其中三分之一家庭收入超过5万美元，而这类人口又有一半人收入超过7.5万美元。另外，够资格加入公费医疗保险的人有三分之一未加入。医疗保险在美国传统上属于雇员福利。同时，无论病人是否有能力支付费用，医院必须提供急诊服务，然而急診之後醫院可趕走付不出錢的病人。在美国，医药费是导致个人破产的最大因素。美国在医疗研究投入了巨额资金，大多数为私人投资。据2000年统计，私营非盈利机构投入占7%，私营企业占57%，税金支持的国立卫生研究院占36%。

### 教育

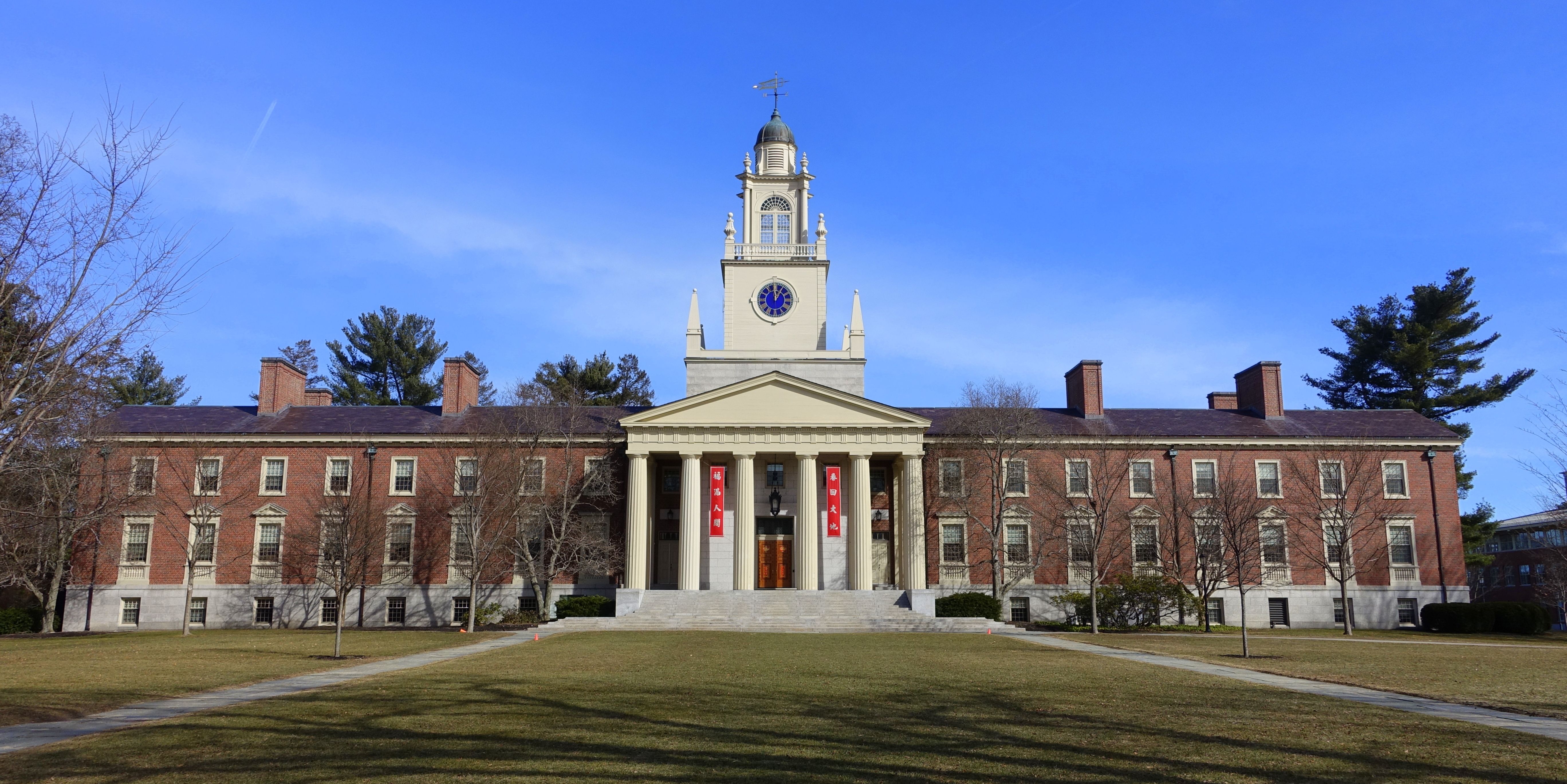
菲利普斯学院是全美最优秀的私立高中之一

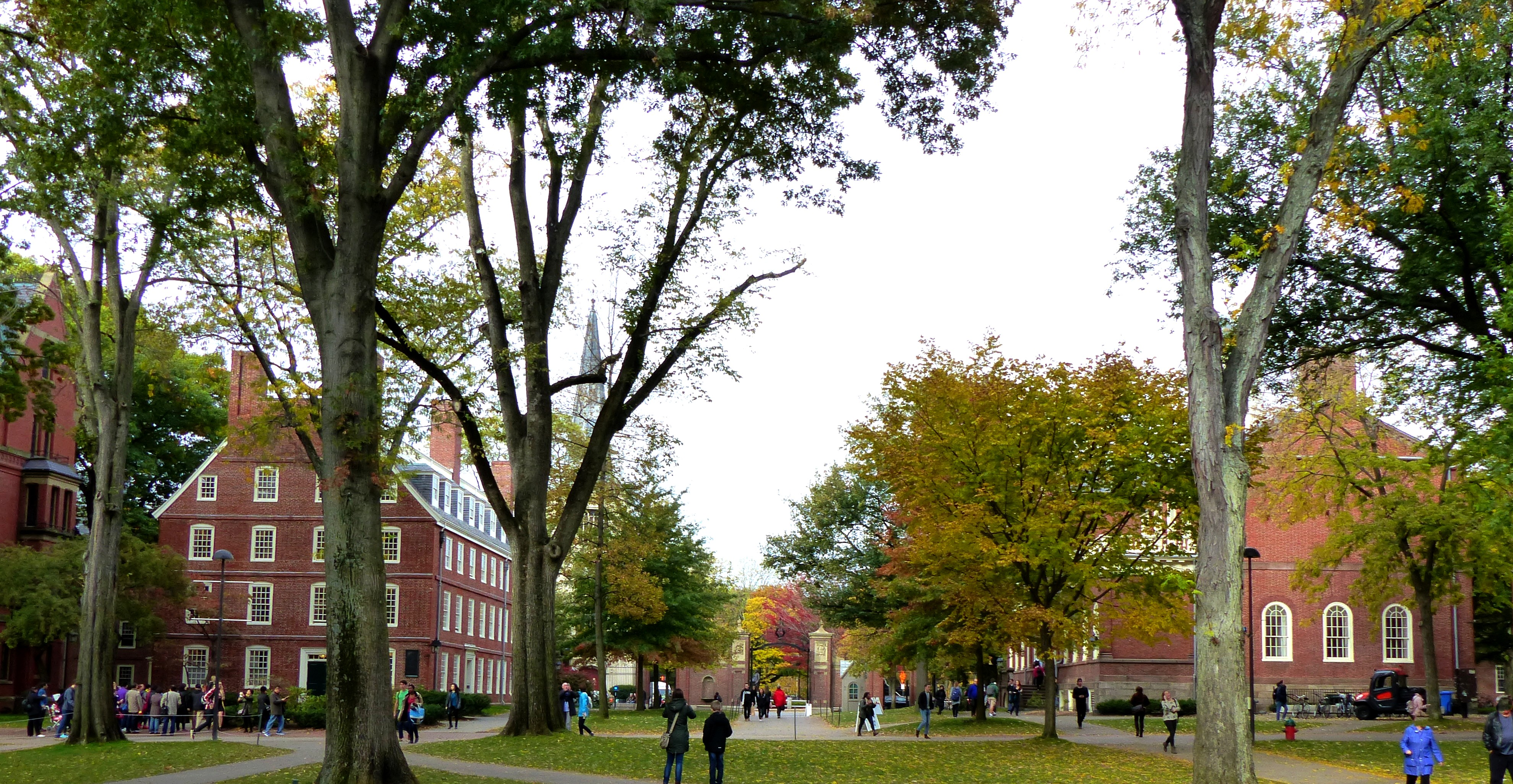
哈佛大学的校园

麻省理工学院标志性建筑大圆顶

在美国，教育管理是州或地方政府的责任，而非联邦政府。不过，联邦政府教育部可以通过控制教育基金来施加一定程度的影响。学生有法定义务在公立学校接受从小学到12年级的教育；即小学五年、初中三年，高中四年，分公立、私立两种，大部分是公立学校，实行免费义务教育制。另外，中小学校一般免费或半费供应午餐，学生由校车定点接送。通常，18岁才可以毕业，但是许多州允许16岁以上的学生离校。除了上公立学校，家长也可以选择在家教育孩子，或送他们去教会或私立学校。高中毕业后，学生们可以选择上公立或私立大学。公立大学从联邦或州政府接受经费，也接受其他途径的资金，但大多數的學生在畢業後仍需償還學生貸款。私立大学的学费通常比公立大學還高。許多學生會在进入大學和學院前進入職場或軍隊以賺取學費，美軍和許多私人企業也會補貼職員的高等教育學費。
美国有很多大学。从360多年前移民美国清教徒于1636年9月创建了全美的第一所大学——哈佛大学后，美国的高等教育继承了欧洲古老大学如英国的剑桥大学及牛津大学的传统。发展到今天已有2600多所颁发学士、硕士和博士学位的四年制大学。而两年制的社区学院则多达3400所。
2009年联合国开发计划署的人类发展指数中的教育指数將美國的教育水準列為世界第21。目前有7660萬的美國人正在接受教育（從幼稚園直到大學都包括在內）。美国的许多高等院校也非常有竞争力，無論是公立或私立的。全美保守估計有約3400所大學。著名高校包括常春藤盟校成員，另也有史丹福大學，芝加哥大学及麻省理工學院等等，為全球最重要的教育樞紐，每年吸引不少來自世界各地的留學生慕名前來升學。

### 治安

发达国家之間的兇殺案發生率排名，美國在這方面遠超過歐盟與許多西歐地區的國家

治安主要由当地警察局和治安部门警长负责，州警提供边境服务。联邦部门如联邦调查局和美国法警具有各自的职责范围。联邦和州法采用普通法审理案件。州法院审理大多数犯罪案件，联邦法院审理特定的罪案和受理上诉案。
在发达国家行列中，美国的暴力犯罪尤其是使用枪支实施暴力和凶杀的犯罪率一直都高于其他发达国家。2007年平均每10万人有5.6名凶手，这一数据是邻国加拿大的三倍。美国的凶杀率于1991年到1999年增长了42%，目前形势大体稳定。因此枪支拥有权也成为美国政治辩论中的一大话题。
美国拥有全球最高记录的监禁率和最多的囚犯数。2008年初有超过230万人处于监禁中，几乎每100名成年人就有超过1人被关押。目前的监禁率是1980年的七倍。非裔美国男性的在押率是白人男性的六倍、以及西班牙和葡萄牙裔男性的三倍。2006年美国的关押率是波兰的三倍，也是经济合作与发展组织中最高的国家。这一现象主要归因于美国联邦的司法判决指导方针和针对毒品犯罪的政策，比如很大一部分人是因为涉及金额很小的毒品交易而入狱。
虽然大多数国家已经废除了死刑，不过目前美国联邦政府针对一些特定犯罪保留死刑，以及有34个州还保留着该制度。自1976年美国最高法院恢复实施死刑以来（之前暂停了四年），到目前已有1000多名罪犯接受了死刑。2006年，美国实施死刑的数量居全球第六，位列中国、伊朗、巴基斯坦、伊拉克和苏丹之后。2007年新泽西州成为1976年以来第一个废除死刑的州，此后新墨西哥州于2009年以及伊利诺伊州于2011年也相继废除了死刑。

### 人权
美国人权包含一系列受宪法、宪法修正案、州宪法、国际法、联邦州份法案保障的言论自由、出版自由、宗教自由、不受无证件的搜查和扣押等权利；除法律保障外，美国人权更受公民倡议和公民投票保障。根据第一修正案，美国被认为是对言论自由保护最强的国家，该修正案将亵渎国旗、仇恨言论、亵渎神明和亵渎君主作为受保护的言论形式。美国具有较高程度的新闻自由，在2017年新闻自由报告中美国的新闻自由级别为“自由”。
美国政府自1940年代以来一直批评数个国家和地区的人权状况，其人权也常受到一些政党、组织和人士的指责，包括种族歧视、枪支暴力、警察暴力等问题。联合国人权委员会等人权机构称，美国对穷人进行严酷的政策压迫。2006年德国之声在评论2005年美国发布的《国别人权报告》时认为，尽管美国媒体享受充分的自由使得美国政府的行为受到监督，但是这个监督机制并不能完全杜绝践踏人权的现象：由于关塔那摩湾拘押中心虐囚事件和美军在伊拉克的种种行为，美国在人权问题上的公信力正在不断下降。俄罗斯政府认为美国在人权问题上对盟国和敌对国实行明显的双重标准，人权已经成为美国干涉其他国家的政治工具。美國于2018年6月9日以“聯合國人權理事會並未能有效捍衛人權”為由退出聯合國人權理事會。

## 文化
美國文化根植于英屬殖民地時期，隨著當地環境發展出獨立而獨特的文化，包括西班牙和墨西哥的牛仔文化、南北美洲的印第安人原住民文化和後來的數波殖民潮的強烈影響，包括歐洲、非洲和亞洲。總體上説，美國文化最顯著的影響來自西歐，特別是德意志、英格蘭和愛爾蘭，原為奴隸的非裔美國人也保存了一些自西非帶來的文化。美国的文化融合被描述为一个“大熔炉”或“沙拉碗”，移民帶來自己的文化貢獻，保持一些自己獨立的文化特徵，成為美國文化的一部分
20世紀之前的美國文化從模仿歐洲（尤其是英國）逐漸發展到擁有自己的特色，二戰後隨美國經濟軍事政治實力的飛躍，它的文化對全世界、特別是歐洲產生了重大的影響。時至今日，美國流行音樂響徹全球，美國電影和電視則在全球播放。
美国文化具有很强的保守主义色彩。在西方国家中，美国是最保守的国家之一，与爱尔兰和波兰等高度保守的天主教国家并列。根据英格尔哈特—韦尔策尔世界文化地图，塞雷娜·西莫尼（英語：Serena Simoni）得出结论称，在世俗主义—传统主义维度上，美国的排名远远低于其他富裕社会，其宗教信仰水平与一些发展中国家相当。

### 文學

欧内斯特·海明威在写作

在最早的殖民時期，美國文學主要的題材是讚揚新大陸替殖民者和歐洲母國所帶來的利益。美国革命时期，本杰明·富兰克林、托马斯·潘恩等的政治著作有重要影響，催生了新國家的獨立意識。其中起草了《獨立宣言》托马斯·杰斐逊的被認為是美國早期最具天份的作家之一。

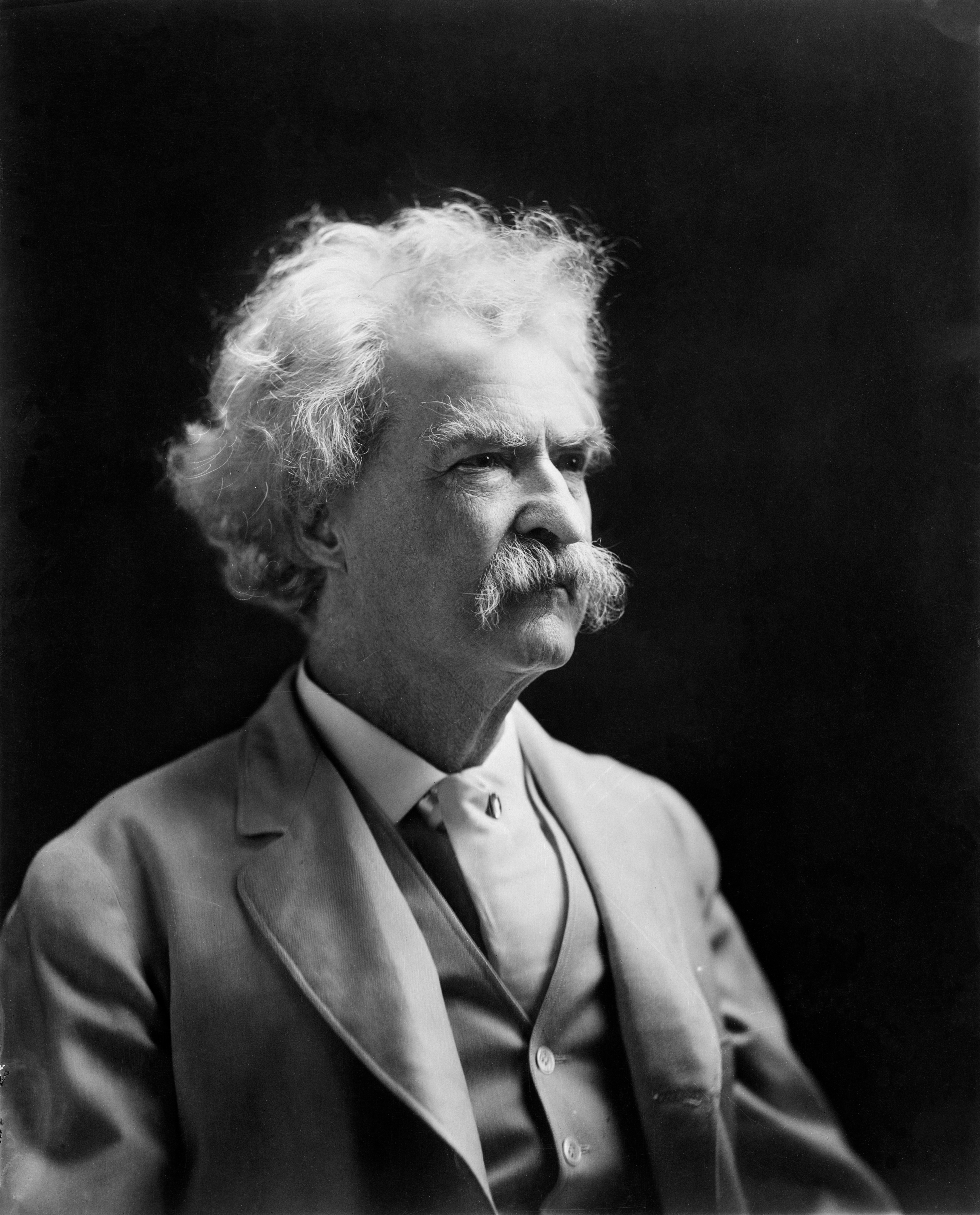
馬克·吐温被称为「美国文学之父」

1812年戰争后，人们越来越渴望创造一种独特的美国文学，更多新式且具有美国特色的作家开始嶄露頭角。如爱伦·坡将美国诗歌和短篇小说引入新的方向；《瓦尔登湖》作者亨利·大卫·梭罗发展了超验主义；哈丽特·比彻·斯托围绕奴隶制的冲突写下了《汤姆叔叔的小屋》；纳撒尼尔·霍桑的《红字》和赫尔曼·梅尔维尔的《白鯨記》探讨了美国历史的阴暗面。19世纪末，随着工业化的进展，现实主义兴起，其中以文风朴实幽默的马克·吐温最为著名，其杰作有《汤姆·索亚历险记》和《密西西比河上的生活》等。
進入20世紀，美國现代主义文學的发展得更加多元：海明威表达了人們對第一次世界大戰的厭惡；菲茨杰拉德捕捉了20年代经济大萧条前美国人的迷梦，其代表作《了不起的盖茨比》对美国梦进行了批判。哈莱姆文艺复兴时期，黑人文學也不断兴起。
二战后，后现代主义文学发展起来，包括意识流和超现实主义等。其中“垮掉的一代”作为新的文学流派反对世俗陈规，寻求自由、毒品、酒精和性解放带来的刺激和快感。这一时期其他受欢迎的作品有J.D.塞林格的《麦田里的守望者》和哈珀·李的《杀死一只知更鸟》。20世纪末至21世纪初，移民、种族和LGBT（性少数群体）作家的作品越来越受到大众和学术界的接受，文学不断多样化，其特征则更倾向于魔幻现实主义和实验文学。

### 大众媒体

全国广播公司（NBC）的标志

美国是个新闻自由较高的国家，这源于美国宪法对公民自由的严格保护。加之经济的高度发达和激烈的市场竞争，使得美国成为世界上传播媒介系统最发达的国家。美国媒体涵盖了所有主要的形式，包括电视、广播、报纸、杂志和互联网。大多数媒体都属于商业化的私有媒体公司，他们依靠广告、订阅以及出售版权盈利。
美国三大传媒公司为时代华纳（拥有有线电视新闻网、家庭影院频道、时代周刊和华纳兄弟电视网等品牌）、新闻集团（拥有福克斯廣播公司、華爾街日報和紐約郵報）和迪士尼（拥有美国广播公司）。

#### 电视

《纽约时报》标题

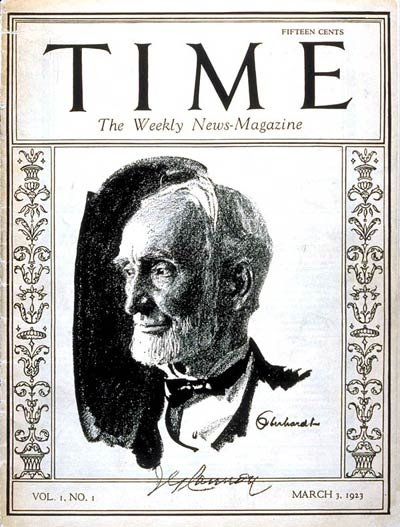
1923年3月2日《时代》創刊封面

全美的地方电视台有几千家，其中绝大多数分别从属于七大私营全国无线电视网：传统的三大电视网——全国广播公司（NBC）、美国广播公司（ABC）和哥伦比亚广播公司（CBS），以及近些年迅速崛起的四大电视网——福斯廣播公司、联合派拉蒙电视网（UPN）、华纳兄弟电视网（WB）和帕克斯电视网（PAX）。除上述无线电视网之外，美国还有很多有线电视频道，其中全球第一个设置全天24小时新闻频道的有线电视新闻网（CNN）实力最为雄厚

#### 报纸
绝大多数美国的报纸都是私营的，广告收入是主要经济来源。影响力最大的是《纽约时报》，该报被誉为“美国社会的忠实记录”，其新闻报道的视角遍及全国各个方面，深受学者和专家们的喜爱。以商业、金融报道为主的《华尔街日报》和西部的《洛杉矶时报》的影响力也很大，但两者在新闻界的地位不及《纽约时报》。《今日美国》虽然有逾百万销量，但只关注娱乐、体育等领域的话题，缺乏主流媒体应有的严肃性，其影响力远不及上面三大报。这四种报是美国发行量最大的报纸，它们都在全美大多数城市发行。

#### 杂志
美国的杂志业非常发达，杂志的类型和内容非常丰富，主要杂志在美国任何一座大城市的报摊上都可以买到。绝大多数杂志社都隶属于某个大型媒体公司旗下。
美国三大主流新闻类周刊：
- 《時代》：1923年创办，現今共有四種版本，分为美國版、歐洲版、亞洲版、南太平洋版。是當代国际最具代表性與影響力的刊物。
- 《新闻周刊》：1933年首发，多国发行，发行量仅次于《时代》。
- 《美国新闻与世界报道》：1948年由《美国新闻》和《世界报道》合并而成。

### 音樂

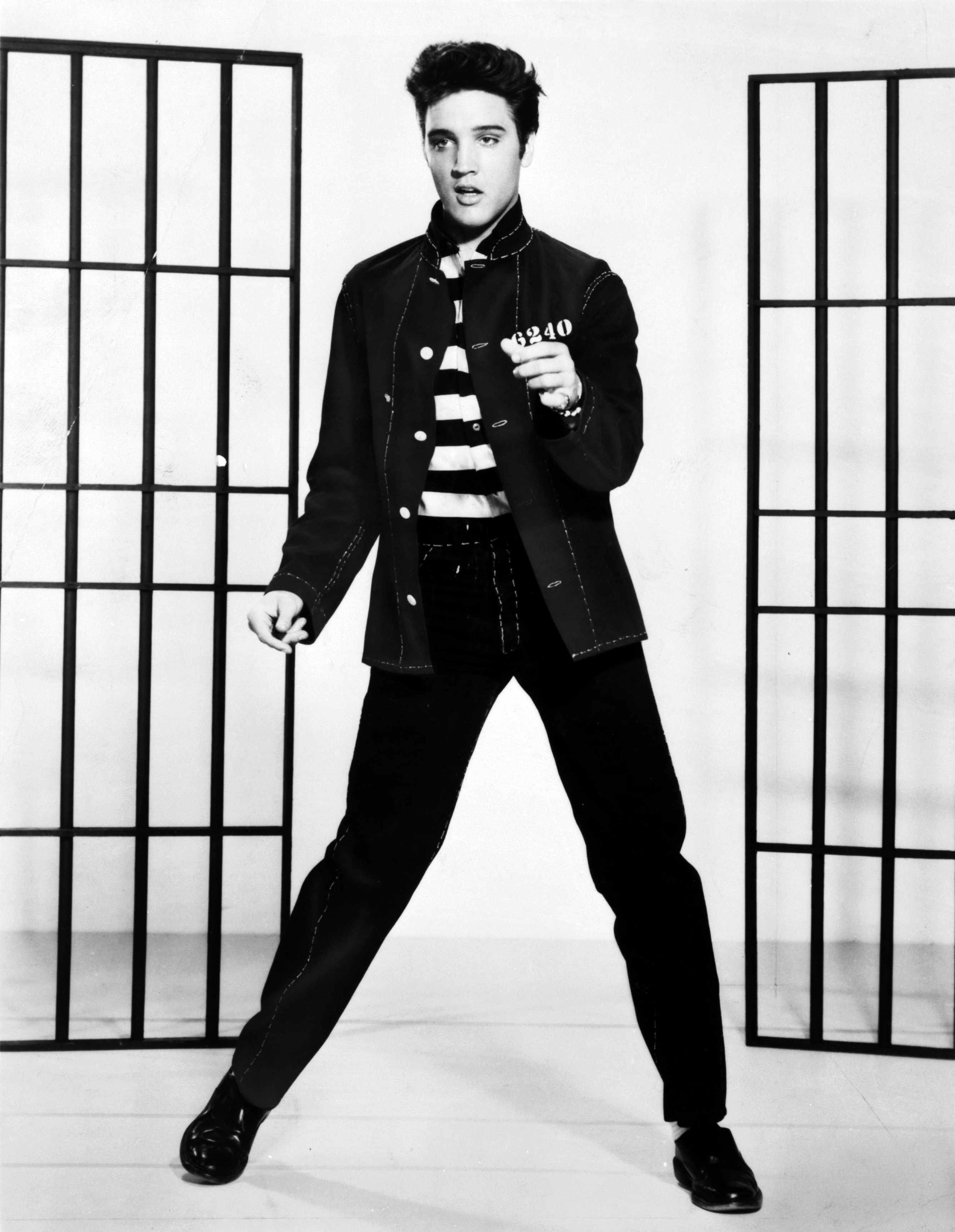
「貓王」埃爾維斯·普雷斯利是世界現代搖滾樂的开创者

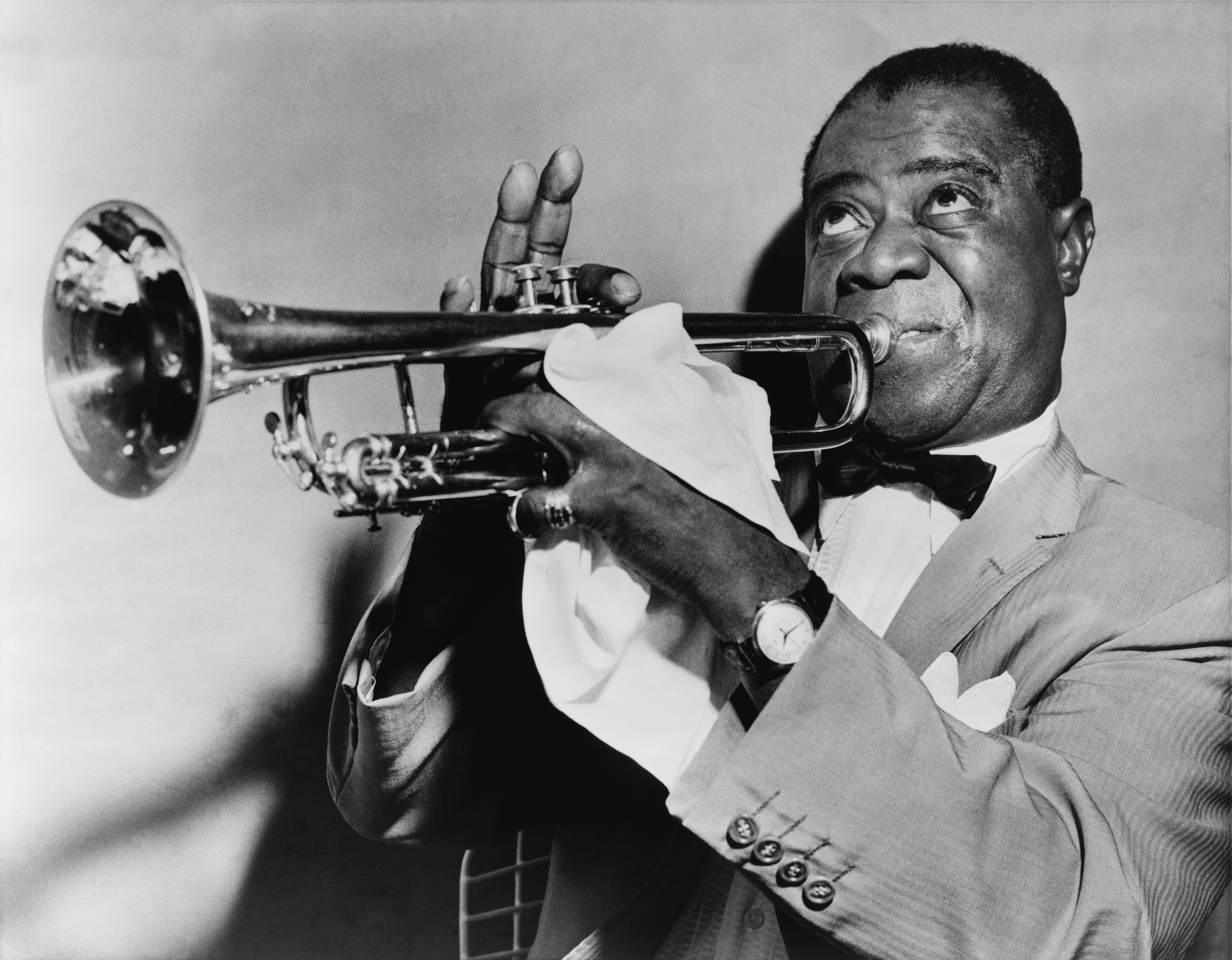
路易斯·阿姆斯特朗是美國爵士乐的代表人物

美國音樂的種類和風格之多，正反映出美國的文化沙拉盤的特色。搖滾樂、節奏布魯斯、爵士樂、嘻哈和鄉村音樂等世界聞名的音樂類型都是源自美國。在20世紀初，從美國灌錄、複製的唱片流行音樂逐漸傳播至全世界，一些美國的流行音樂幾乎在世界各地都能聽到。至今，互聯網傳媒時代以及網路音樂平台的普及更進一步推動了美國流行音樂的全球化發展。
美國音樂的歷史可以追溯至早期美國原住民的傳統宗教音樂，隨著大量歐洲國家移民的到來，替美國音樂增添了基督教合唱、音樂樂譜的色彩。之後的每波移民潮都帶來了不同地區、不同文化和特色的音樂。大量的非裔美國人也帶來了具有非洲特色的傳統音樂，19世紀後期開始浮現的美國流行音樂很大一部分都是源自這些非裔美國人的布魯斯，以及1920年代開始發展的福音音樂。非裔美國人音樂成為了美國流行音樂的根基，混合了歐洲與土著的音樂成分。美國也有大量的民間音樂以及來自烏克蘭、愛爾蘭、蘇格蘭、波蘭、墨西哥和猶太人等移民的音樂。許多美國城市和鄉鎮也都發展出獨立的地區音樂。底特律、紐約、芝加哥、洛杉磯等大城市以及數不盡的小城市都發展出自己的音樂風格。

### 影視

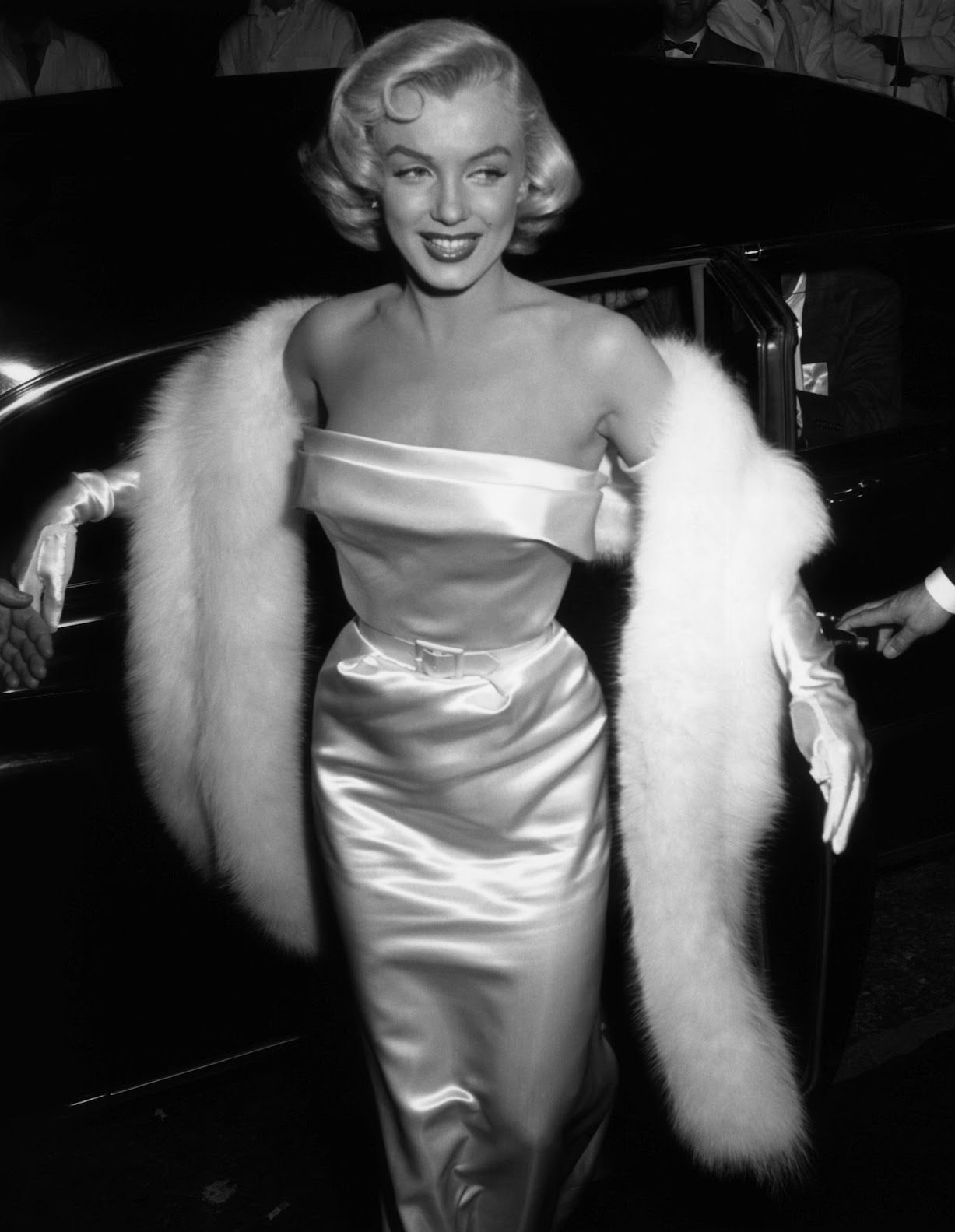
美國女星瑪麗蓮·夢露曾红遍全球，被喻為美國的性感的象徵

電影誕生發源自美國。英國出生的美國攝影師埃德沃德·迈布里奇拍下了人類史上第一部電影奔跑的馬匹。自從那時開始，美國的電影產業便開始高速發展，加利福尼亞州的好萊塢成為電影發展的重鎮，絕大多數電影技術的創新和發展都是源於此處，好萊塢電影也成為美國文化的主要代表之一。在1920年代，美國每年平均產出高達800部正規電影，查理·卓別林的喜劇、依據小說《飄》改編的《亂世佳人》和《超人》等许多電影流傳至幾乎每個大陸和國家，成為家喻戶曉的美國象徵。這些電影的出口也使美國獲取了巨大的商業利潤，例如美国大片《泰坦尼克号》《魔戒三部曲：王者再臨》《加勒比海盜》《阿凡達》《變形金剛3》等都在世界各地收获了超过10亿美元以上的票房佳绩。

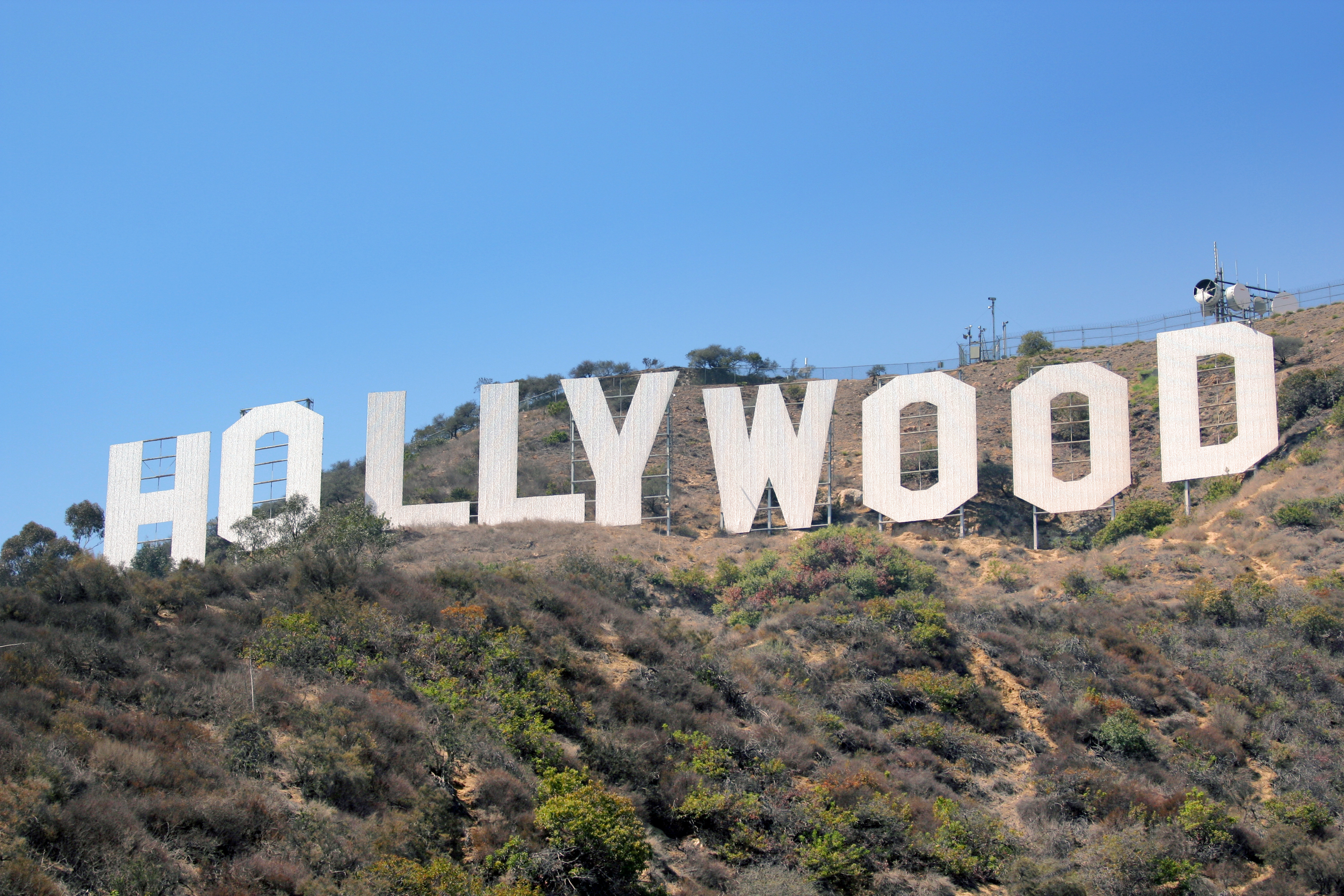
位于洛杉矶的Hollywood标志

美國也是世界上電視技術發展和普及最早的國家之一。在今天，美國有著數千家電視台，電視是美國人文化和生活的一部分，喜愛看電視也是大多數美國人的少數共同特徵之一。美國民眾透過電視得知國內外的新聞時事，觀看電影、比賽、卡通和肥皂劇。99%的美國家庭至少有一部電視機，絕大多數家庭還擁有兩部。

### 飲食

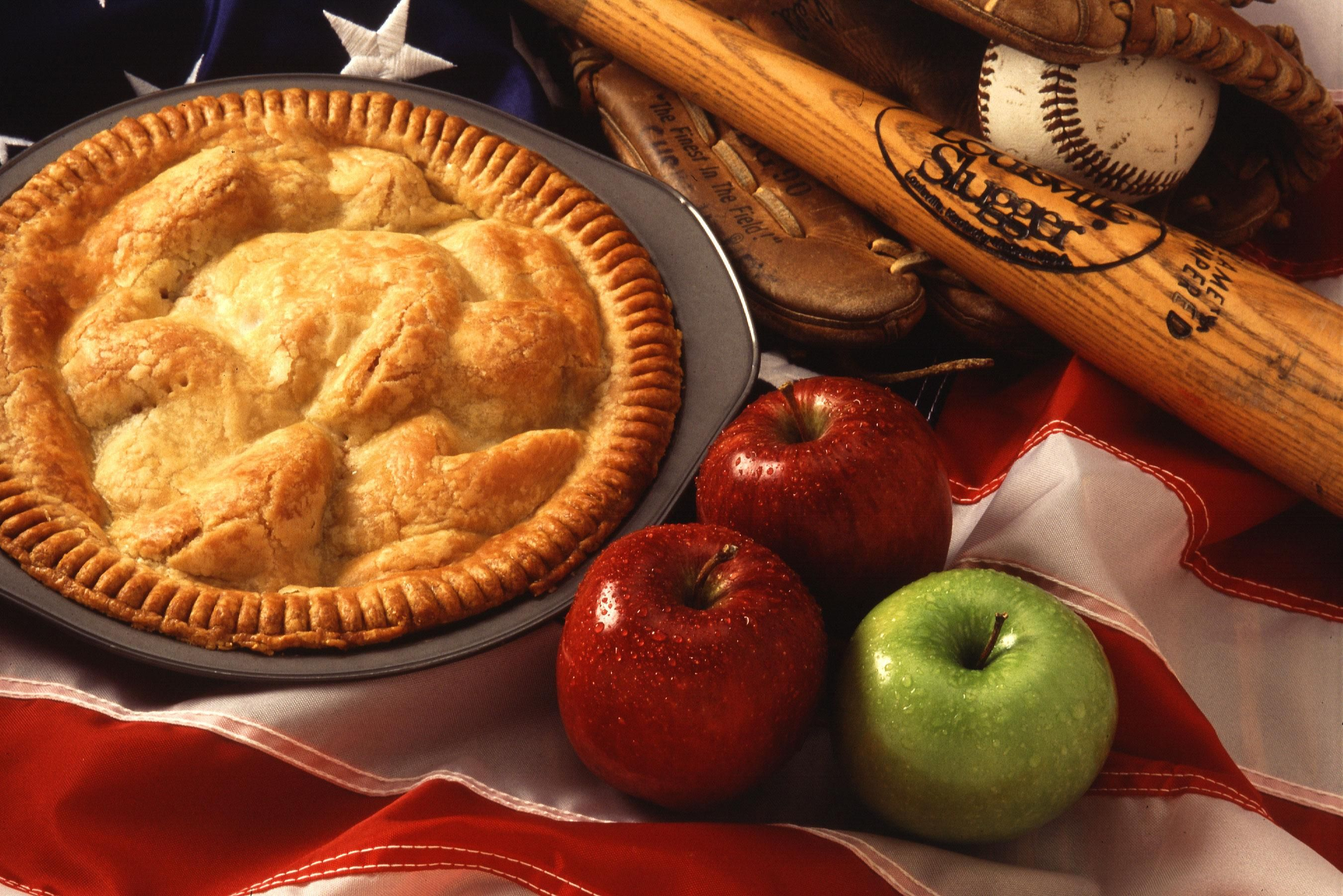
苹果派是美国的标志性甜点

美国飲食吸收了美國原住民的烹飪法和食材，例如火雞、马铃薯、玉米、南瓜，这些都成了美國文化不可或缺的一部分。而蘋果派、比萨饼、漢堡包原先都是來自或改良自歐洲，現在則是美國快餐文化的象徵。墨西哥捲和炸玉米餅（tacos）則源自墨西哥。由非裔美國人在身為奴隸時從非洲引入的「心靈食物（Soul food）」也成了大眾的家常菜之一。整体而言，由于大量摄入高热量食物，美国的饮食结构不太健康，国内肥胖问题非常严重。

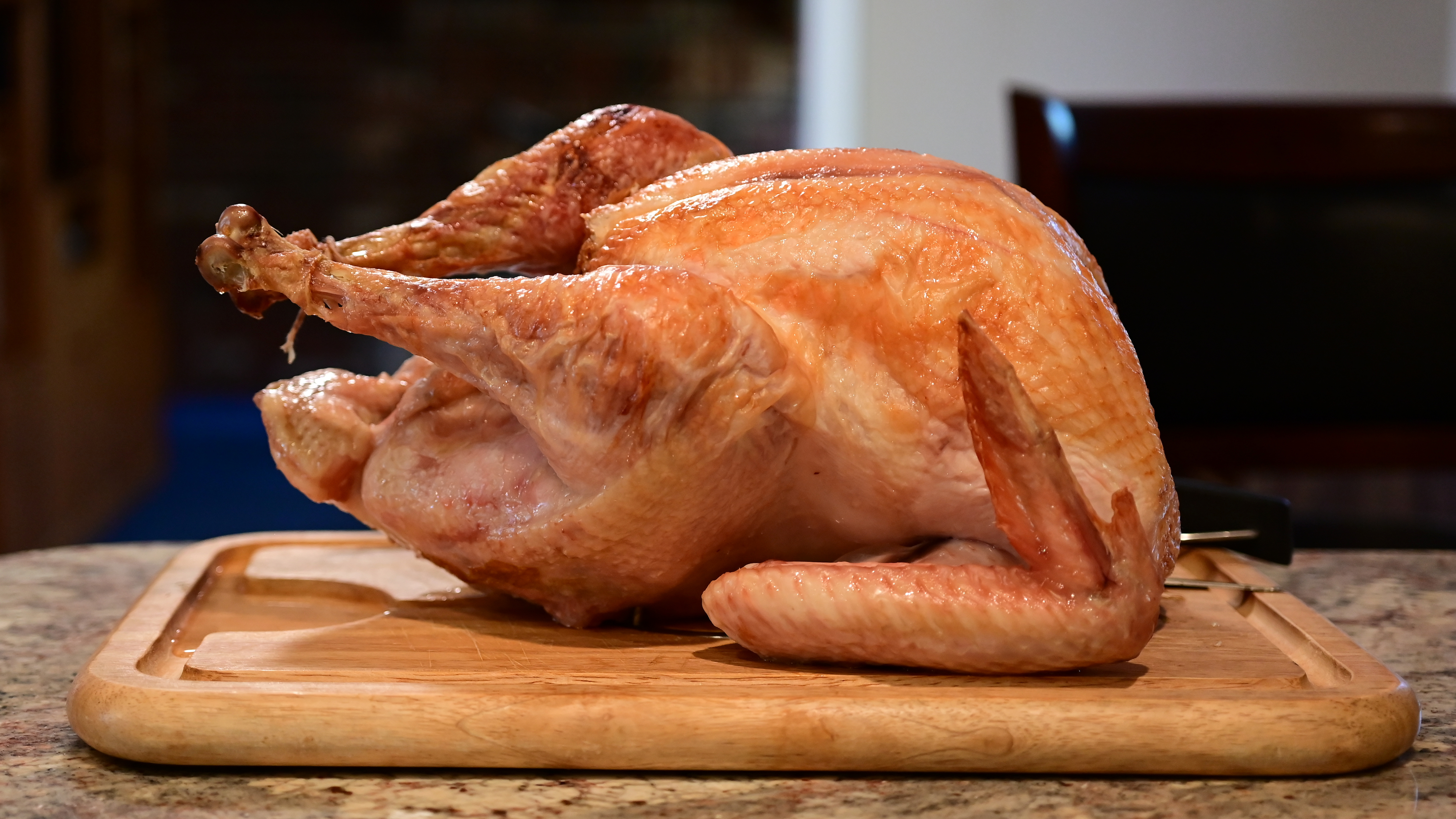
在美國，每逢感恩节，人們會吃火雞

美國人的飲食習慣常是一日三餐。早餐時間大約在早上7點到8點。早餐内容各地自有差別。一頓簡單的早飯，可能為果汁、牛奶、麥片、烤麵包以及咖啡等簡便食品。早餐通常在家裏用餐，不過也有時候借早餐的機會來討論業務等商業活動，稱為“工作早餐”。午餐的時間基本在中午12點至下午2點。因為時間短且人們離家不見得近，所以學生與上班族很少回家吃飯，而是從家裏帶餐點來，故相比較而言美國人的午餐是三餐中最簡單的，生蔬菜、三明治、漢堡或餡餅、熱狗等，再來一杯飲料。晚餐在傍晚6點至7點左右開始，一般都比較豐富，所以在美式英语中晚餐也有正餐、大餐的意思。在晚餐時一般都會先來一份果汁或是濃湯，然後再上主菜。常擺在餐桌上的主菜有牛排、豬排、烤牛腩、炸雞、炸蝦、火腿和烤羊排等。多數的美國人喜歡在享用完晚飯後再來一些甜食，比如蛋糕、冰淇淋和巧克力。在周末或假日，許多家庭只吃兩頓飯。他們把早飯和午飯合在一起吃叫做早午餐，由早餐和午餐相加而得。一般比較正式。有的家庭星期天不做飯，全家去餐馆用餐。在一些美国节日，美國家庭也時常舉行野餐和户外烤肉。

### 体育

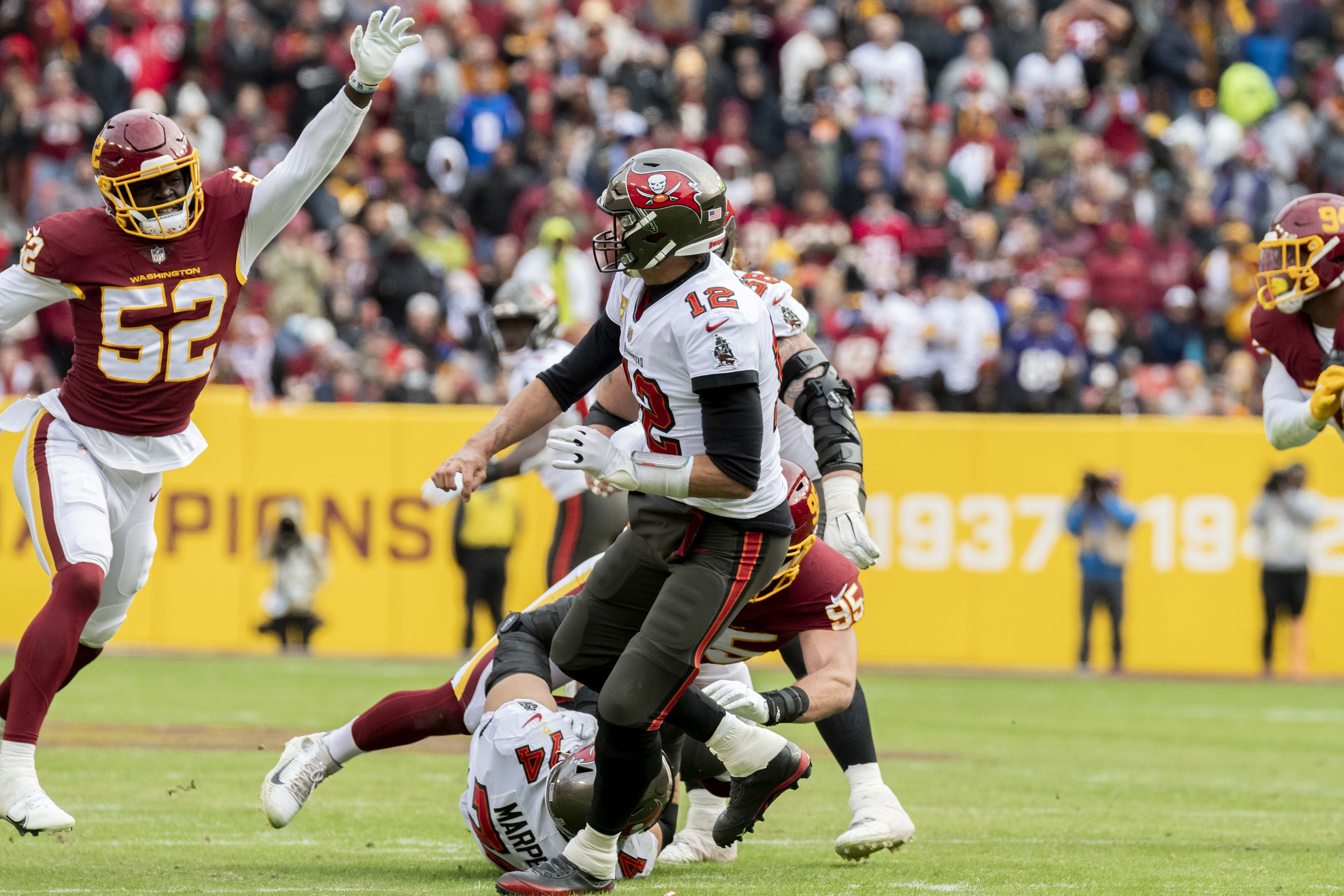
美式橄榄球是美国最受歡迎的体育運動，美国全国橄榄球联盟（NFL）居美国四大职业体育运动联盟之首

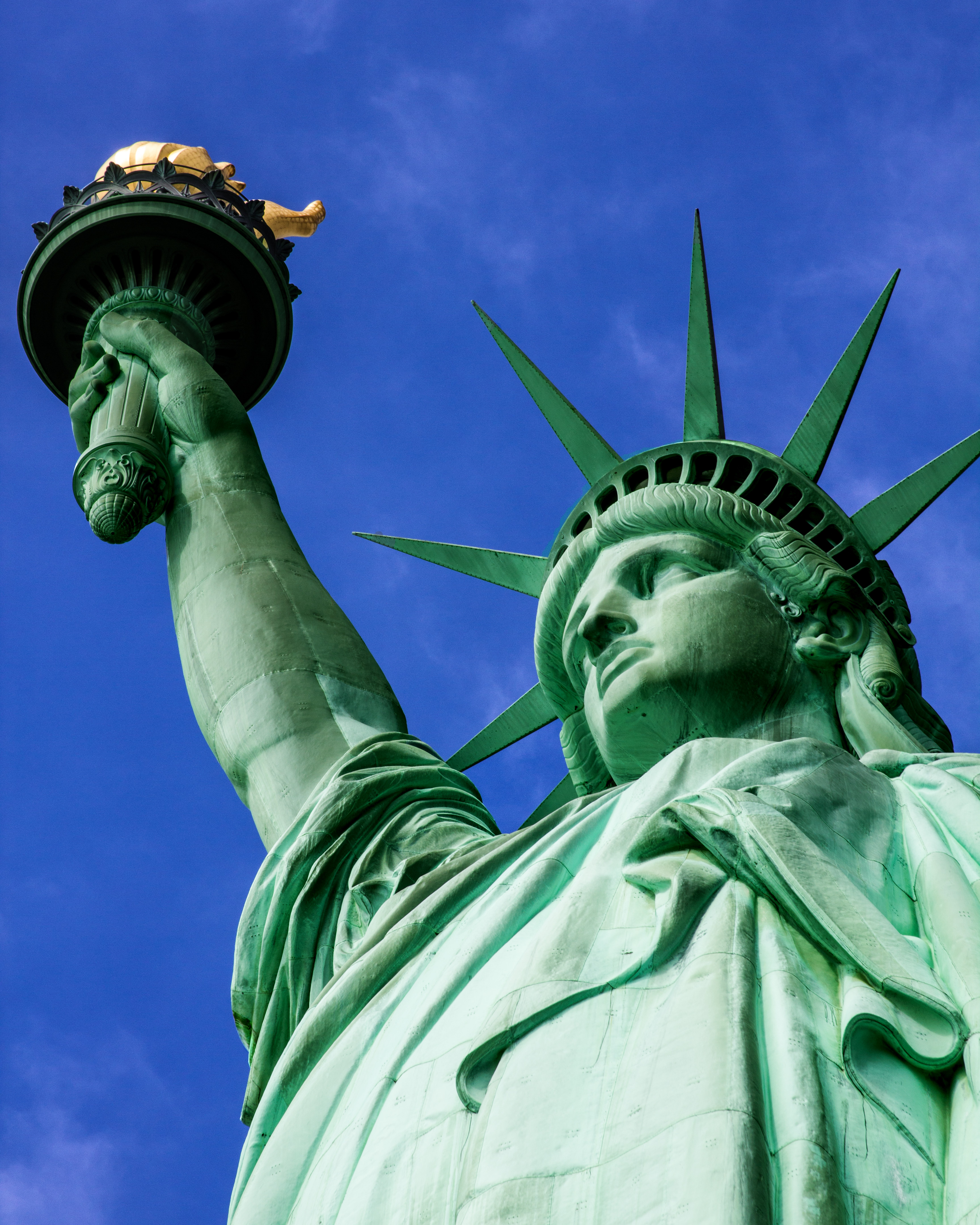
自由女神像（Liberty Enlightening the World）已成为美国梦的标志性象征

運動是美國全國性的休閒活動，其受歡迎的程度是其他休閒活動都無法相比的。職業運動在美國是商機極大的領域，選擇成為職業運動員的人也獲得極高的報酬。世界上收入最高的運動團隊和運動員絕大多數都是在美國。被稱為「四巨頭」的運動領域包括了棒球、美式、冰球和篮球。其他受歡迎的運動還包括賽車以及被視為美國最古老的運動、源自於美洲原住民的袋棍球。
美國四大职业体育运动联盟包括（NFL）、美国职业棒球大联盟（MLB）、国家篮球協會（NBA）和国家冰球联盟（NHL）等。
美國也是發展高爾夫球和网球等運動的主要國家。美國同時亦是西方國家裡拳擊和職業摔角的發展中心，比賽往往吸引大量群眾觀戰，同時也吸引各種運動賭博的活動，美國也產出了許多世界知名的拳擊冠軍。其他的格鬥運動，例如源自日本的空手道，在美國也相當受歡迎，並且經常進行比賽。

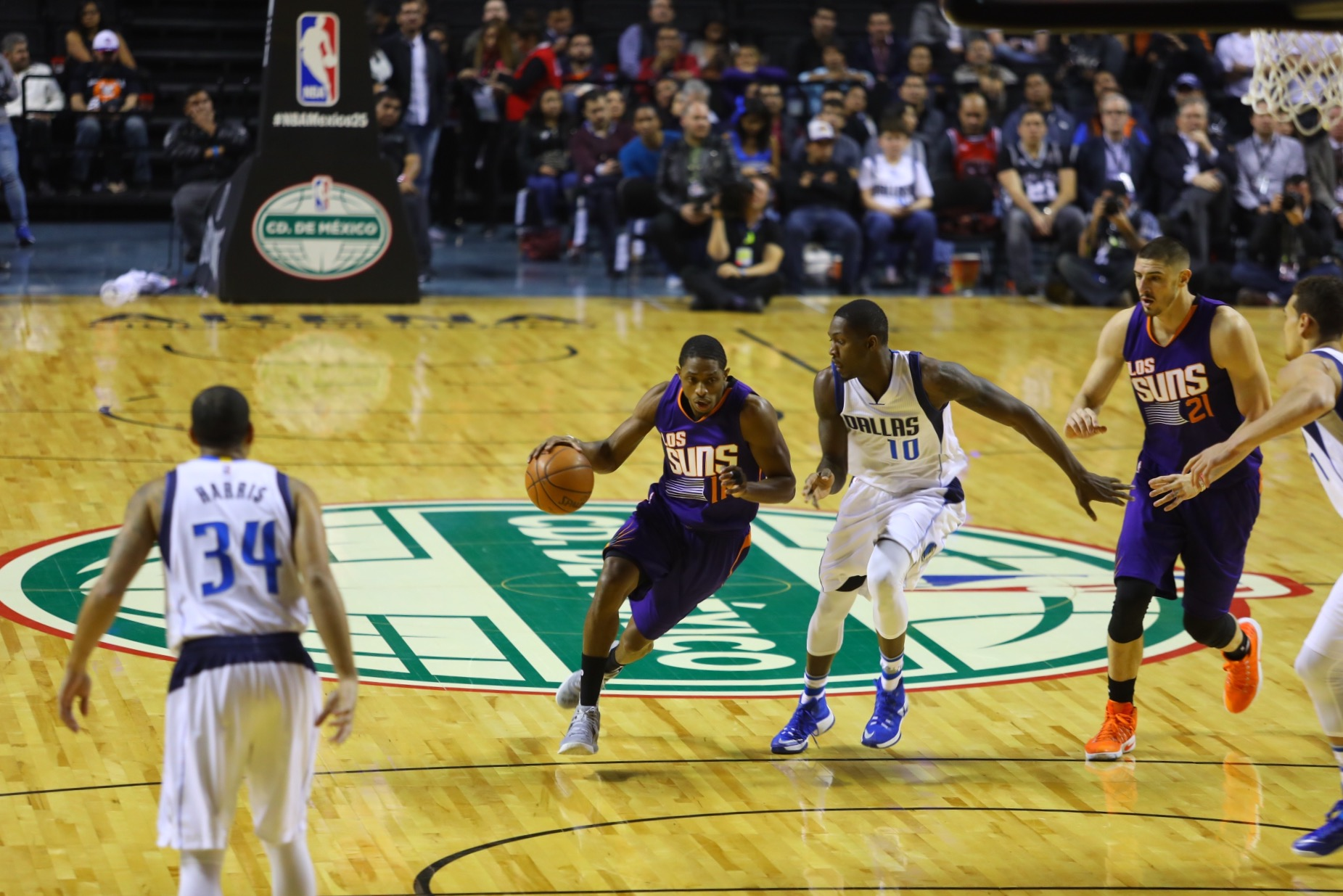
NBA是美国第一大职业篮球联赛

美國也有許多源自歐洲、並在美國廣泛發展的運動，例如賽馬。英式橄欖球也相當受到歡迎。其他的歐洲運動如馬球和板球雖然並不普及，但也有不少死忠的觀眾。
雖然英式足球是全球范围最受歡迎的運動，但足球在美國相較其他欧美及非洲國家而言普及度並不高，它是国内特别是拉丁美洲，英格兰裔，意大利裔以及西班牙裔社區最受歡迎的運動。然而進入2000年代后，越來越多的美國白人青少年選擇足球作為他們的首選運動，根據國務院國情諮詢局在2004年的一份調查，在美國有近1600萬人口經常選擇踢足球，而自1987年至2006年，足球亦是唯一一個參與人數取得淨增長的運動，越來越多的城市成立俱樂部加入到影響力日益擴大的MLS（美國職業足球聯盟）中；美國國家足球隊在近幾届世界盃足球賽中亦取得了不俗的戰績，在2002年韓日世界盃賽中打入八強，2010年南非世界盃賽中亦打進複賽。
大學體育運動在美國也相當普及，受歡迎程度幾乎與職業領域不相上下，尤其是在美式和籃球領域。許多大學和學院都培養了運動團隊，定期舉行校際間的競賽。大學和學院所培養的運動類型相當廣泛，從田径運動到水球都包含在內。同樣的，美國的高中也有各式各樣的體育活動，有時候這些校際間的比賽還會成為當地的頭條新聞，顯示了美國人民對於運動的喜愛和重視。

### 美國夢
美国梦（American Dream），是一種相信只要在美國經過努力不懈的奮鬥便能獲致更好生活的理想，亦即人們必須透過自己的工作勤奮、勇氣、創意和決心邁向繁榮，而非依賴於特定的社會階級和他人的援助。通常這代表了人們在經濟上的成功或是企業家的精神。許多歐洲移民都是抱持著美國夢的理想前往美國的。
但少数人批評美國夢過度強調了物質財富在衡量勝利和快樂上扮演的角色。因為與其他大多數國家不同的是，在美國擁有的經濟自由相當多，政府扮演的角色相當有限，這使得美國的社會流動性極大。從美國獨立直至19世紀末期，廣大的土地都無人居住和擁有，任何有心人都可以加以佔據並投資和開墾。而到了工業革命時期，美國龐大的自然資源和先進的工業技術則使得快速的社會流動成为可能。

### 节日
联邦法定假日如下：
| 日期                 | 节日名称           | 注明 |
| -------------------- | ------------------ | --- |
| 1月1日               | New Year           | 庆祝新年的到来 |
| 1月的第三個星期一    | 馬丁·路德·金紀念日 | 纪念民权运动领袖马丁·路德·金牧师的生日（1929年1月15日），1986年开始实施。 |
| 1月20日              | 就职日             | 总统和副总统的就职日，每四年才有一次，只有華府的联邦政府雇员，以及马里兰州和弗吉尼亚州的政府雇员才可放假。                                                                     |
| 2月的第三個星期一    | 總統節             | 紀念美國首任總統喬治华盛顿的生日（1732年2月22日），1879年国会确立。 |
| 5月的最後一個星期一  | 陣亡將士紀念日     | 原为纪念在南北战争中阵亡的士兵，后扩展到纪念所有因战争牺牲的美軍官兵，全國悼念時間於美東時間下午3時開始。一般为5月30日，在民間当天代表夏季正式開始。                           |
| 7月4日               | 獨立日（美國國慶） | 纪念美國于1776年7月4日发表《独立宣言》和建立国家 |
| 9月的第一個星期一    | 劳工节             | 向工作者表达敬意，纪念工人运动的成就。全国民众可以连续休息三天。 |
| 10月的第二個星期一   | 哥倫布日           | 纪念克里斯托弗·哥伦布於1492年10月12日由歐洲橫渡大西洋到达并发现美洲。 |
| 10月份的第四个星期一 | 退伍軍人節         | 向退伍军人表达敬意，纪念第一次世界大战于1918年11月11日上午11点正式停战。1968年，美国国会通过了“星期日假日法”，将退伍军人节改在每年10月的第四个星期一，以使人们可以度过三天周末 |
| 11月的第四個星期四   | 感恩节             | 庆祝秋季收获，并决定为感谢印第安人的真诚帮助，民众一般烹調火雞。 |
| 12月25日             | 耶诞节             | 庆祝耶稣诞生，全家共进丰盛的晚餐.按照传统习俗，圣诞节时，凡是女子站在榭寄生下面，任何人都可以去亲吻她.                                                                         |

其他传统与流行节日还有：
- 情人节：2月14日，贈送巧克力、贺卡和花等禮物給情人或心儀的人，以表达爱意或友好。
- 复活节：每年春分月圓之後第一個星期日，紀念耶穌於公元33年被釘死後第三天復活的事件。基督徒习惯用彩蛋做装饰，以復活蛋比喻「新生命的開始」来表达美好的祝福和希望。
- 愚人节：4月1日，习惯搞惡作劇。
- 万圣节前夜：10月31日，以穿化妝服和嚇人为主题。起源于不列颠凯尔特人的传统节日，被称为「死人之日」或「鬼节」。在万圣节前一天晚上庆祝，对美国大多数新教信徒来讲宗教意义不大。

### 人文景观

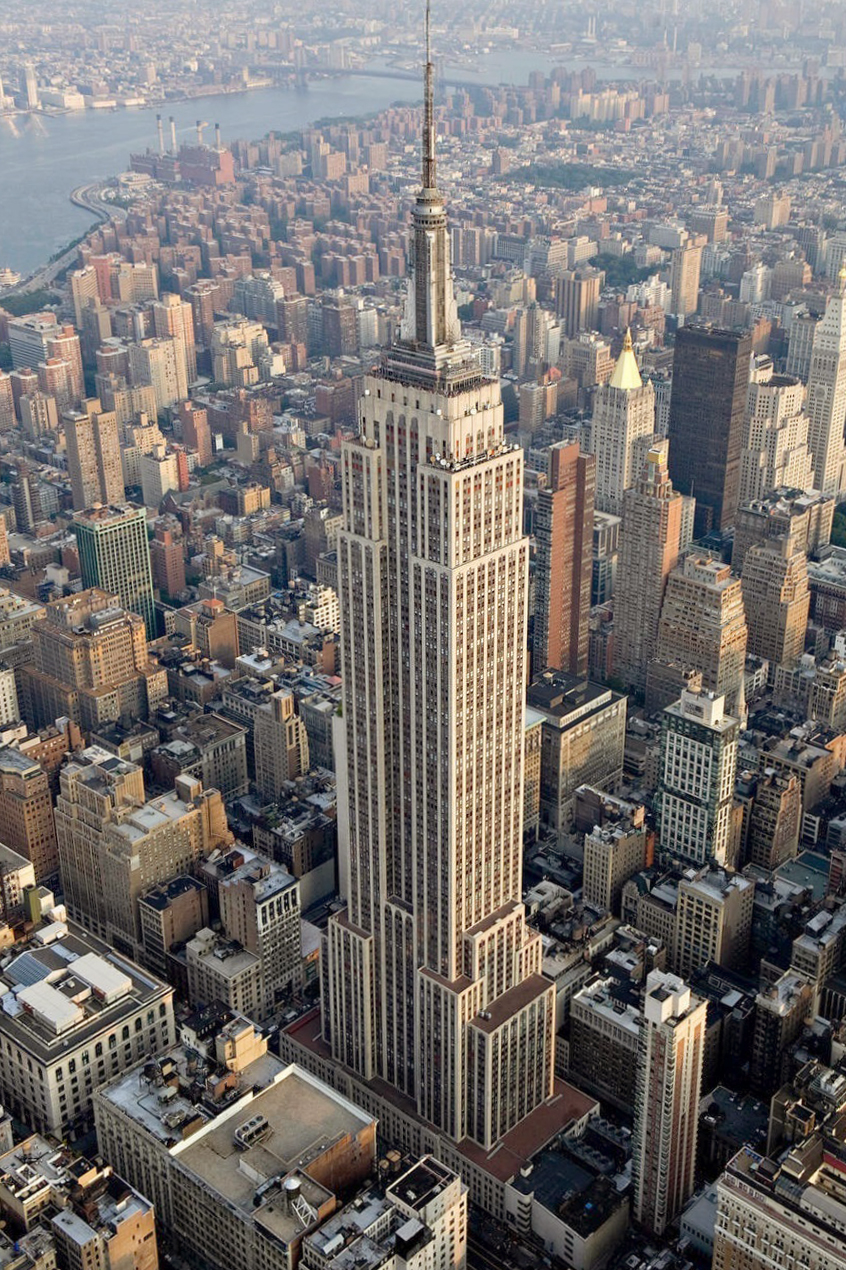
纽约帝国大厦
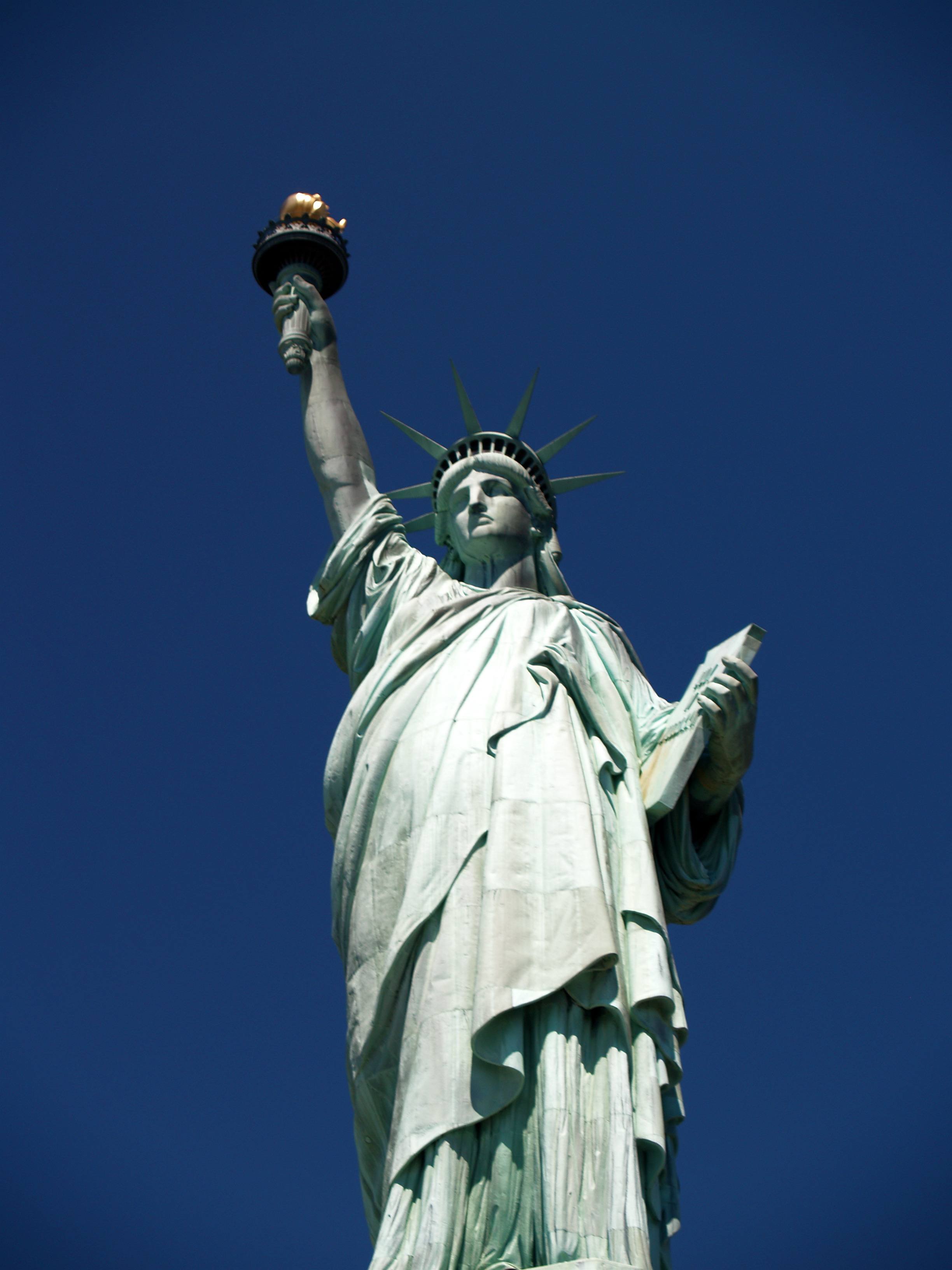
自由女神像
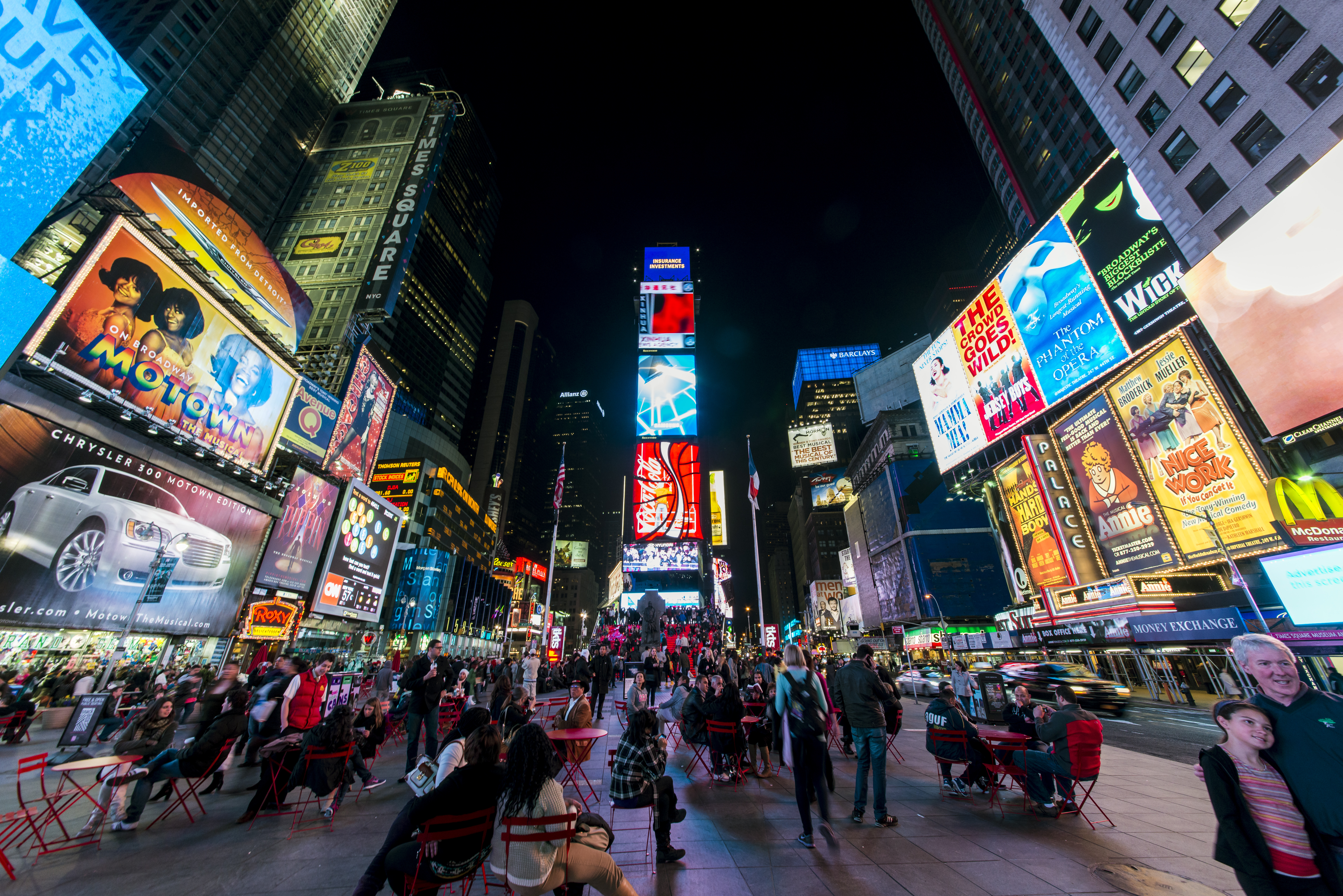
時報廣場夜景
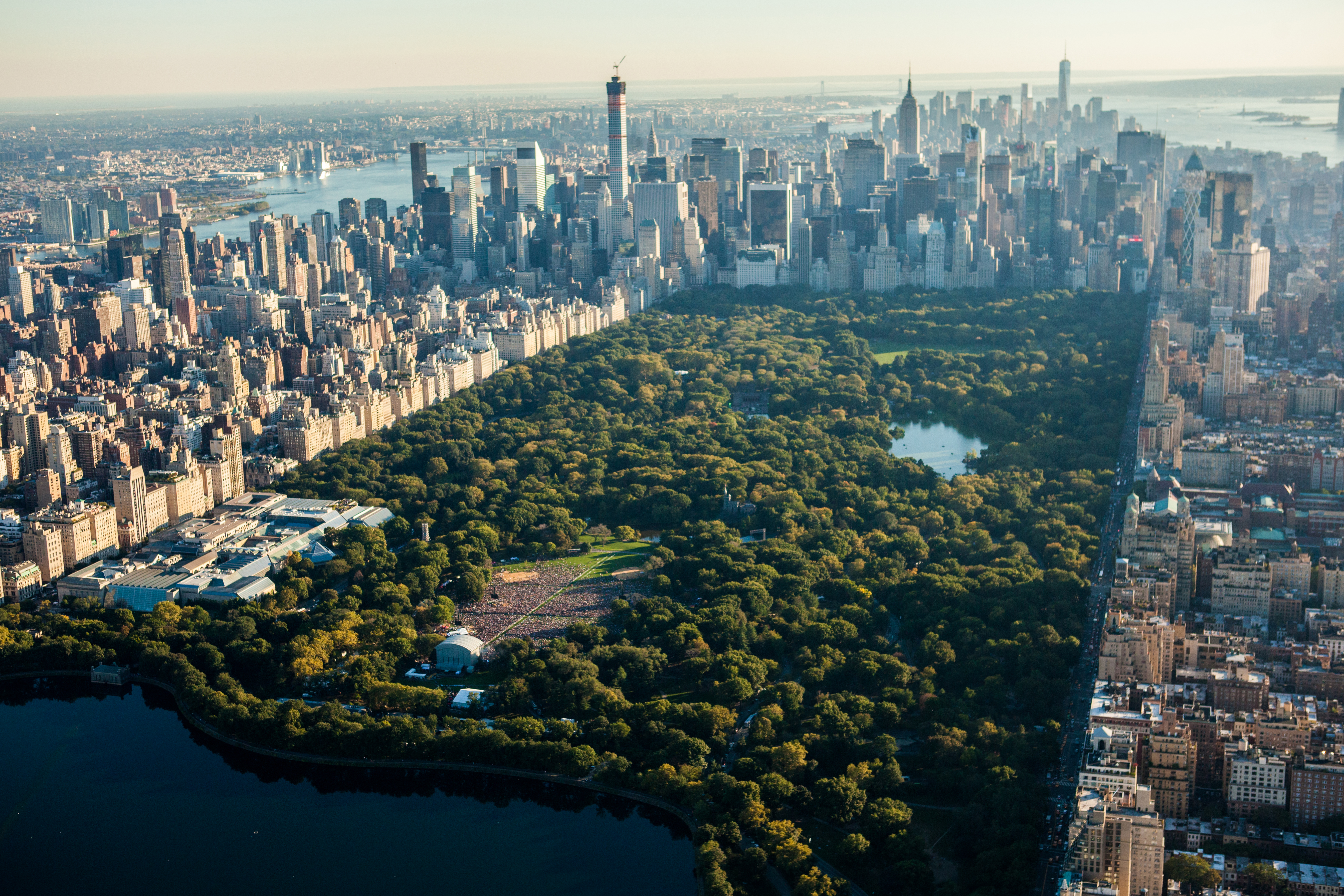
纽约中央公园
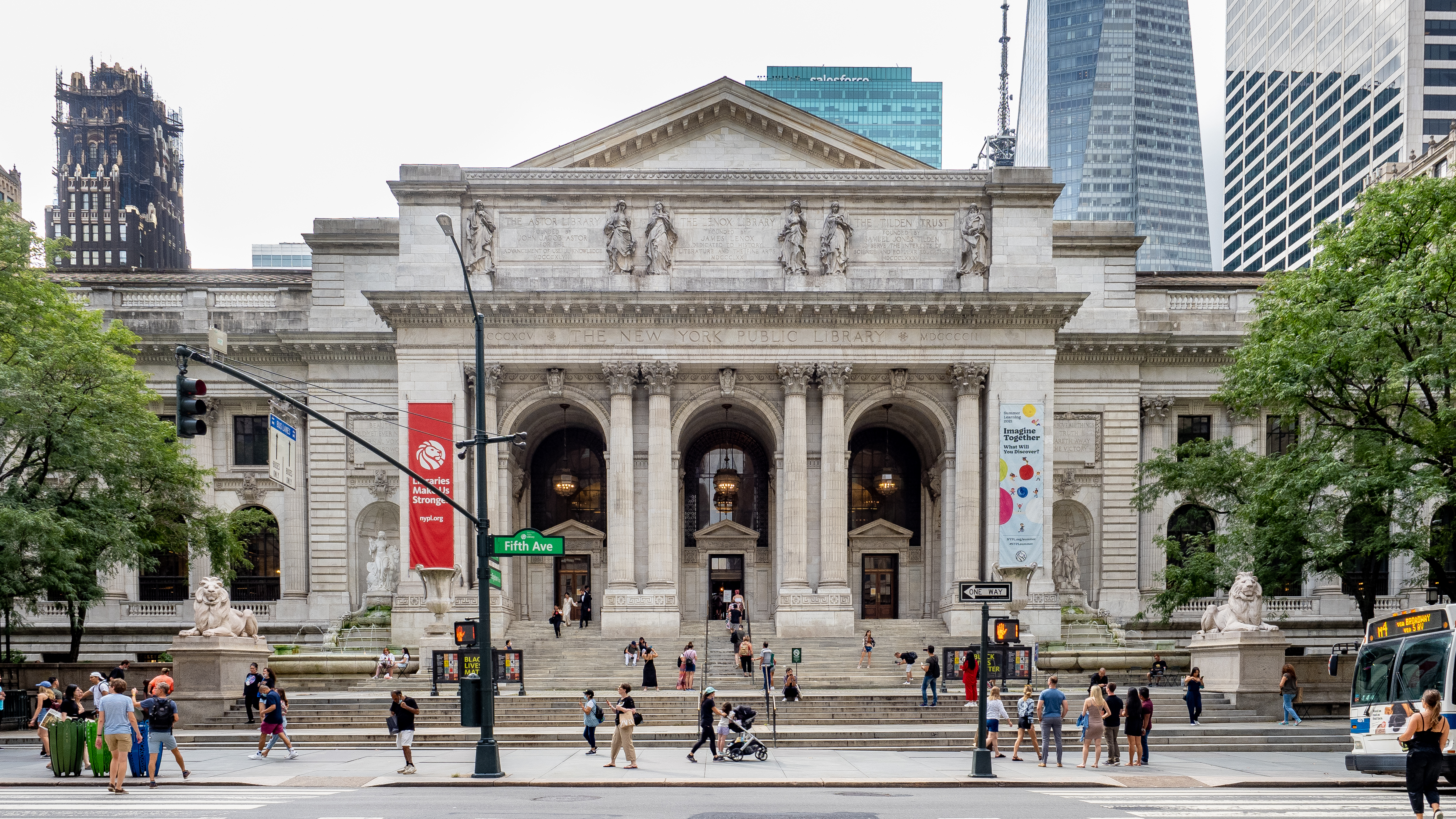
纽约公共图书馆
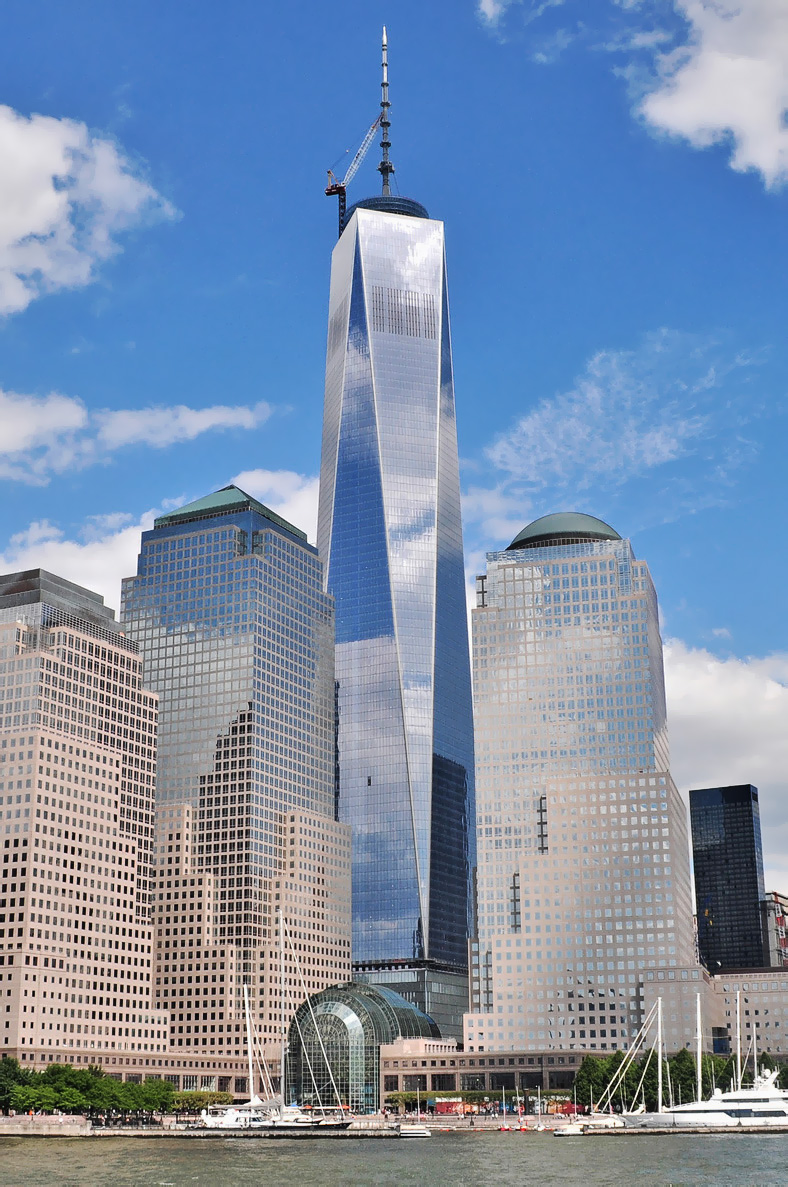
世界貿易中心一號大樓
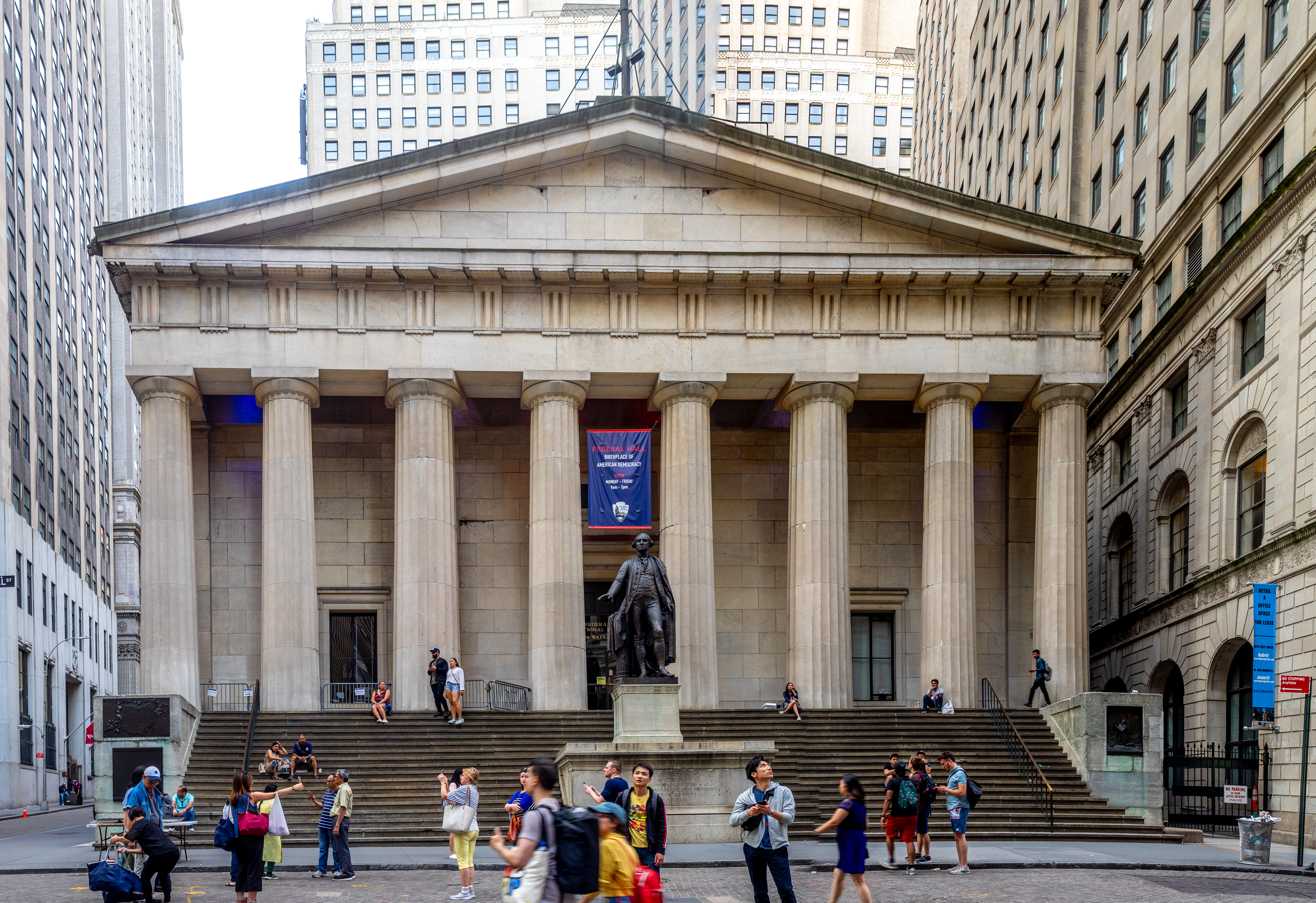
纽约华尔街聯邦國家紀念堂
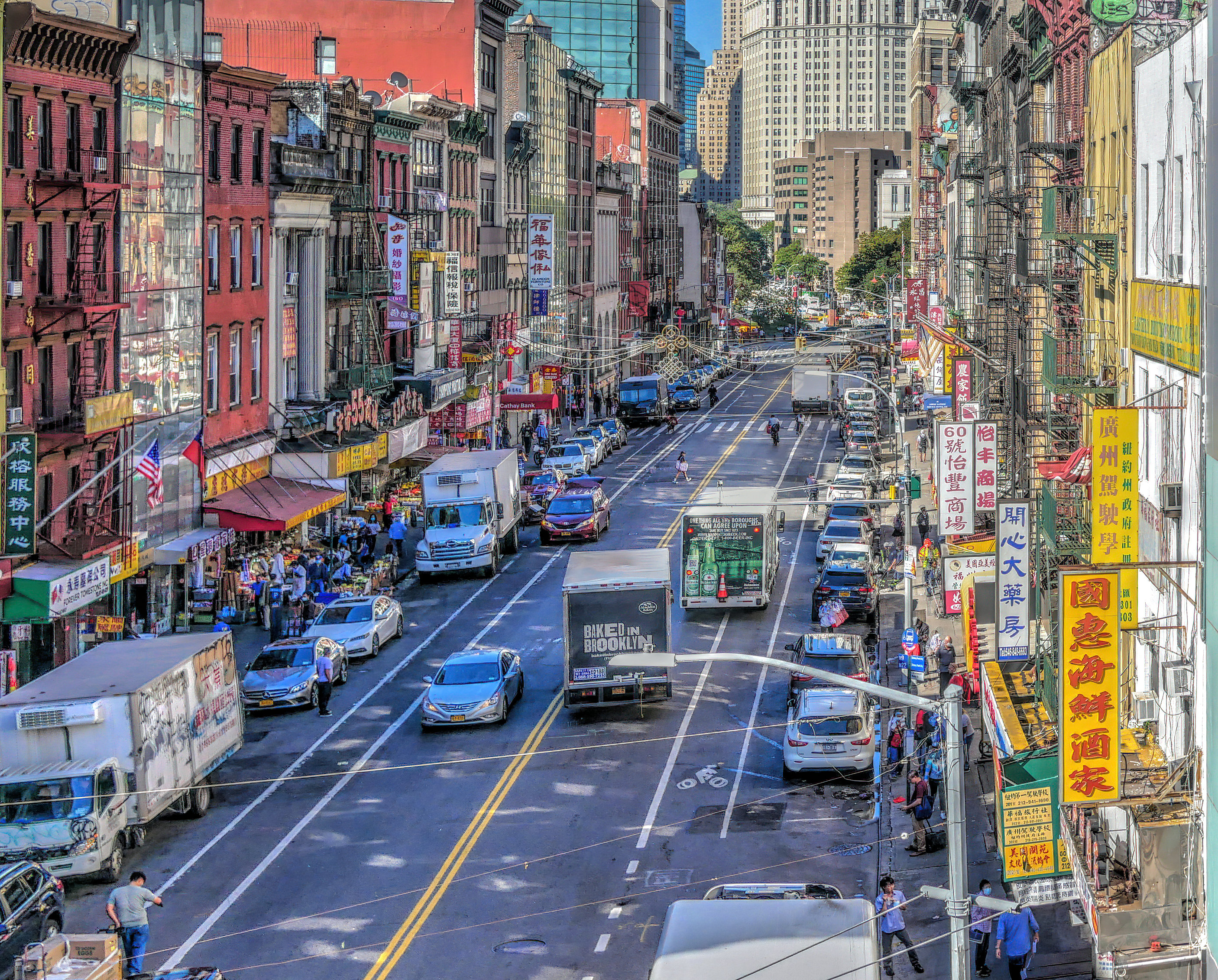
纽约曼哈顿唐人街
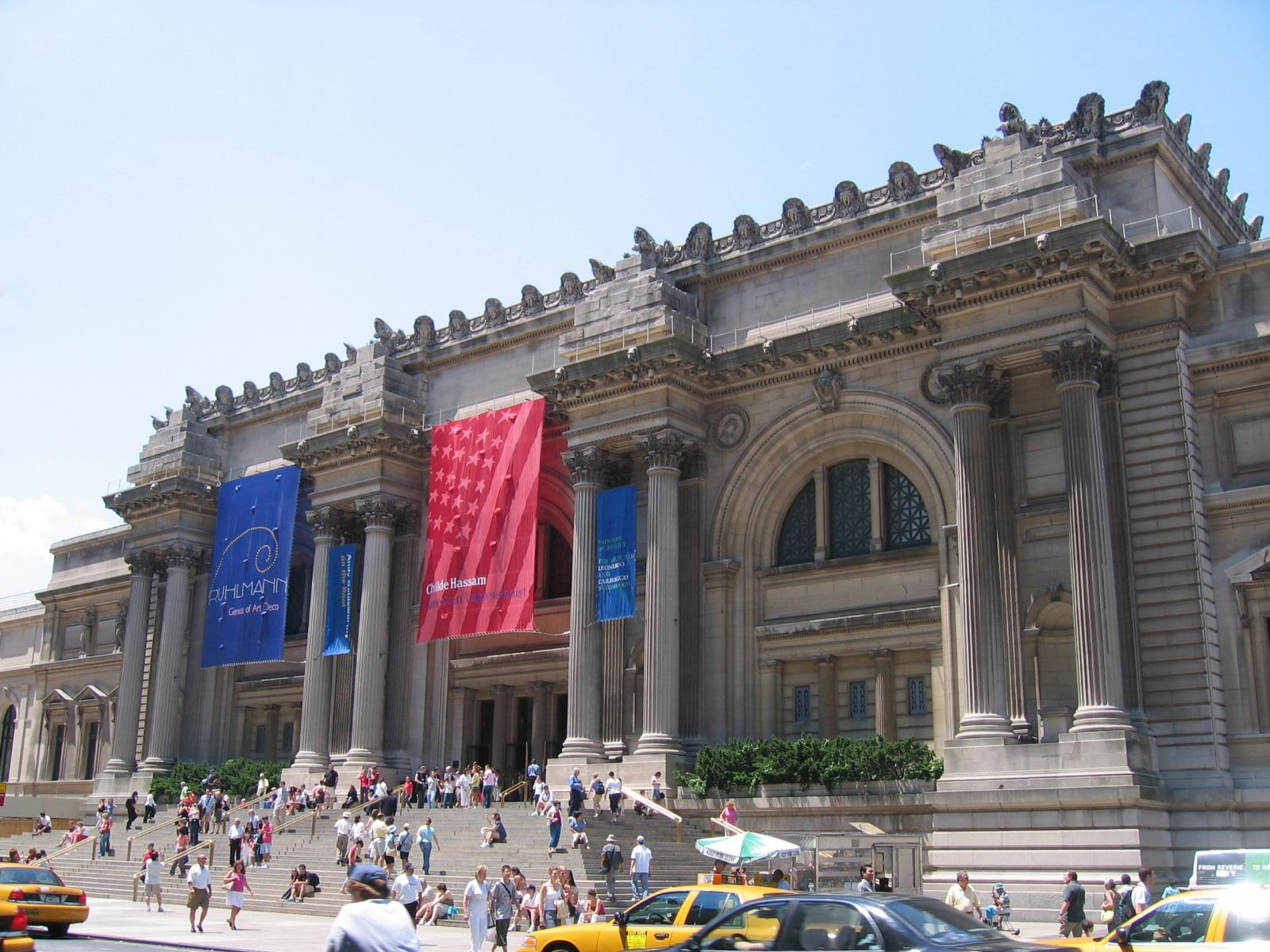
紐約大都會藝術博物館
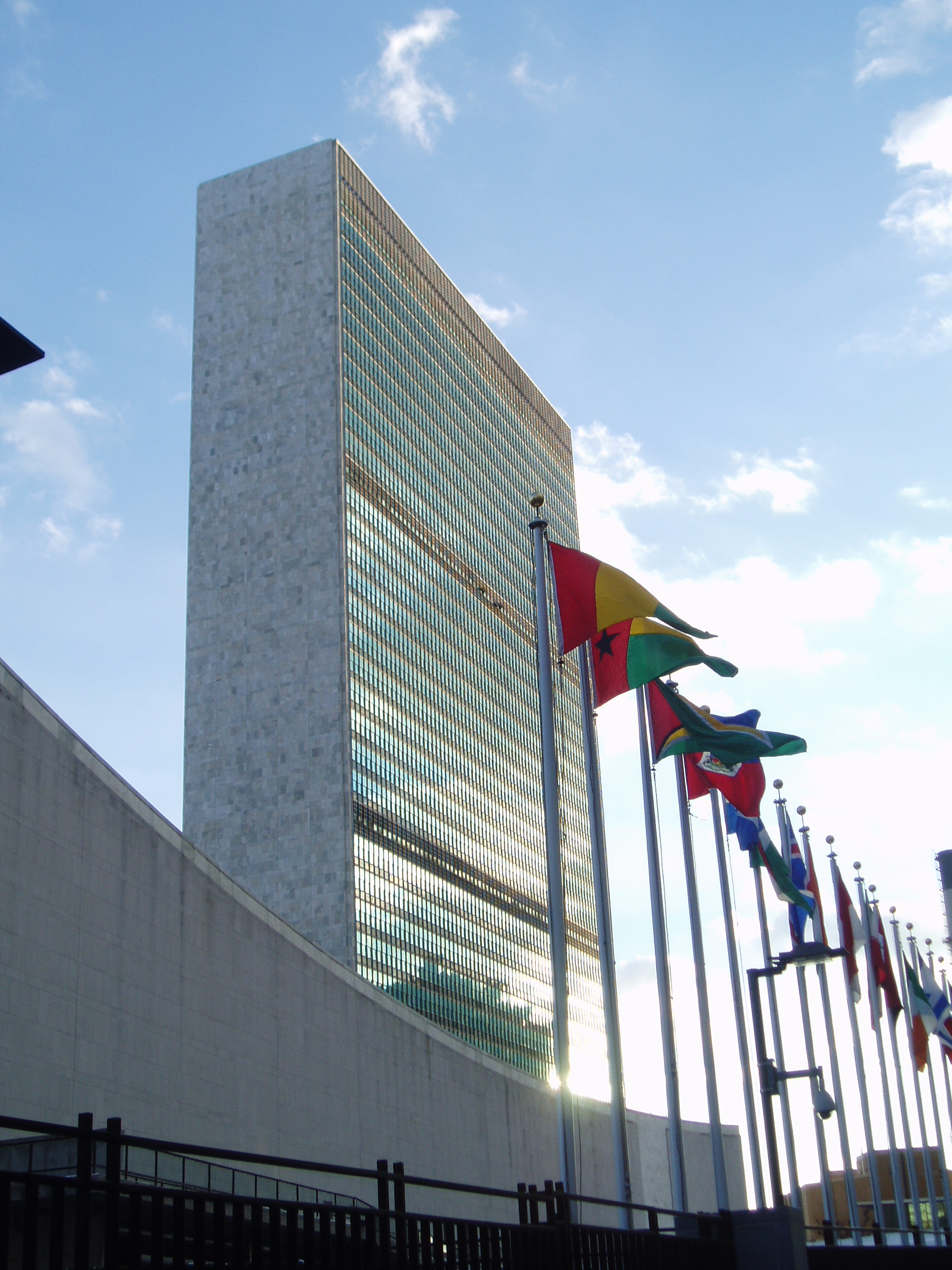
联合国总部大楼
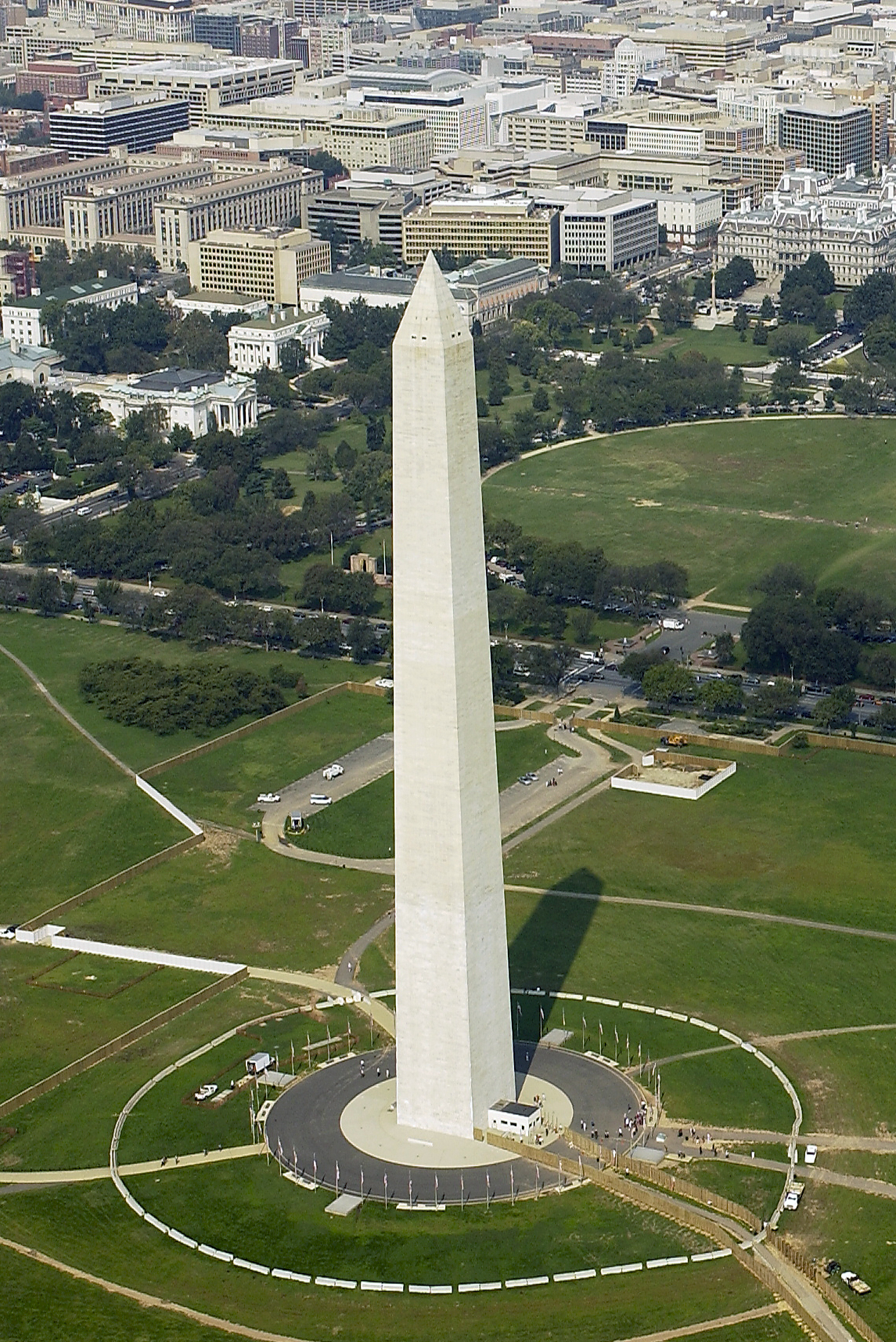
华盛顿纪念碑
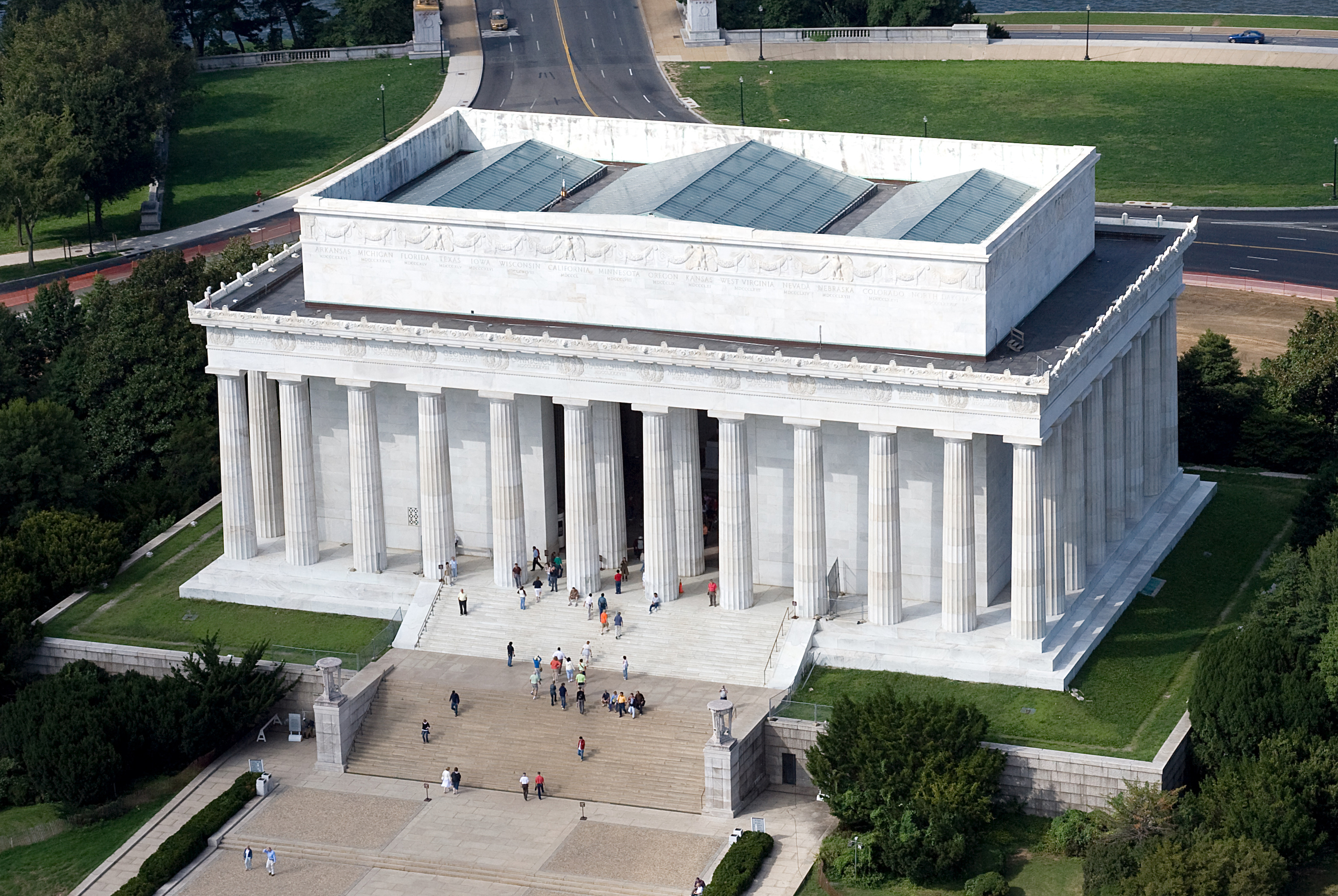
华盛顿林肯纪念堂
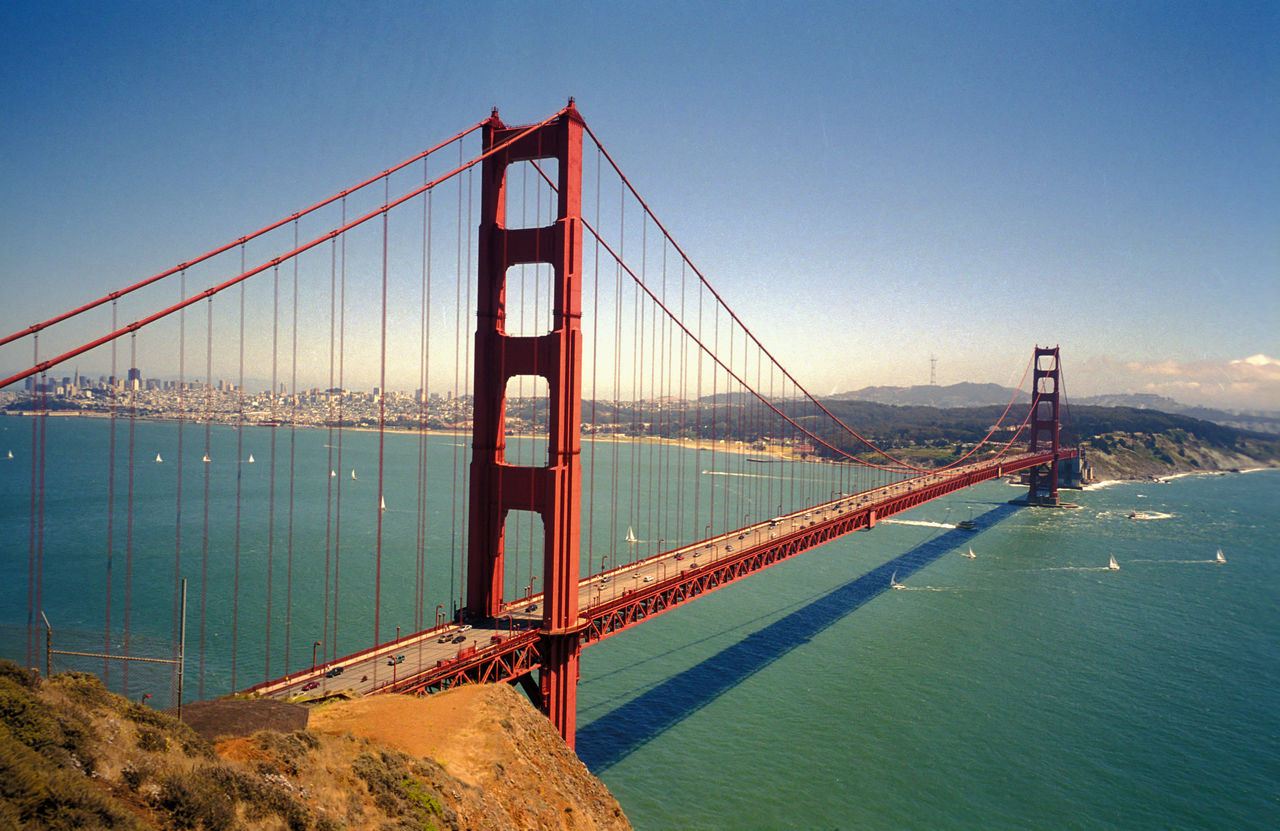
旧金山金门大桥
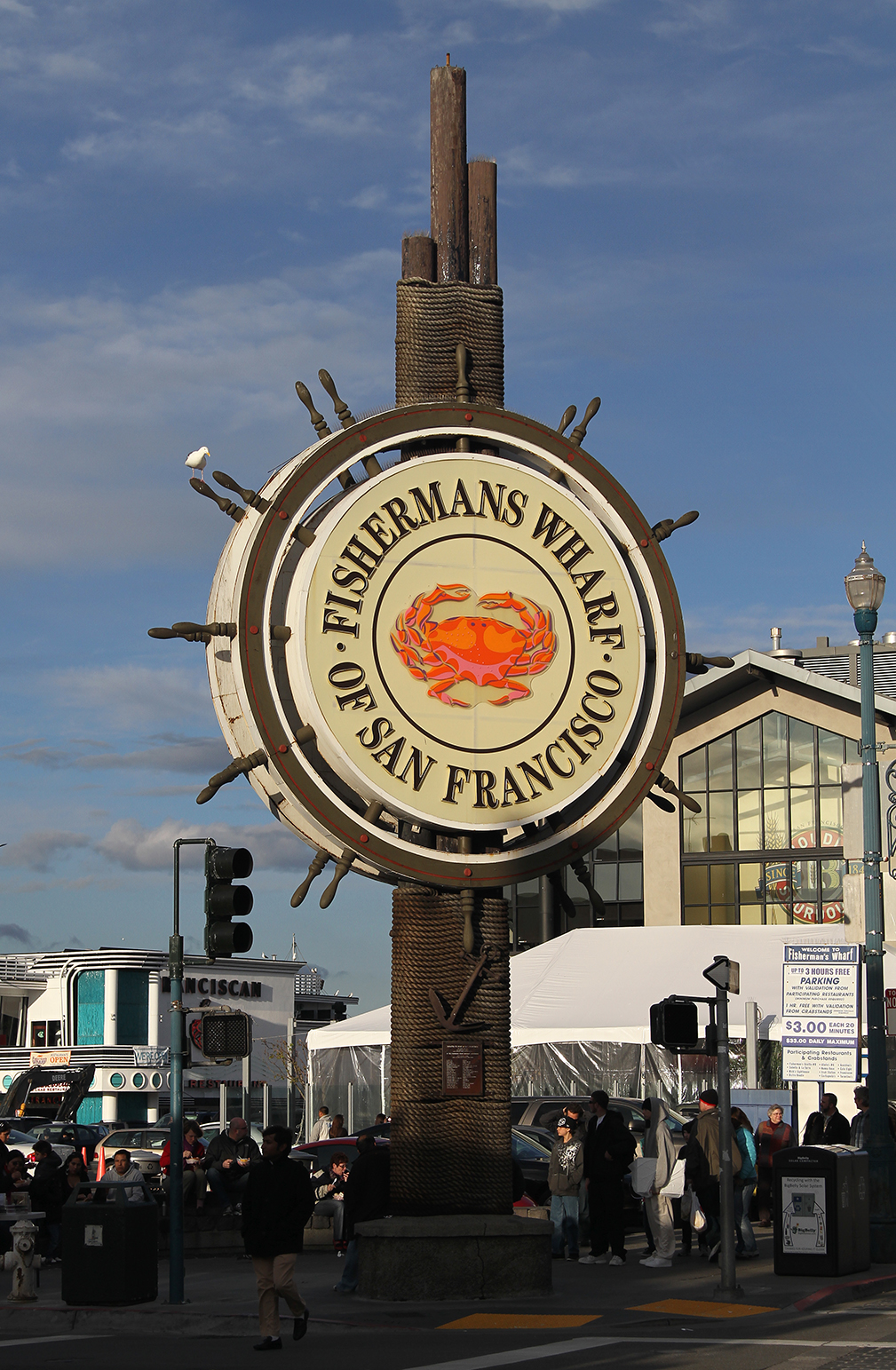
旧金山渔人码头螃蟹标志
纽约大学華盛頓廣場公園拱门
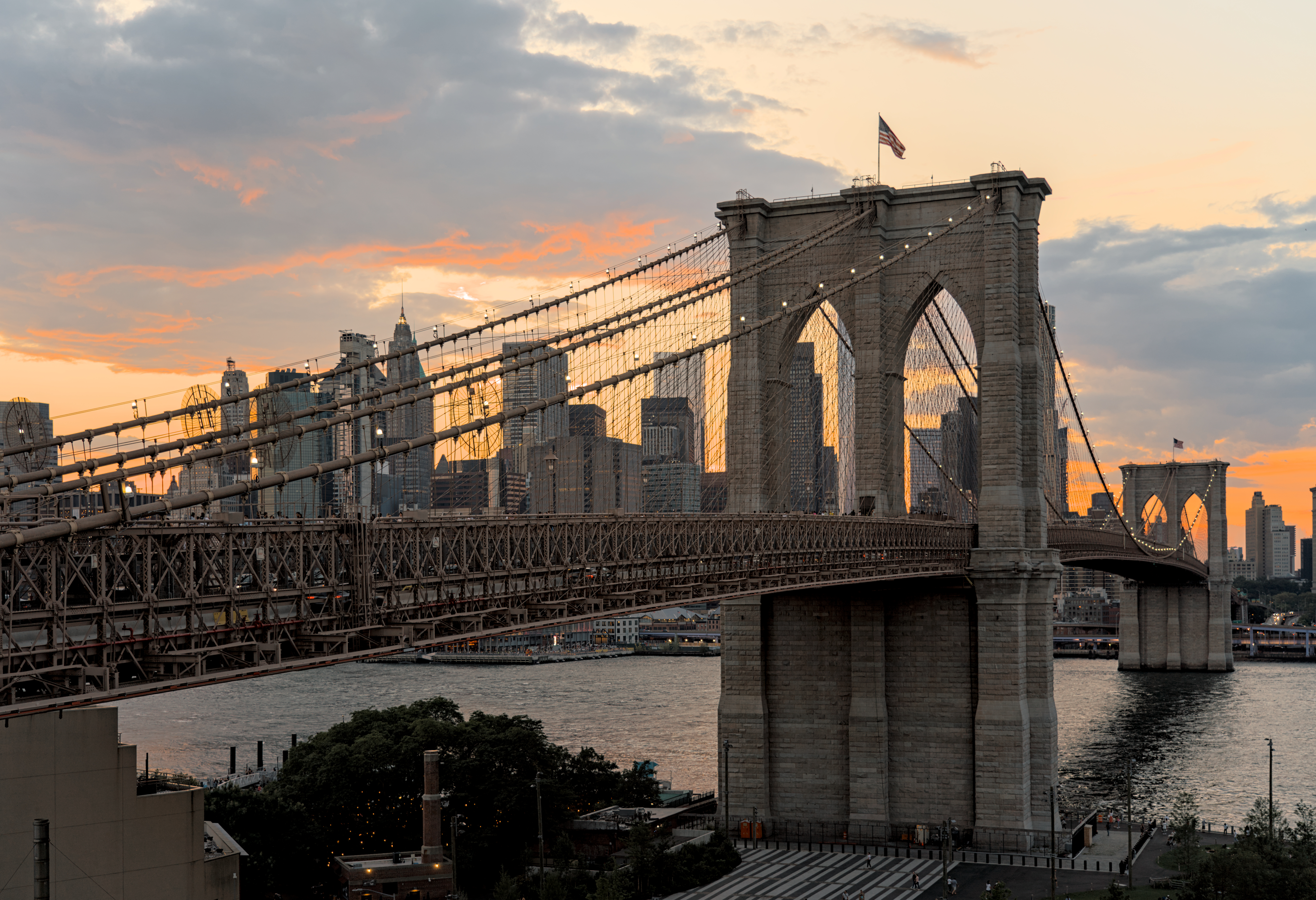
纽约布鲁克林大桥
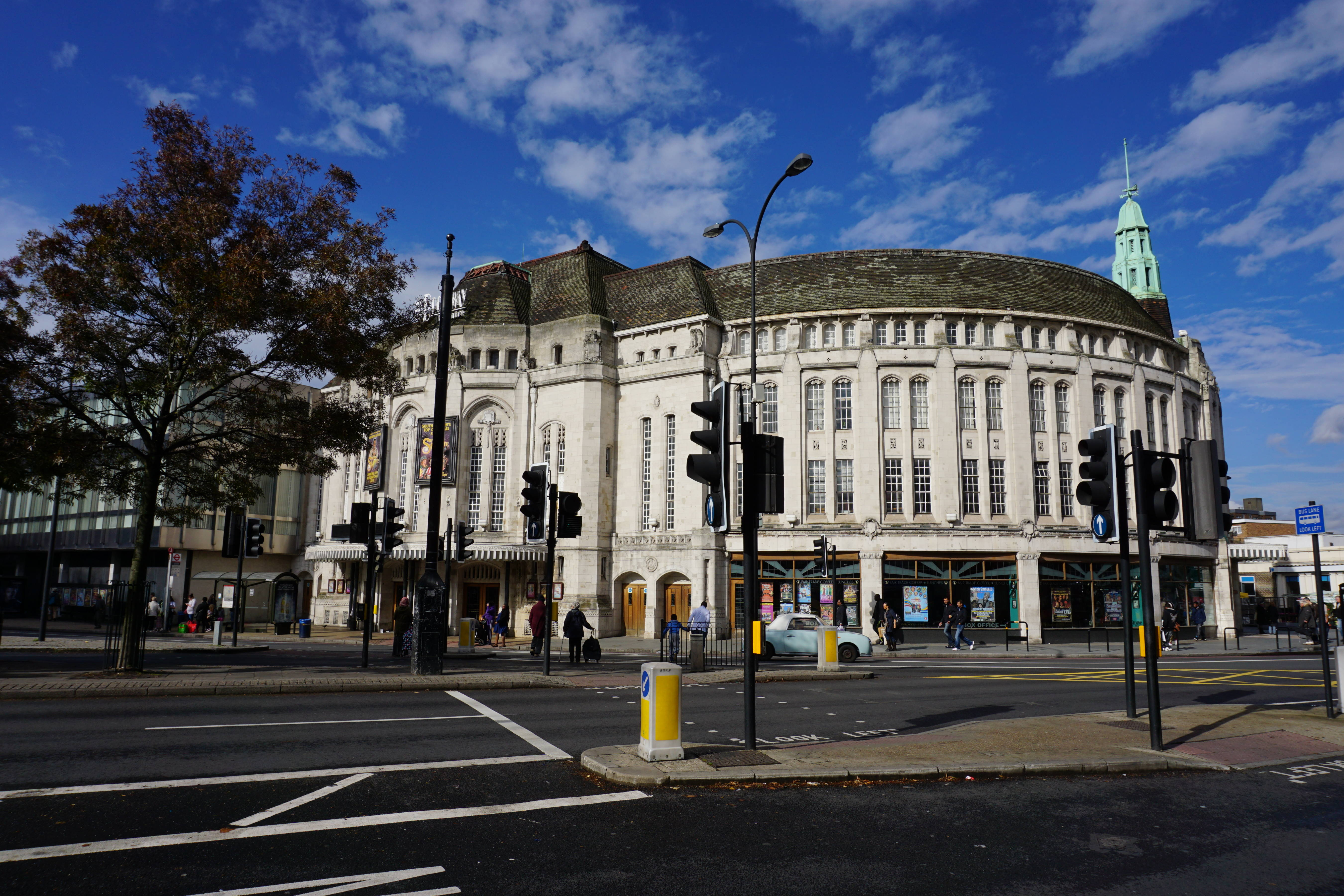
纽约百老汇剧院
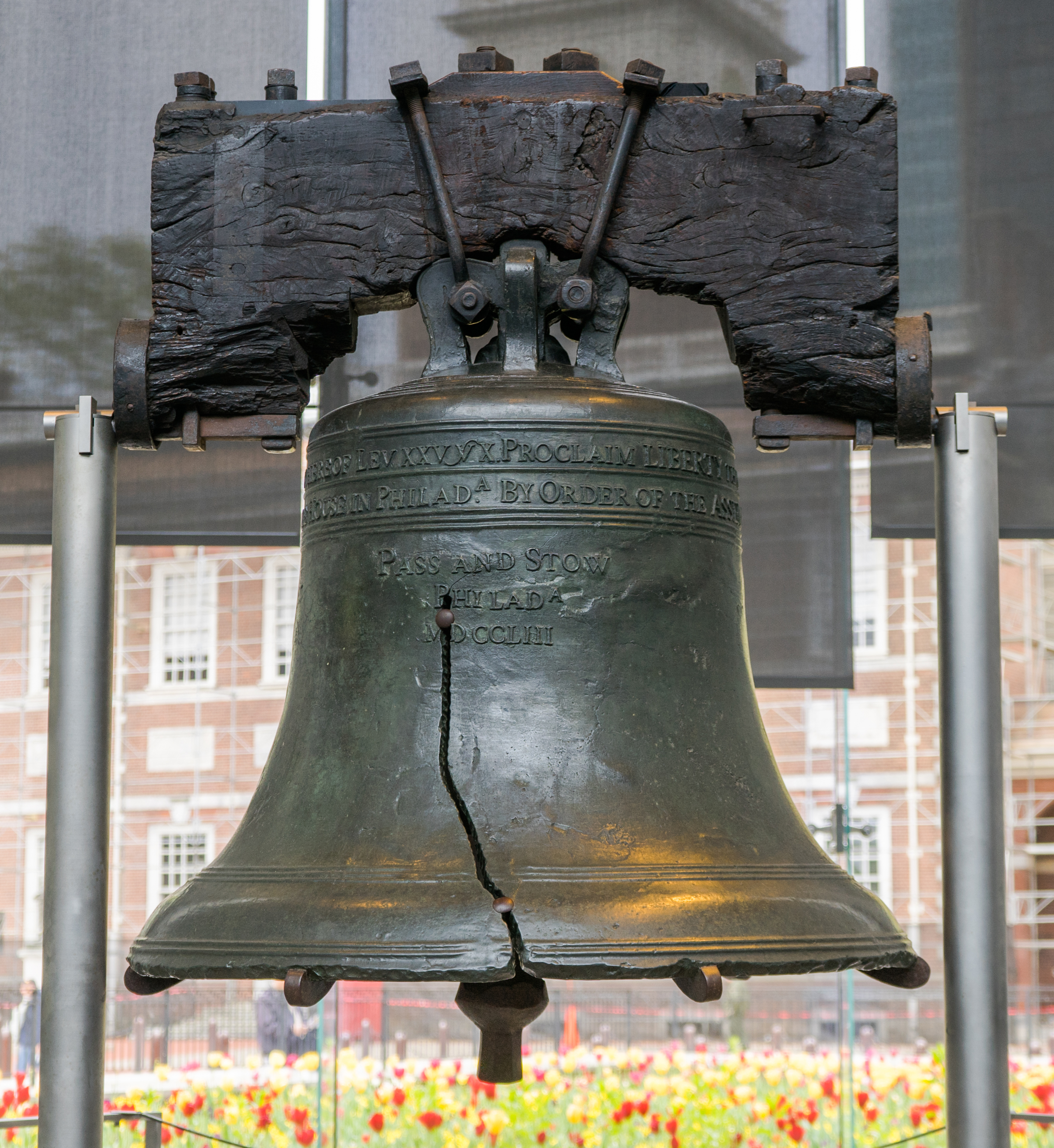
费城自由钟
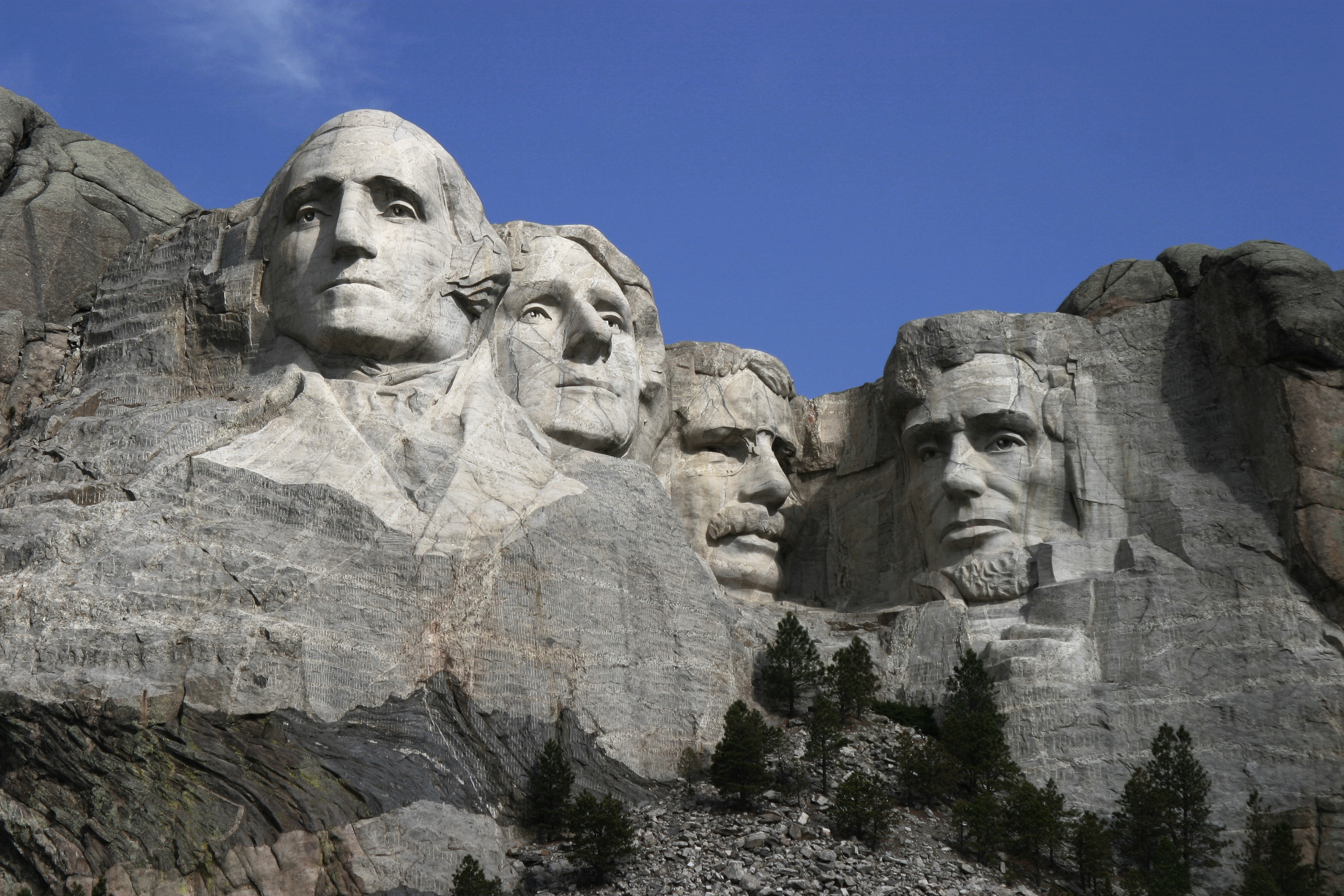
拉什莫尔山国家纪念公园总统山
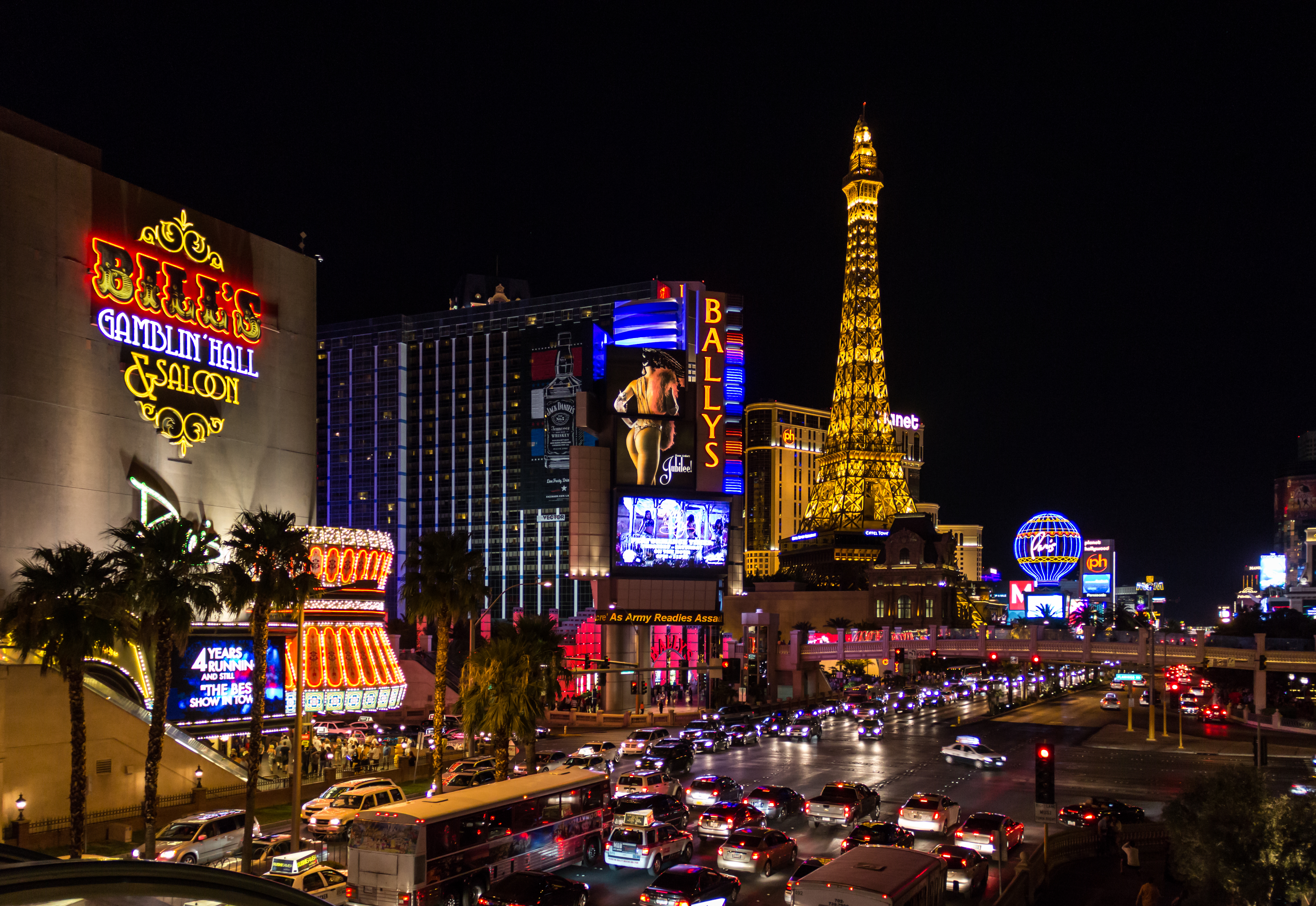
拉斯维加斯大道
洛杉矶好莱坞
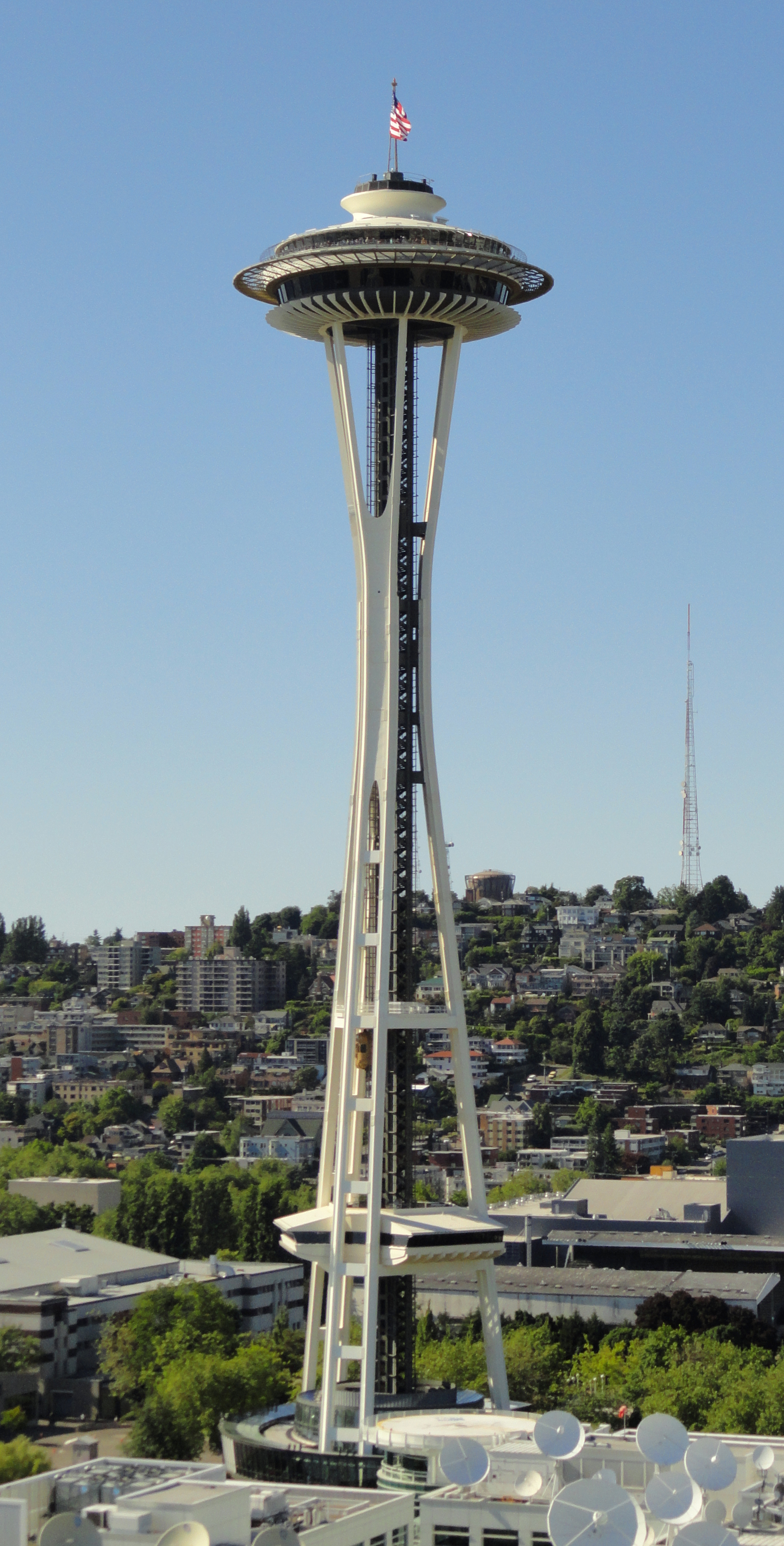
西雅图太空針塔
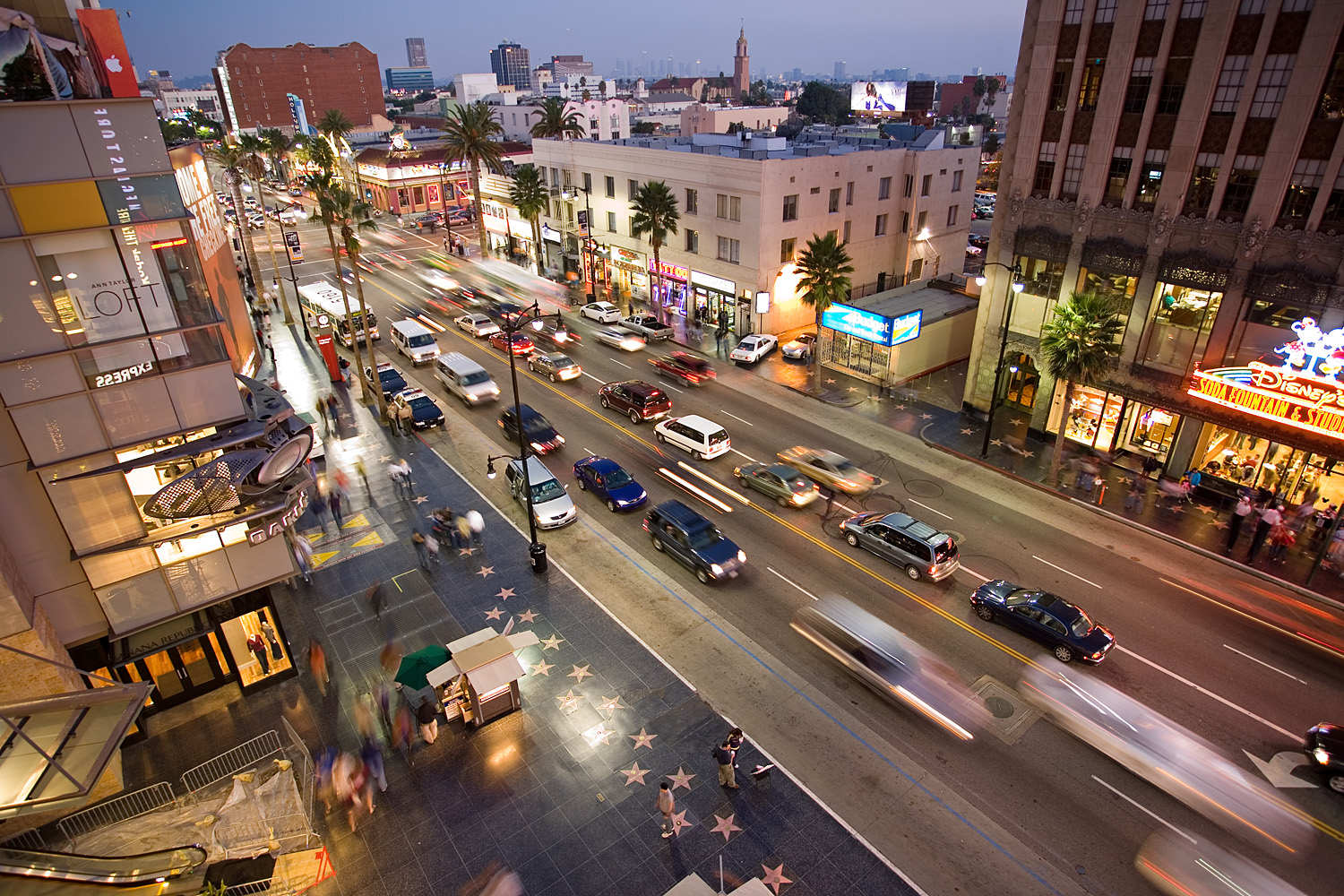
好萊塢星光大道

## 參见
- 美国政府
- 美国历史年表
- 美国宪法
- 美利堅聯盟國

## 延伸阅读
[在维基数据编辑]
 《清史稿/卷156》，出自趙爾巽《清史稿》

## 外部連結
- 美國新國會宣誓就職誓詞歷經修改（页面存档备份，存于）
- 美国政府官方网站（页面存档备份，存于）
- 白宫网站（页面存档备份，存于）
- 参议院网站（页面存档备份，存于）
- 众议院网站（页面存档备份，存于）
- 美国最高法院网站
- 《世界概况》上有关美国的条目
- （中文）美国参考
- 維基媒體的美国地圖集